# Biserica de lemn din Cubleșu

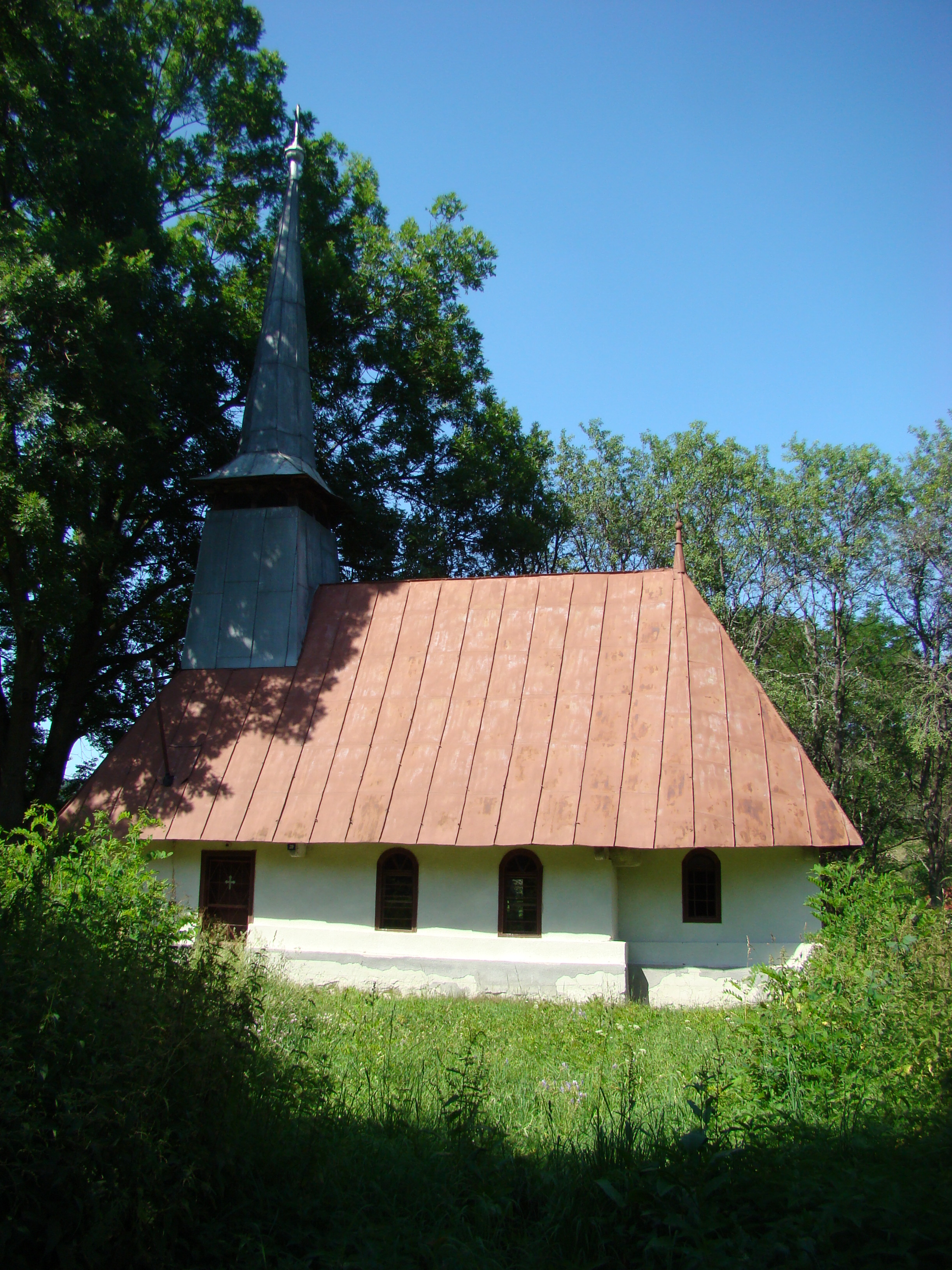
Biserica de lemn „Învierea Domnului” din Cubleșu, județul Sălaj, foto: iulie 2012

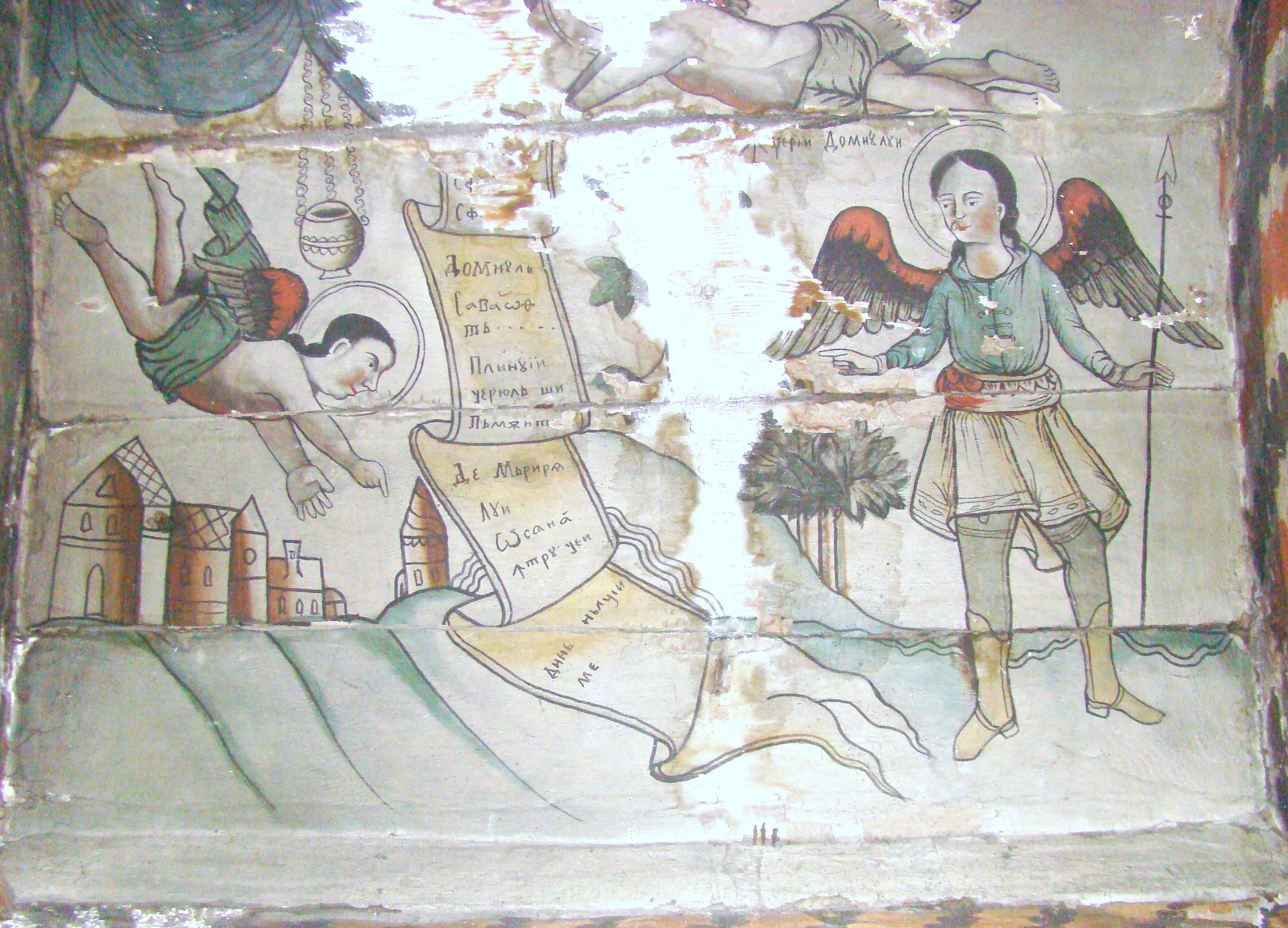
”Mărire Domnului”, pictor Urs Broina, Cubleșu, Sălaj, pictura realizată între 1787-1789

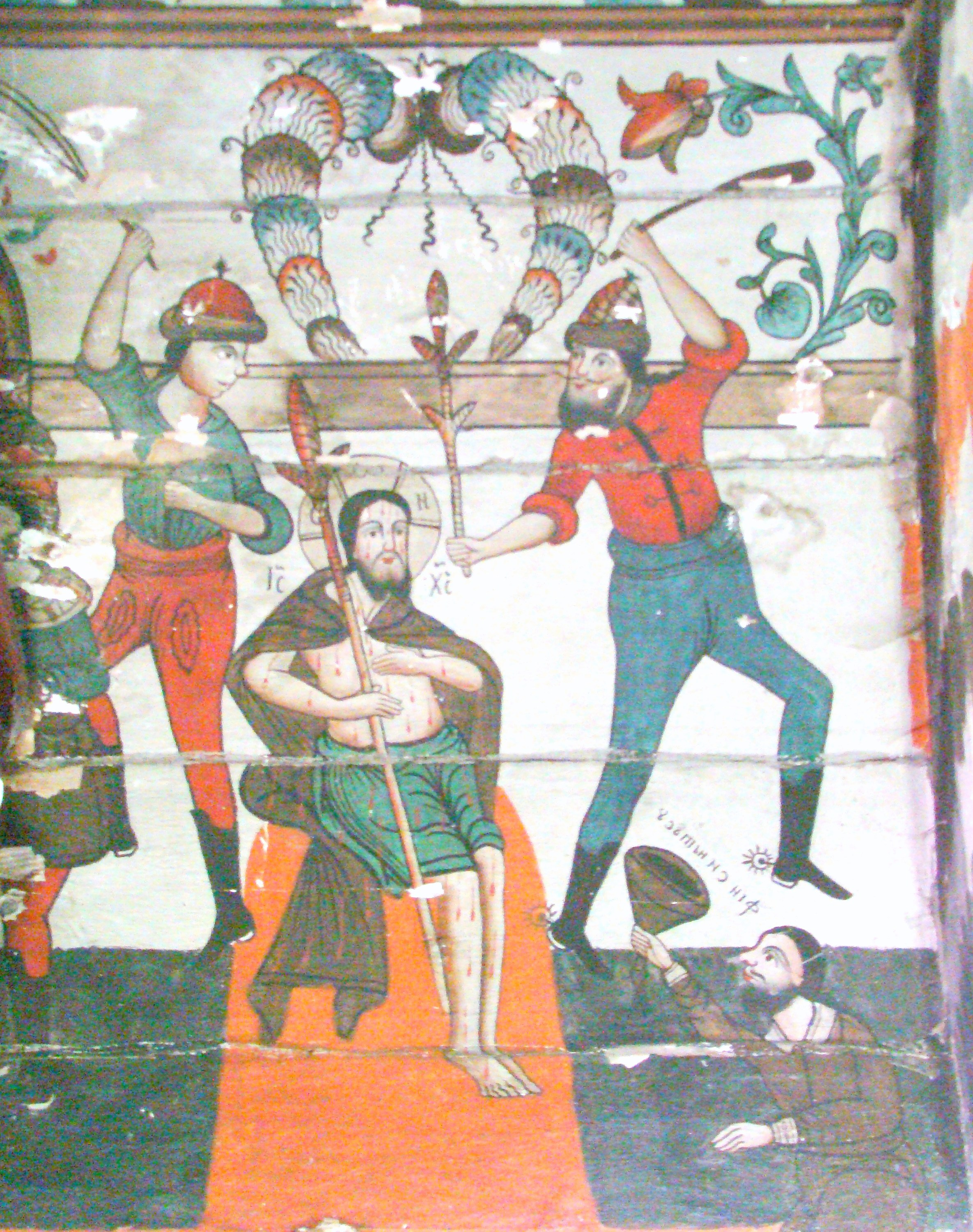
Naos (latura de sud): ciclul Patimilor (Batjocorirea lui Iisus; personajul din dreapta, jos, îi urează: Fii sănătos!)

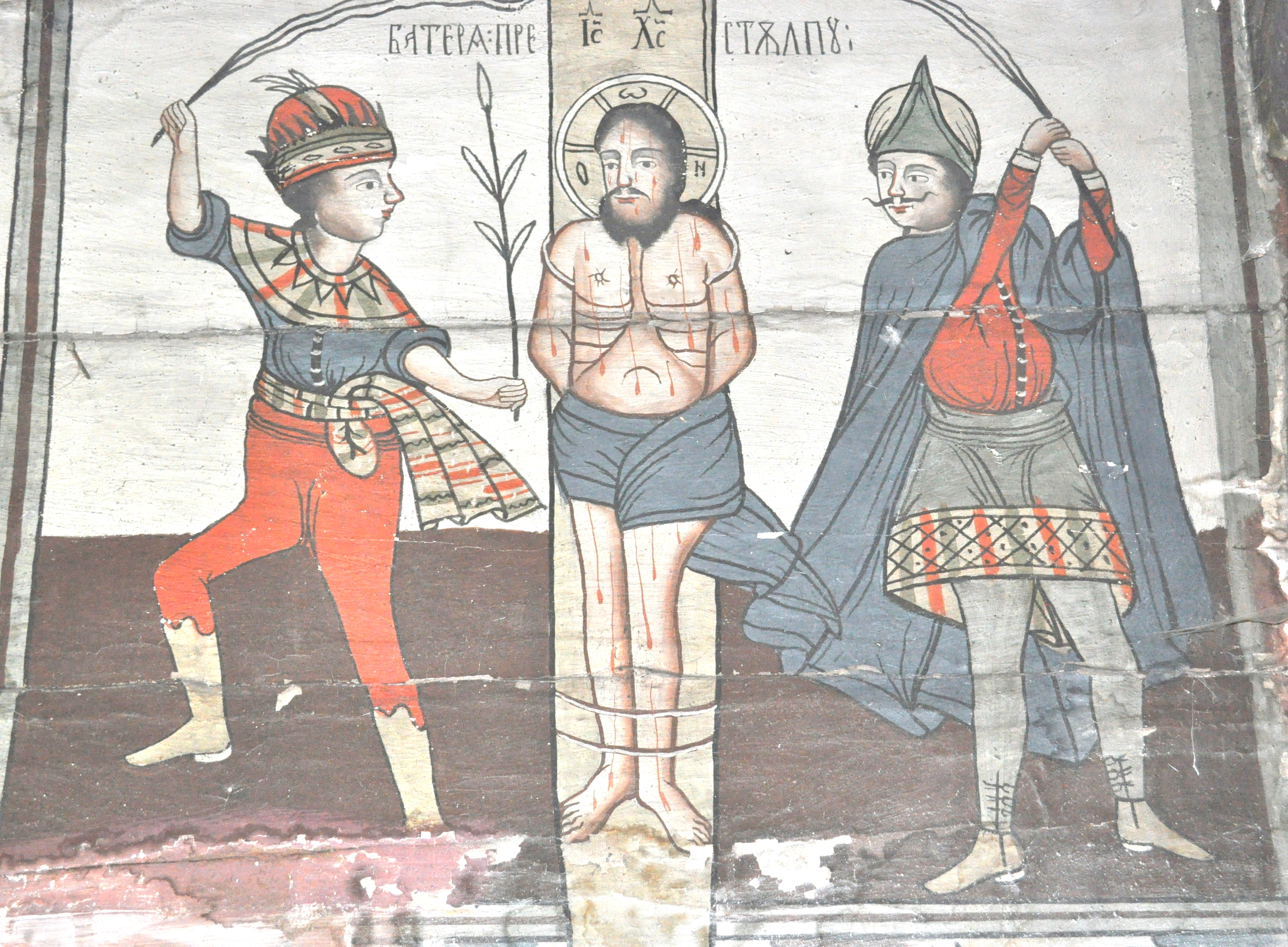
Naos (latura de nord): ciclul Patimilor (Biciuirea lui Iisus)

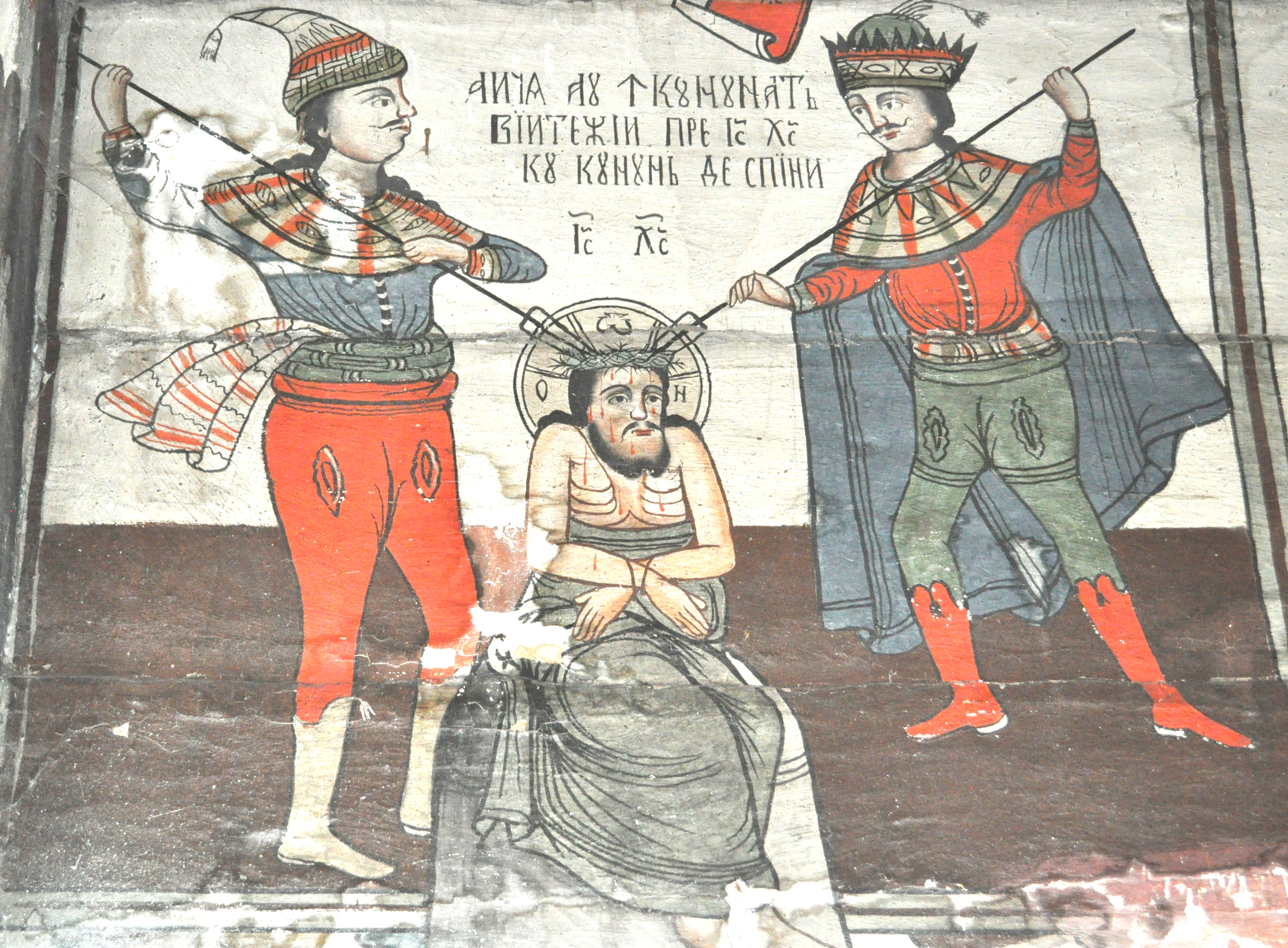
Naos (latura de nord): ciclul Patimilor (Încununarea cu spini)

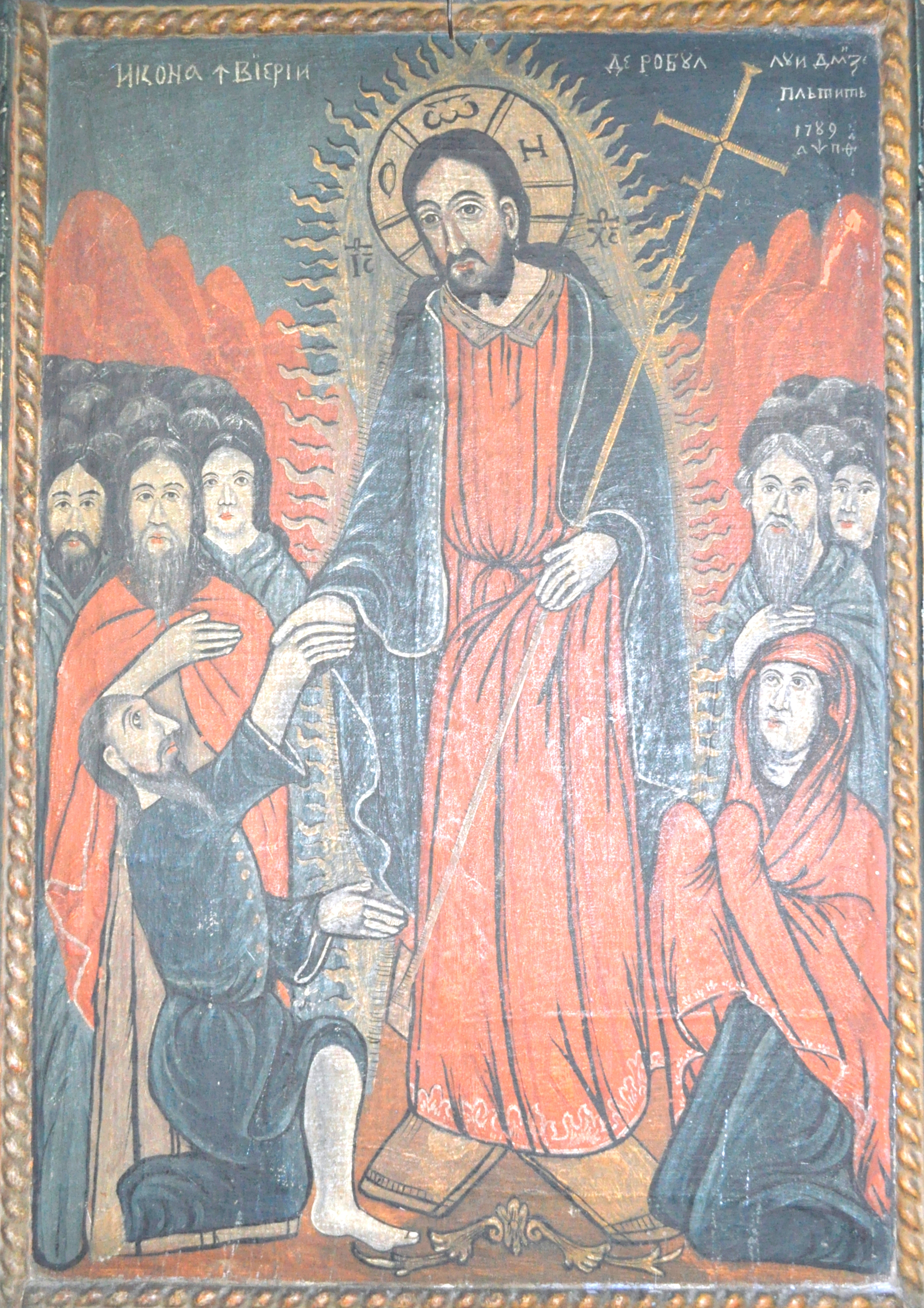
Icoană împărătească: Învierea Domnului (Urs Broină, 1789)

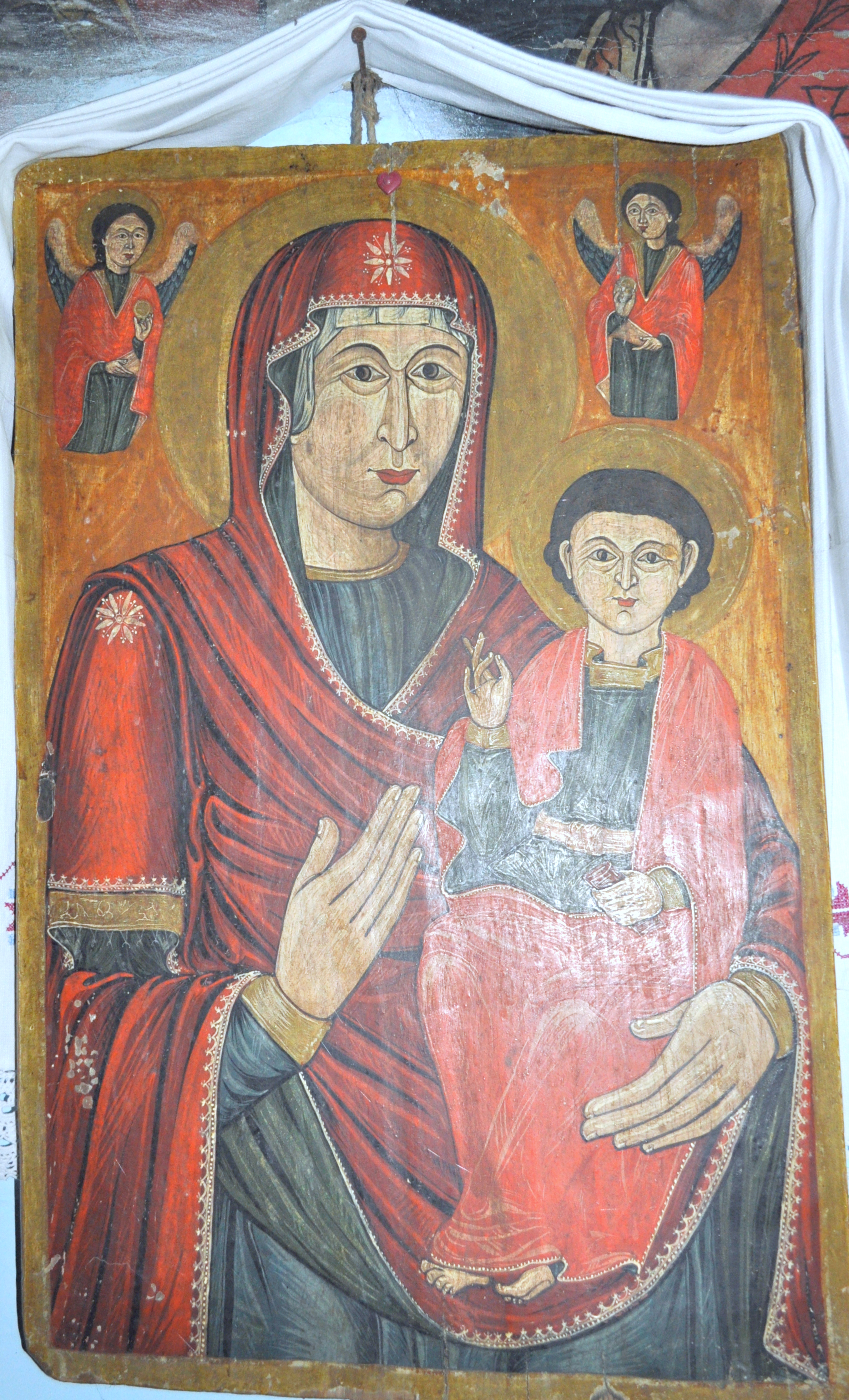
Maria cu pruncul

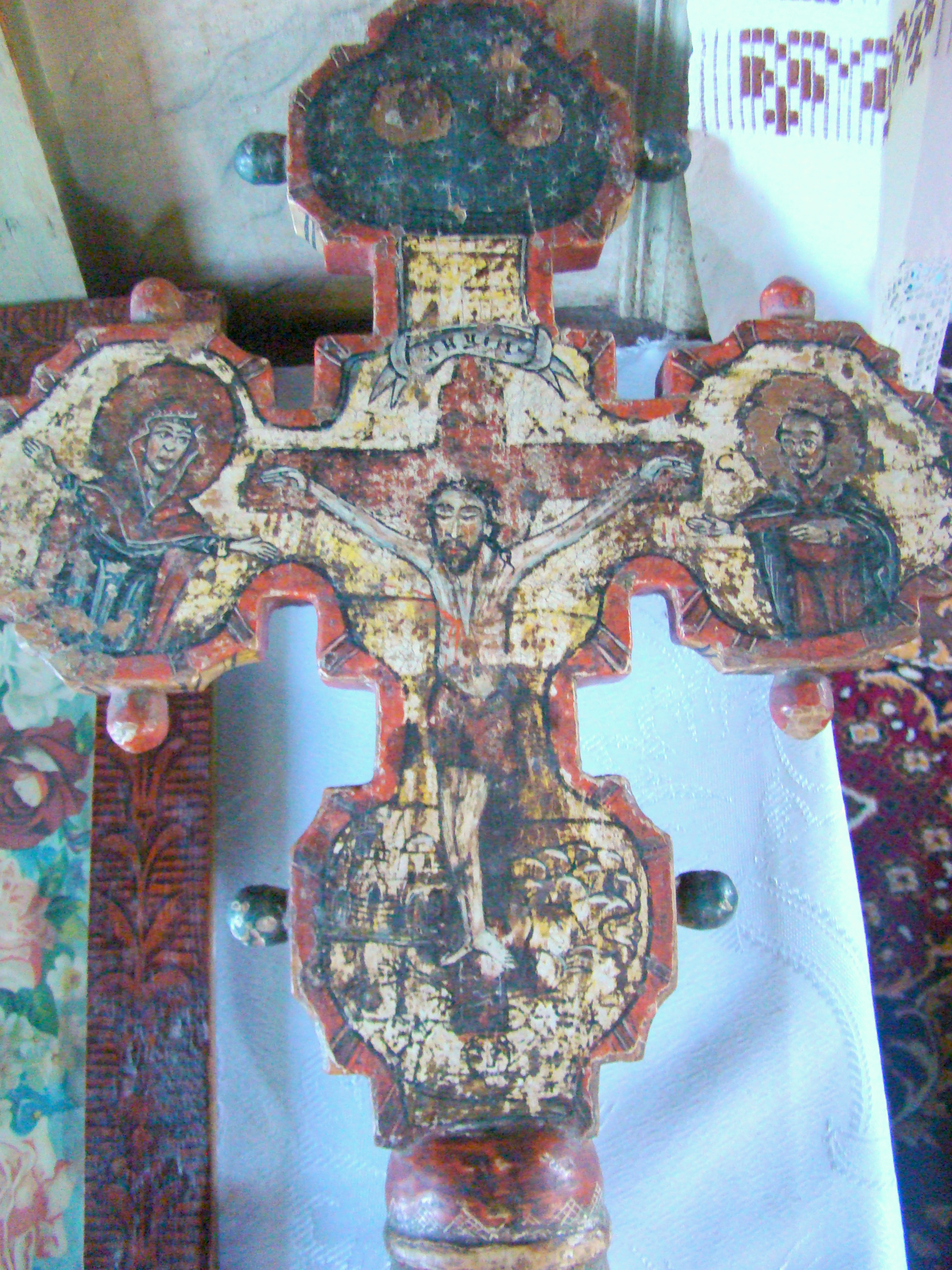
Cruce veche de lemn pictată

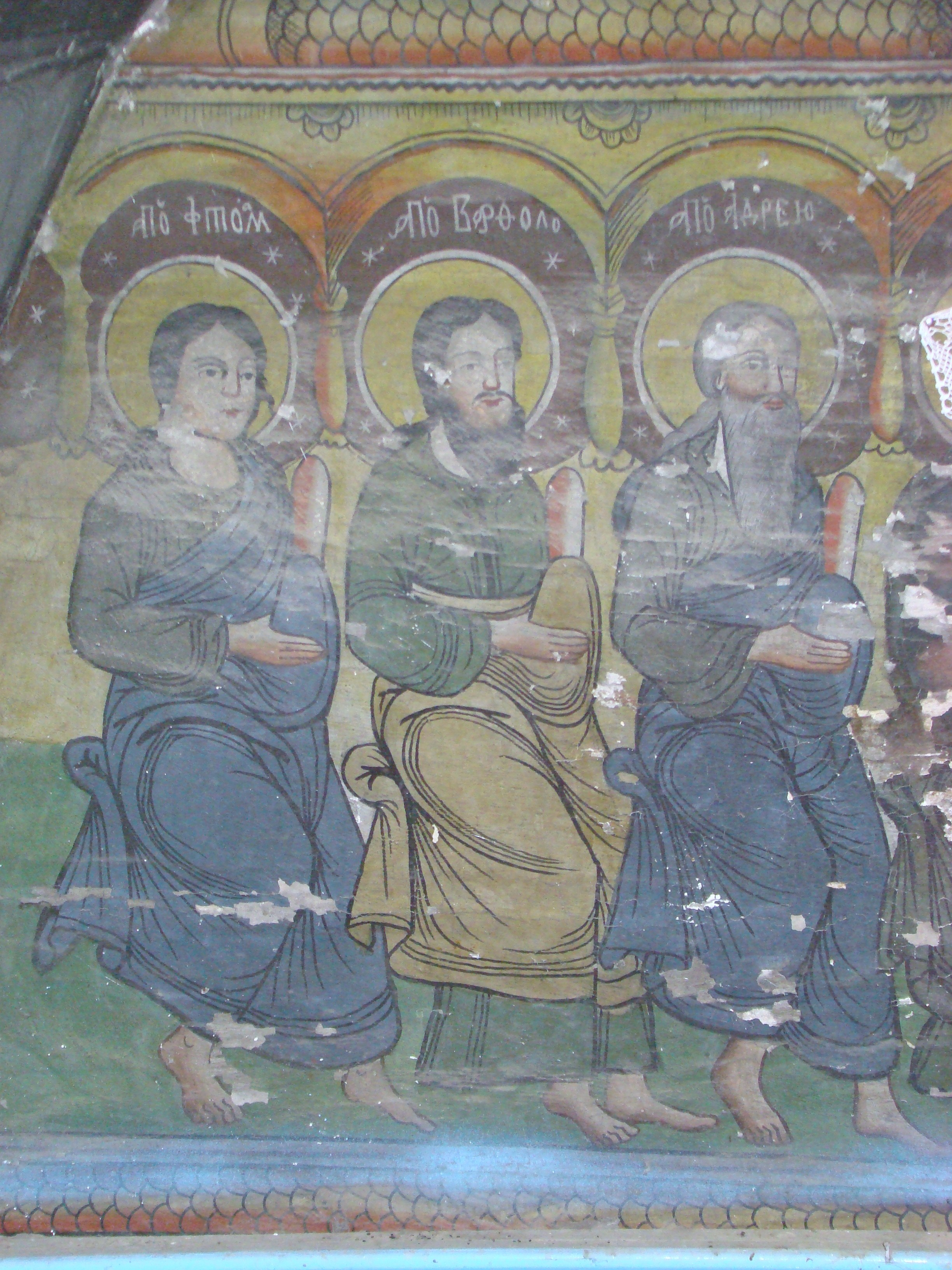
Iconostas: detaliu din friza Apostolilor

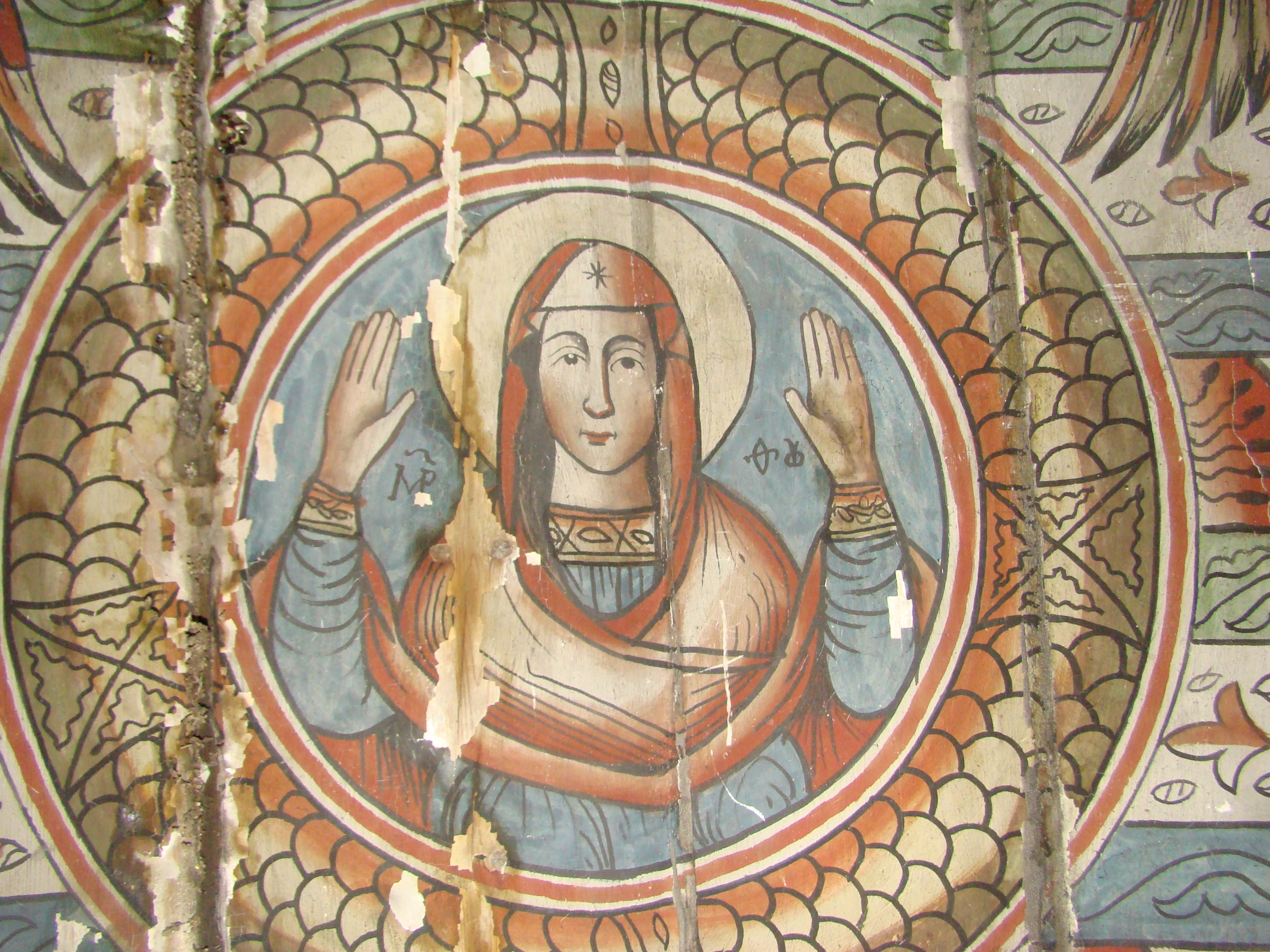
Bolta naosului: Maria orantă

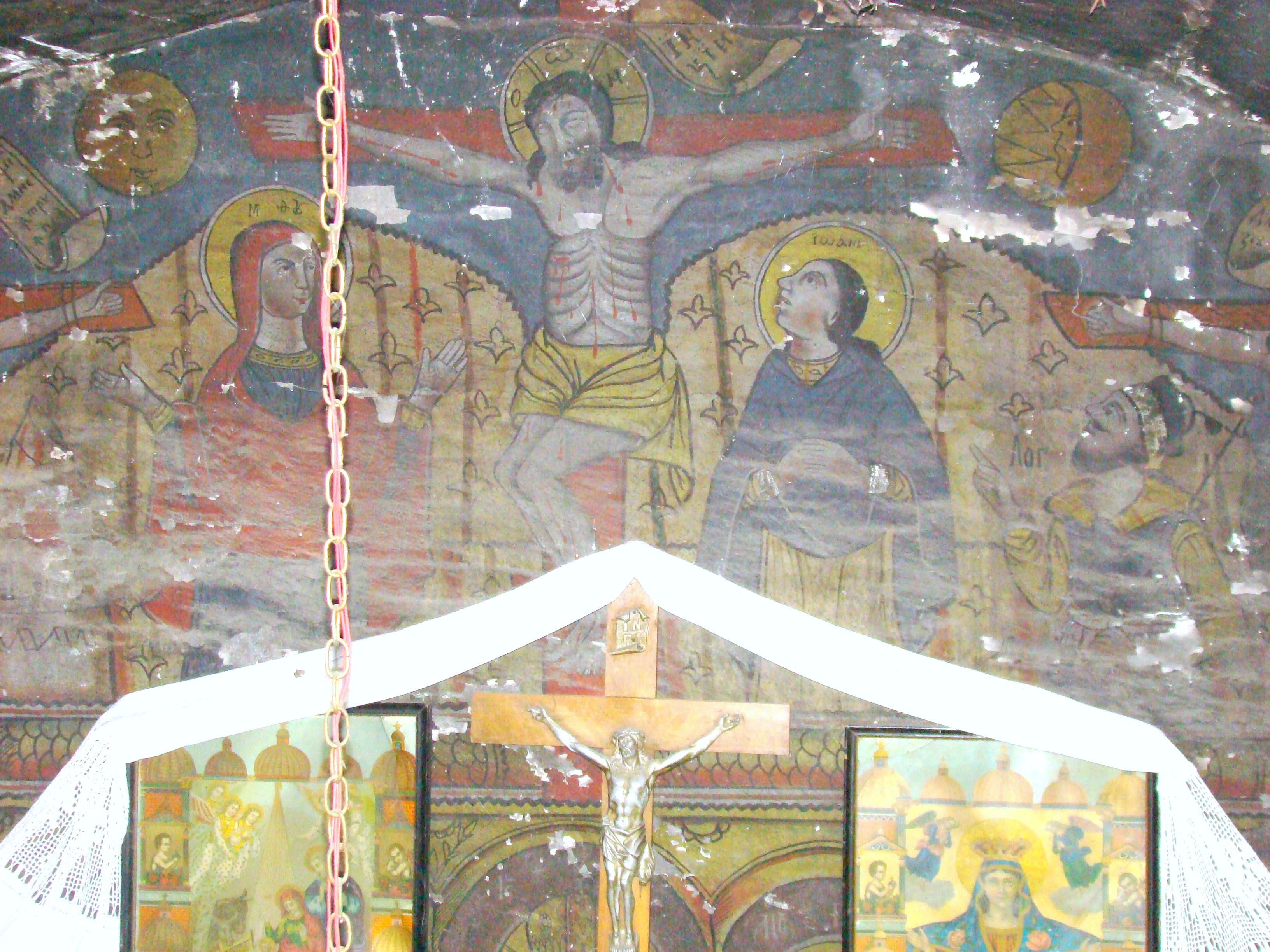
Răstignirea

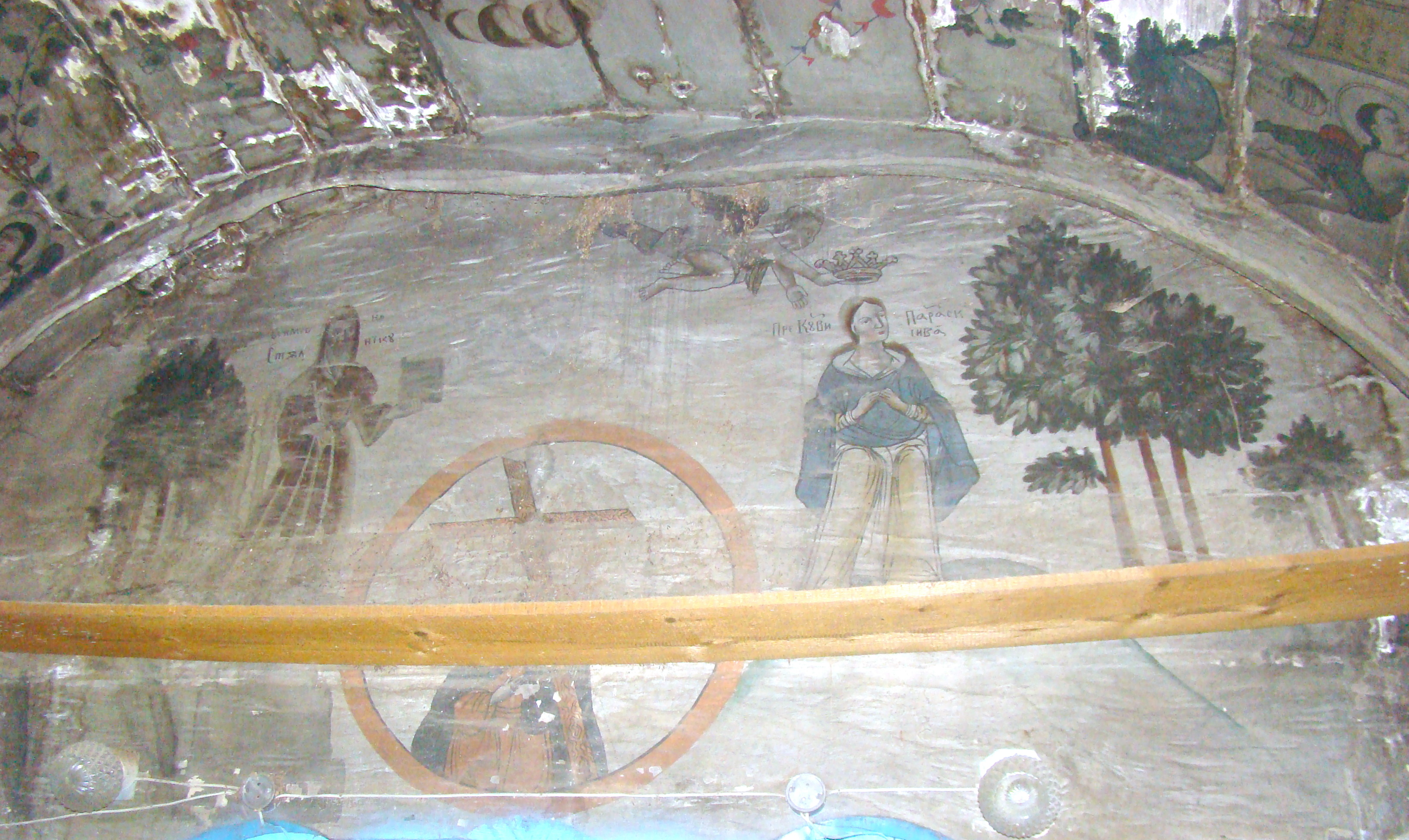
Dosul catapetesmei văzut din absida altarului

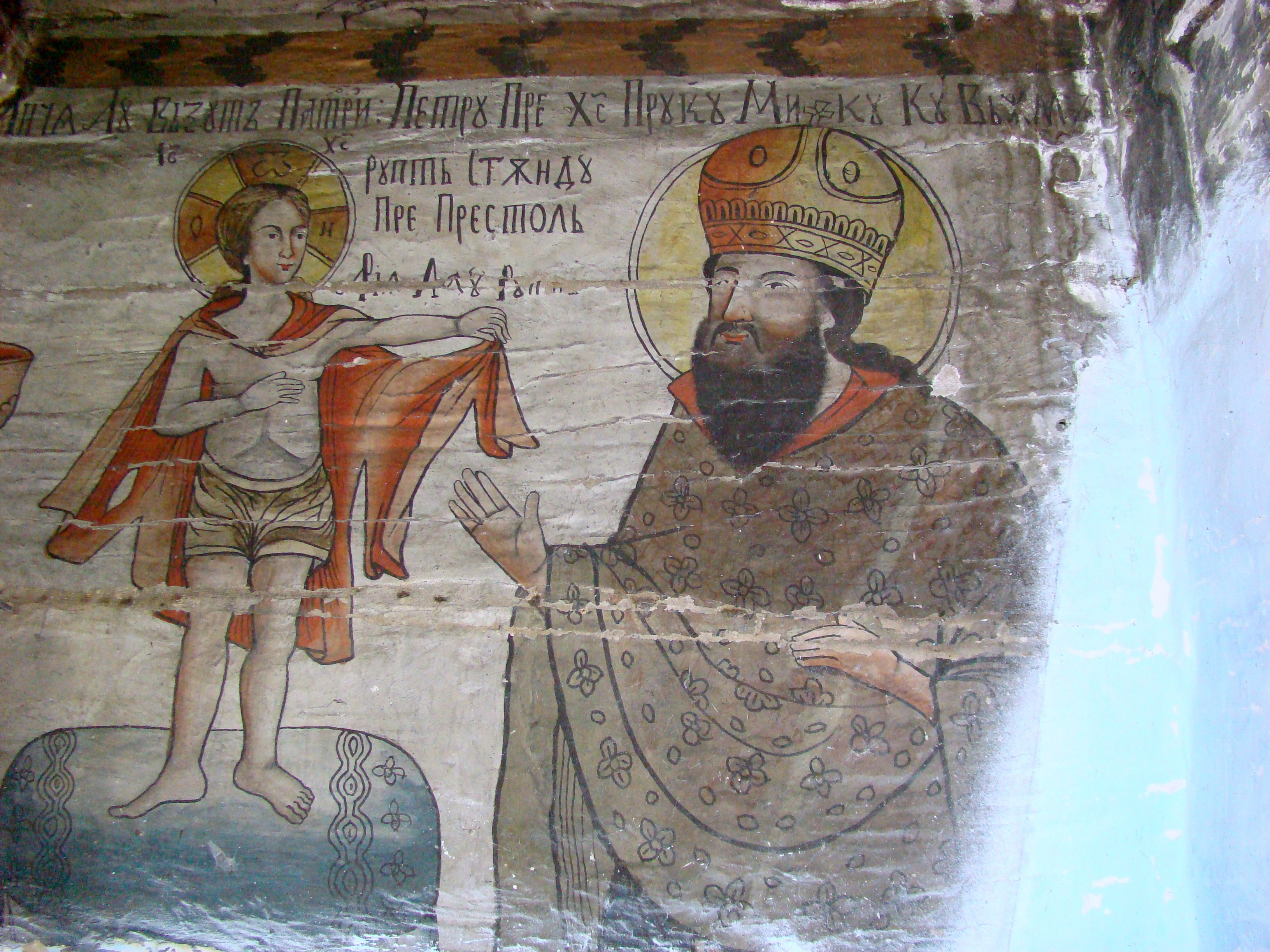
Altar, latura de nord

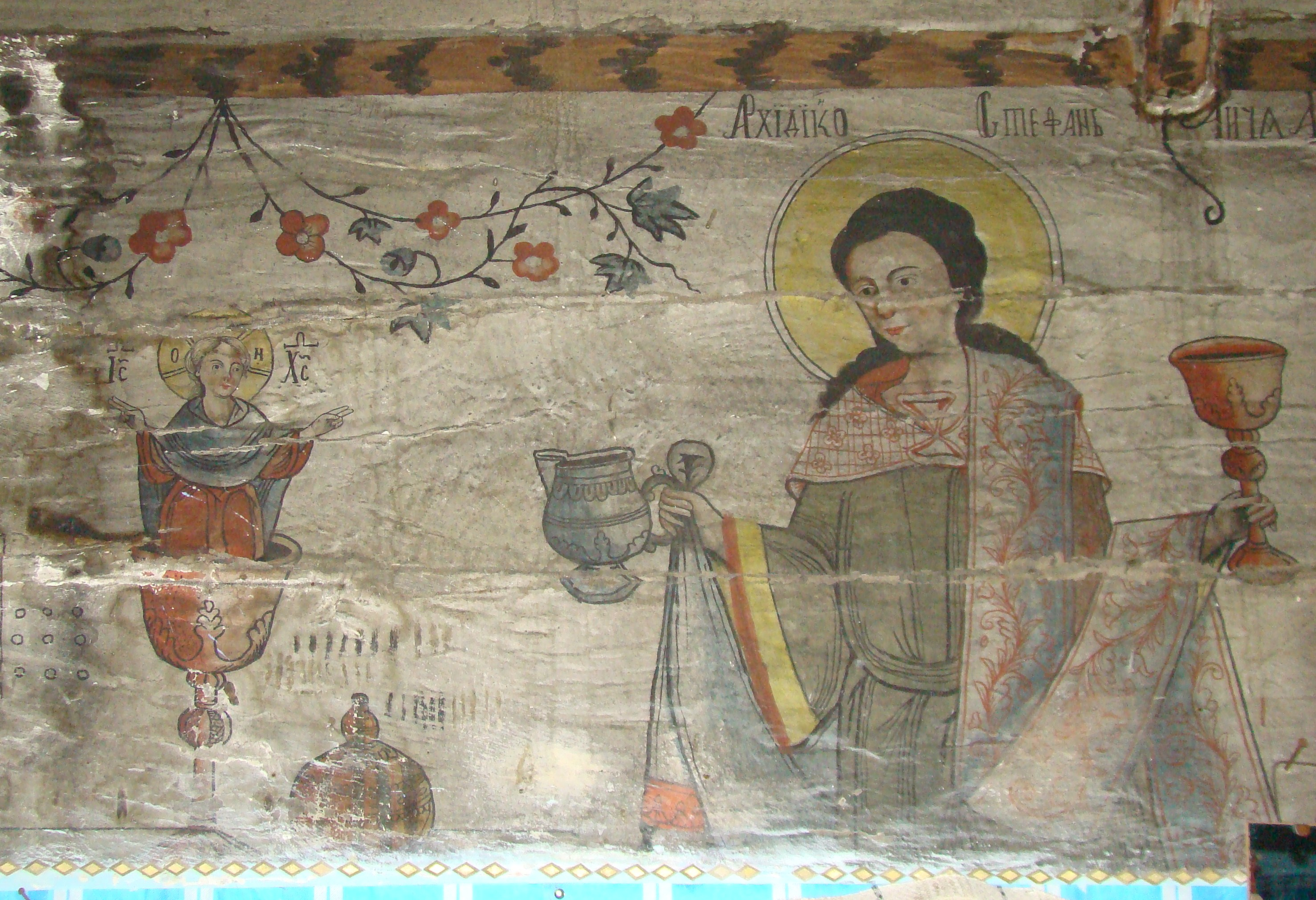
Altar, latura de nord

Biserica de lemn „Învierea Domnului” din localitatea Cubleșu a fost pictată în a doua jumătate a secolului XVIII. Momentul ridicării bisericii este necunoscut, însă se presupune ridicarea ei în decursul aceluiași secol XVIII. Biserica se află pe noua listă a monumentelor istorice sub codul LMI: SJ-II-m-B-05046.

## Istoric și trăsături
Biserica de lemn "Învierea Domnului" este așezată pe cel mai înalt dintre dealurile Cubleșului și datează din secolul al XVIII-lea.
Are o formă dreptunghiulară, cu absida decroșată, pătrată. Cu prilejul reparațiilor, locuitorii au făcut unele modificări, străduindu-se să conserve edificiul. În 1968 acoperișul cu șarpanta abruptă și un turn-clopotniță cu arcade decorate, a fost acoperit cu tablă, care a luat locul siței, iar pereții au fost tencuiți in interior și exterior, ascunzându-se elemente sculptate, și o parte din pictură.
Bolta semicilindrică a naosului (cu grinda-meșter sculptată și arcul transversal sprijinit pe console) si altarul, păstrează pictura din 1789 cu un colorit în nuanțe aprinse de roșu, albastru și verde, a zugravului Urs Broina din Stoboru, foarte cunoscut în zona centrală a Ardealului, mai ales pentru pictura pe lemn, ctitor al bisericii de lemn din Adalin și cel care a pictat, între altele, biserica de lemn aflată în prezent în Ticu-colonie. Pe iconostas, icoana "Deisis" de factură bizantină este datata 1740, data antequem pentru înălțarea bisericii.

## Imagini din exterior

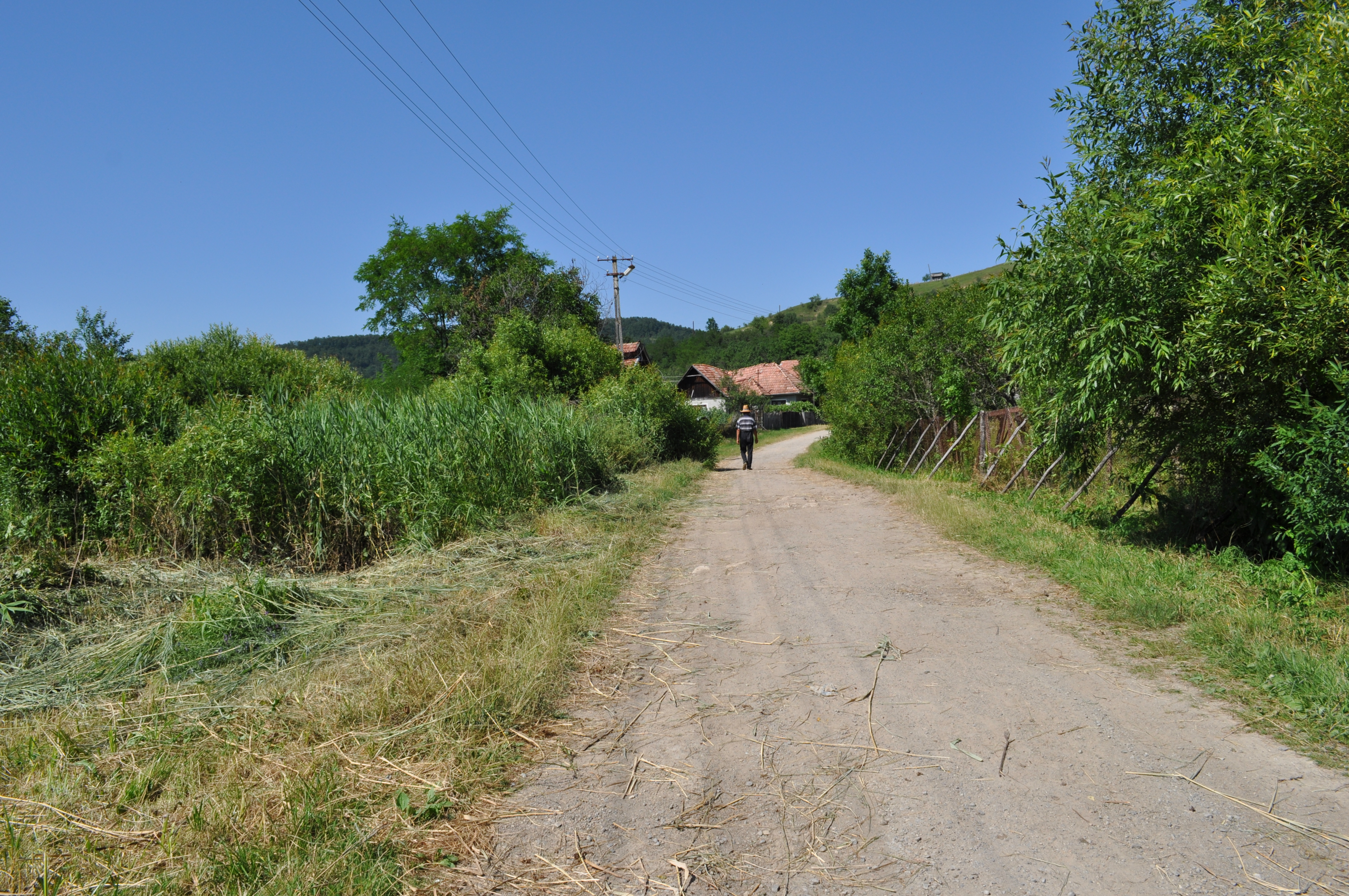
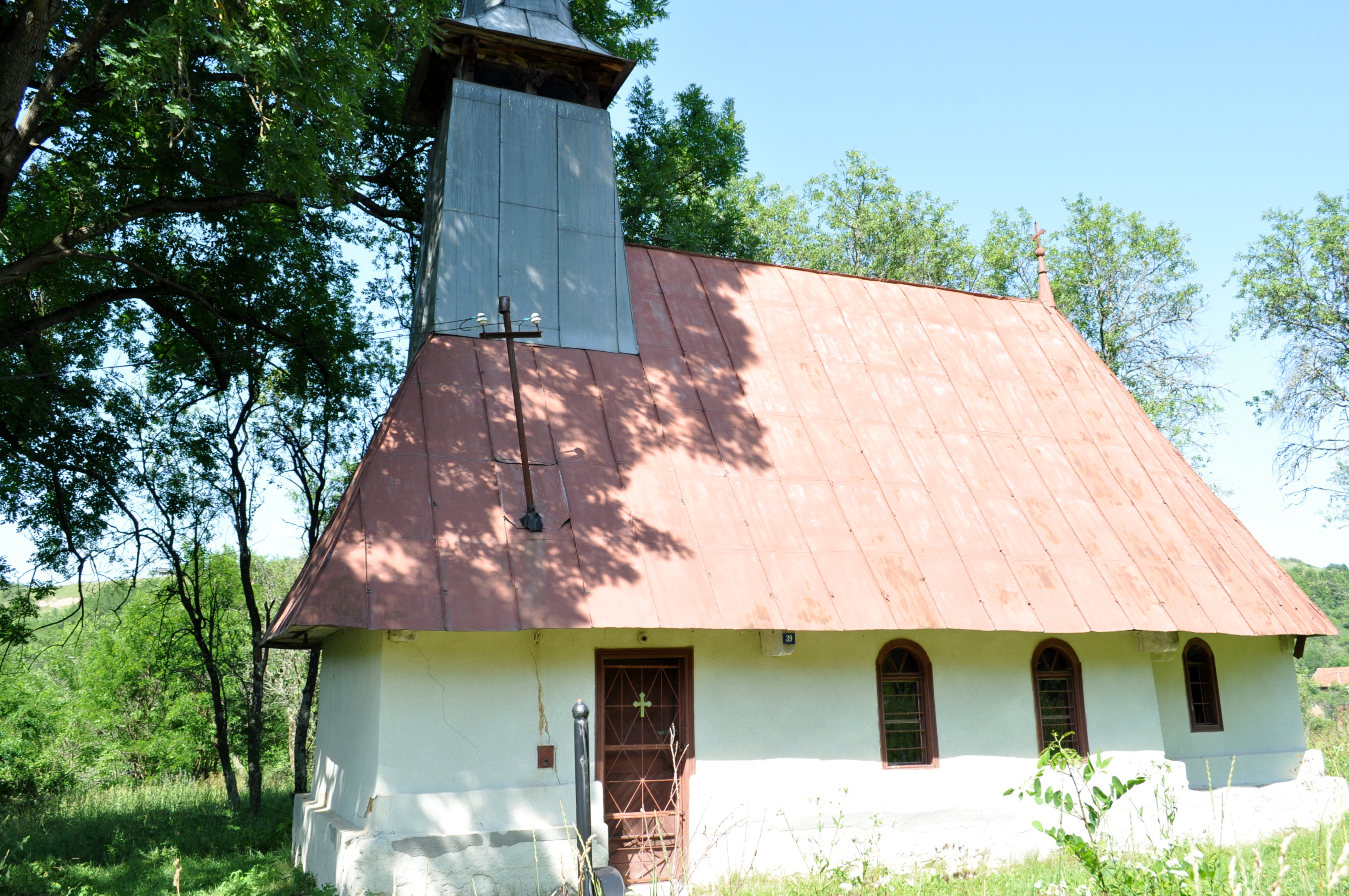
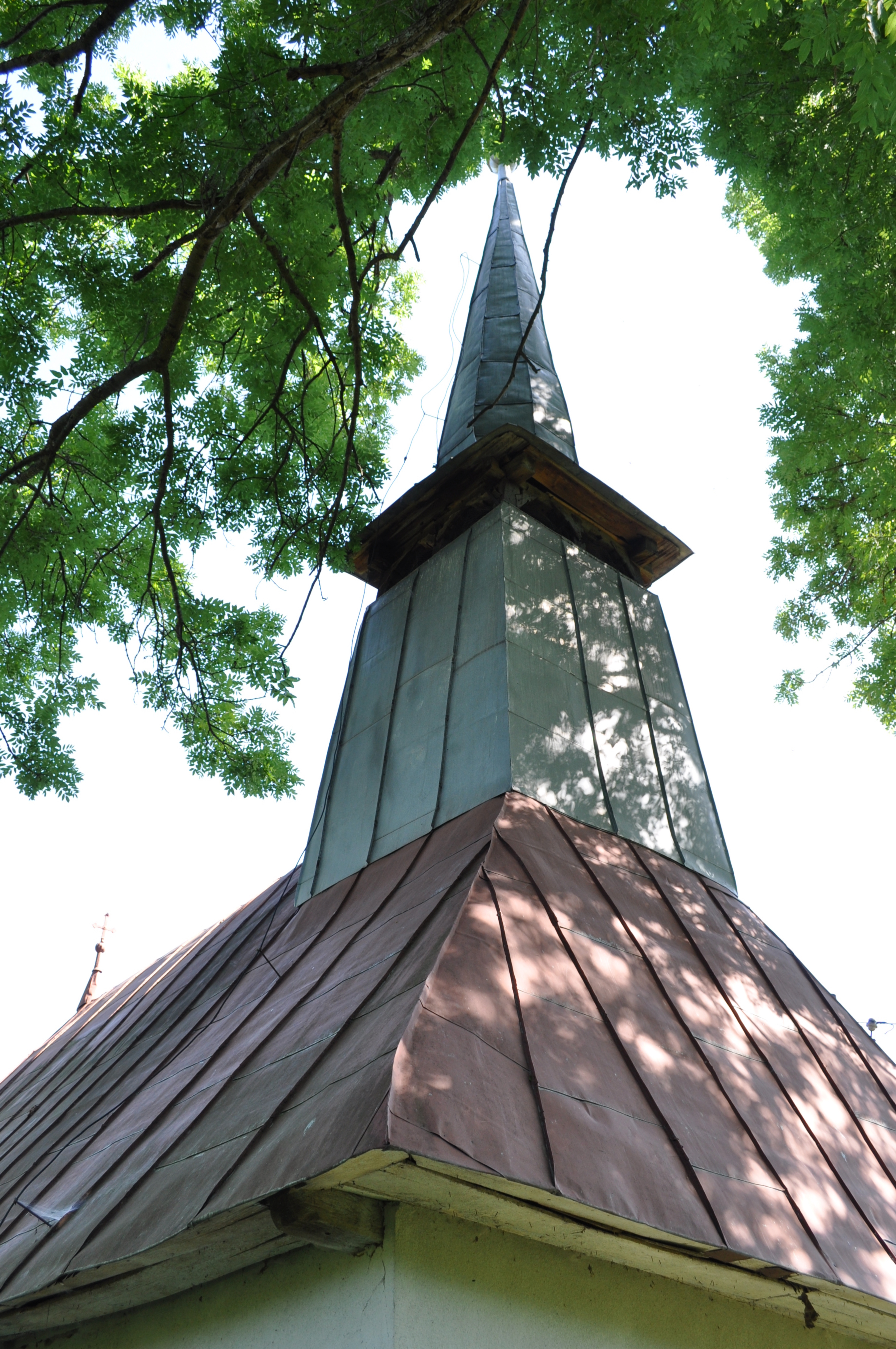
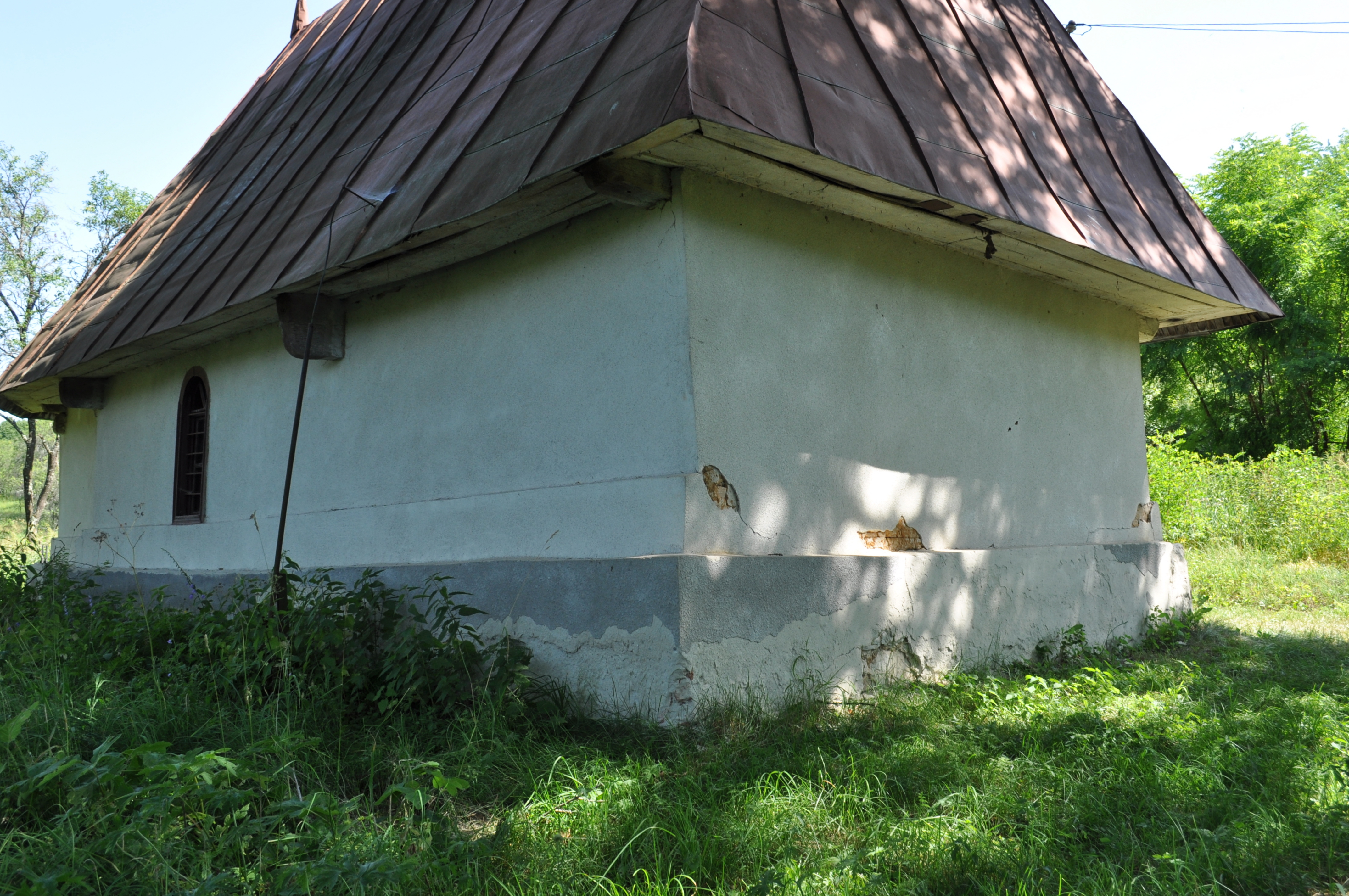
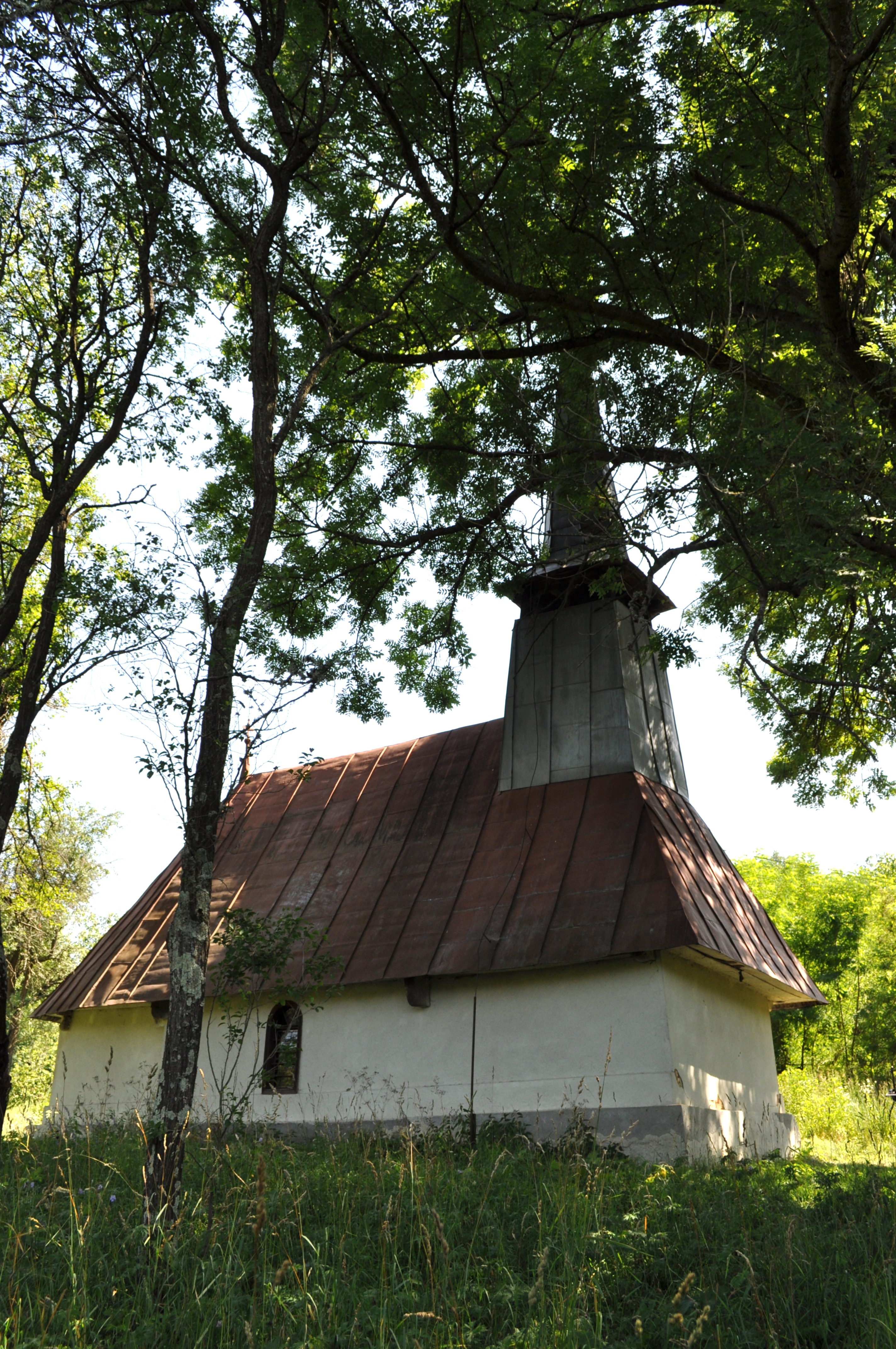
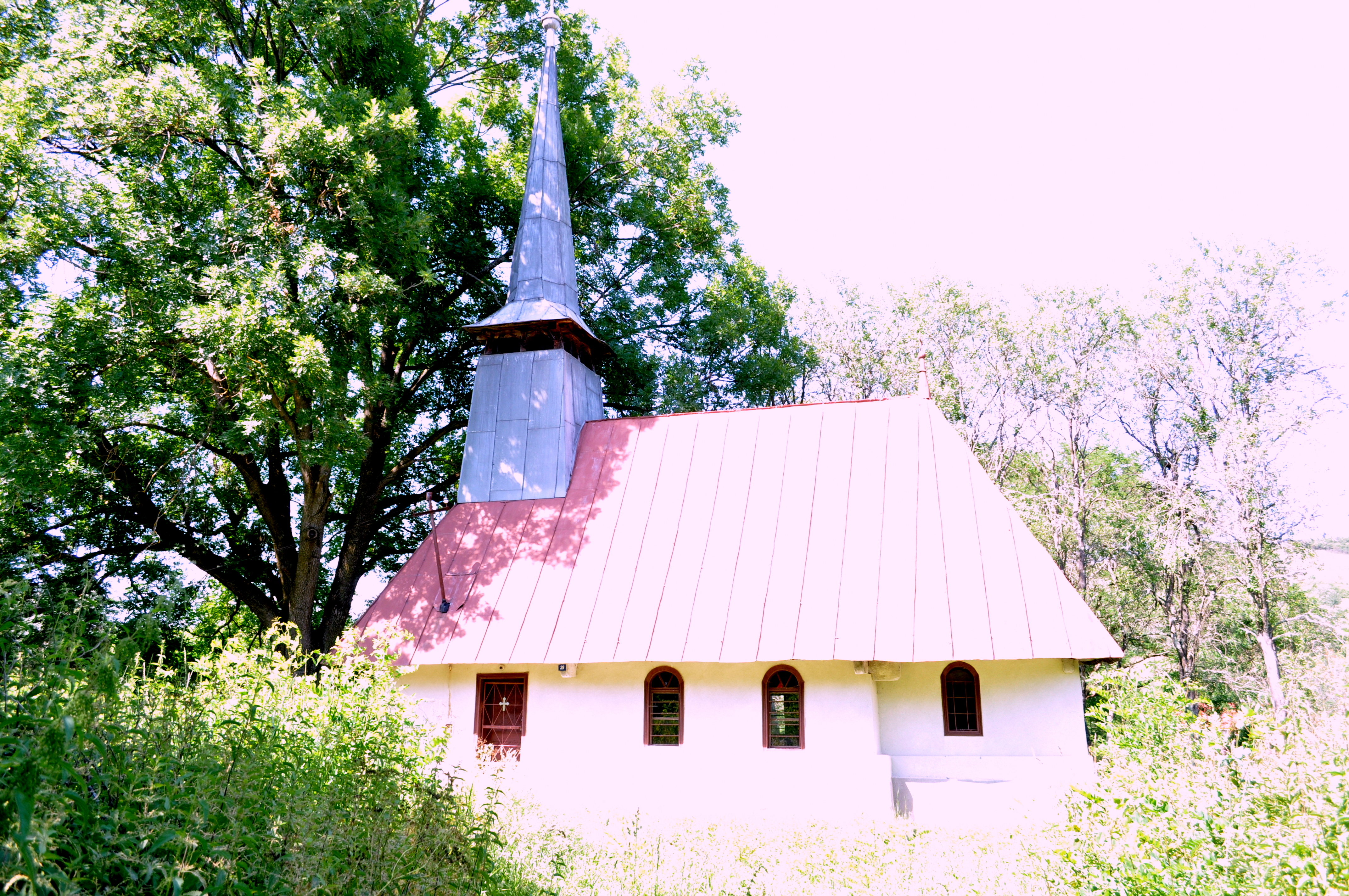
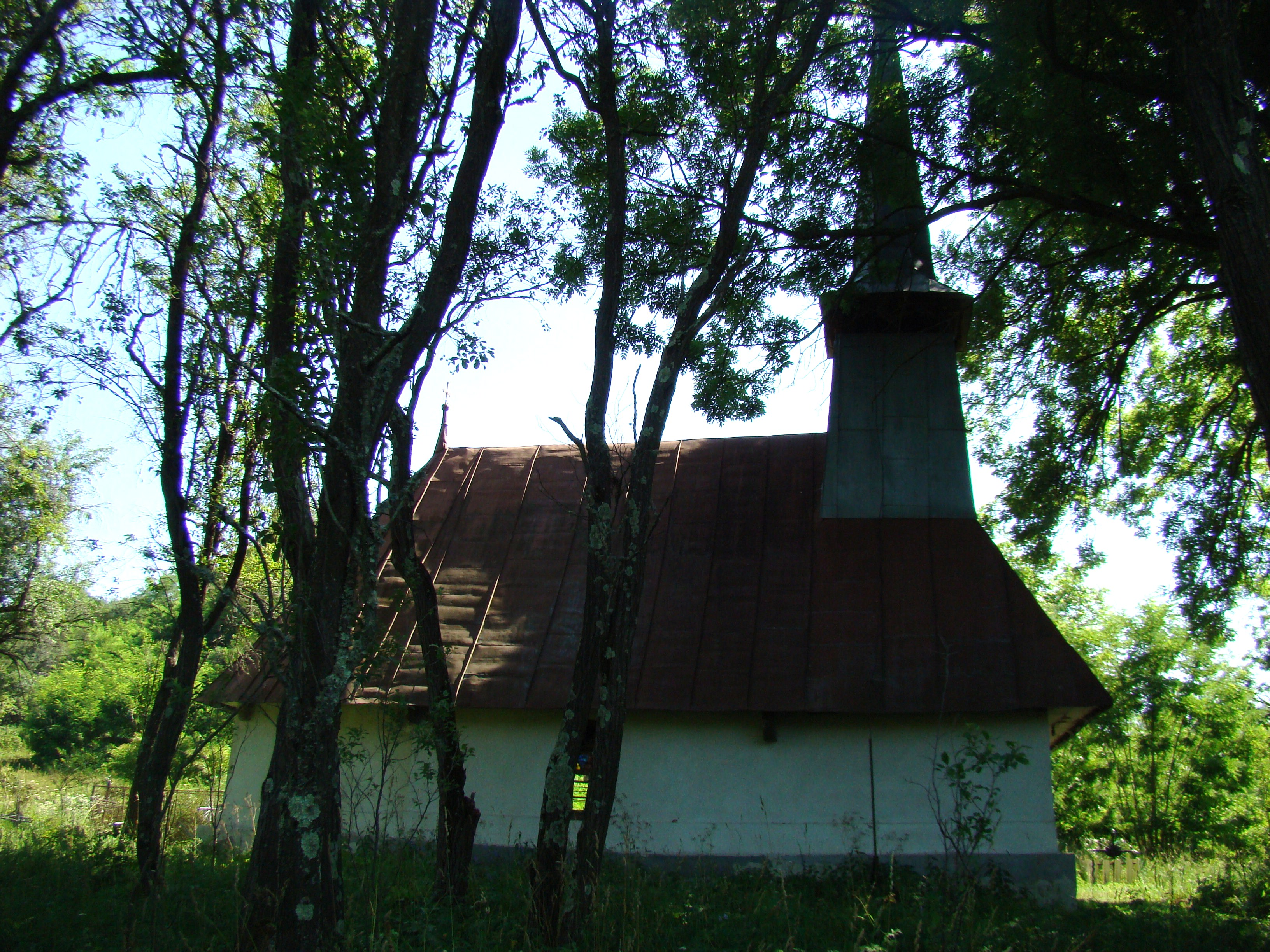
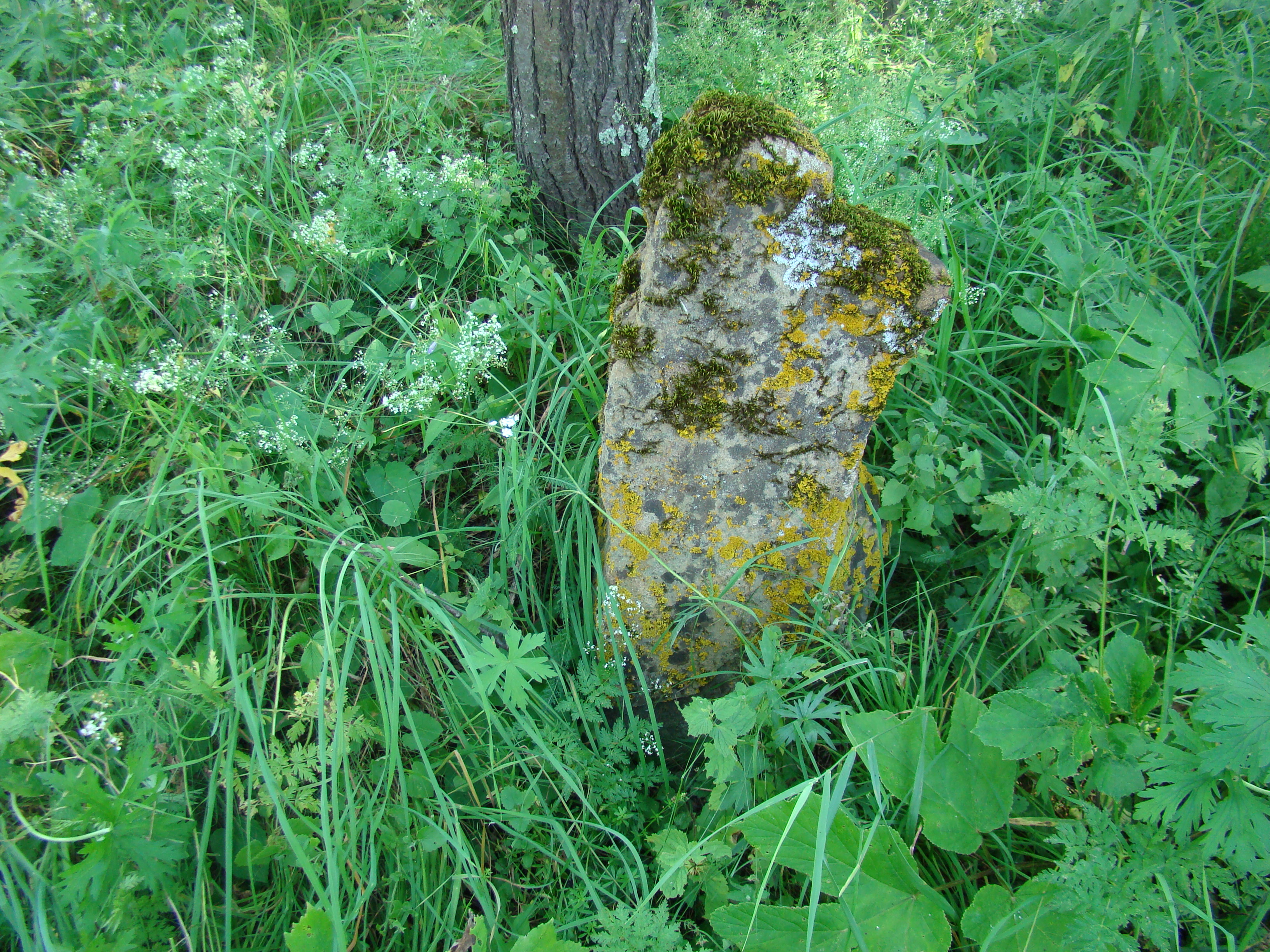
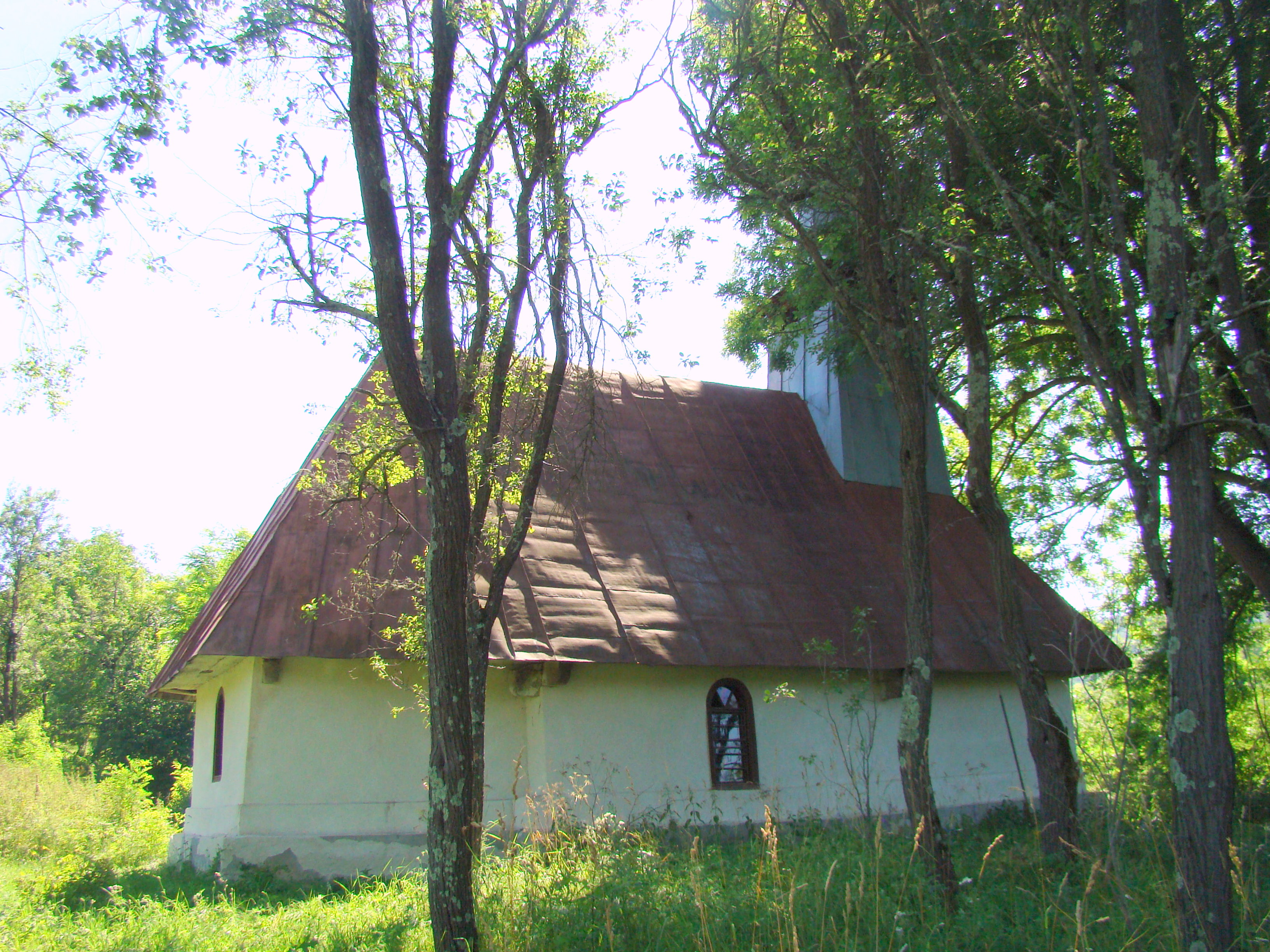
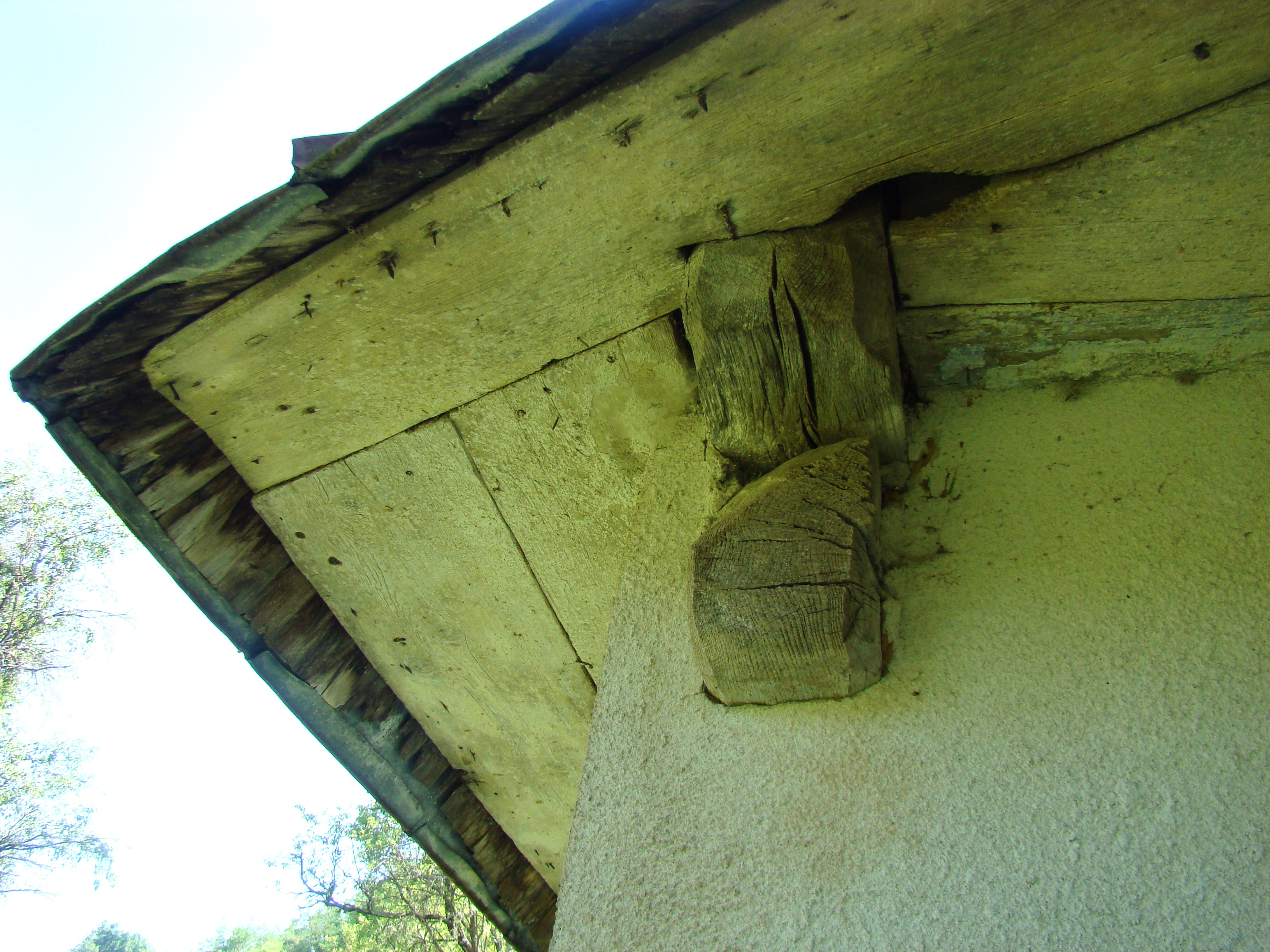
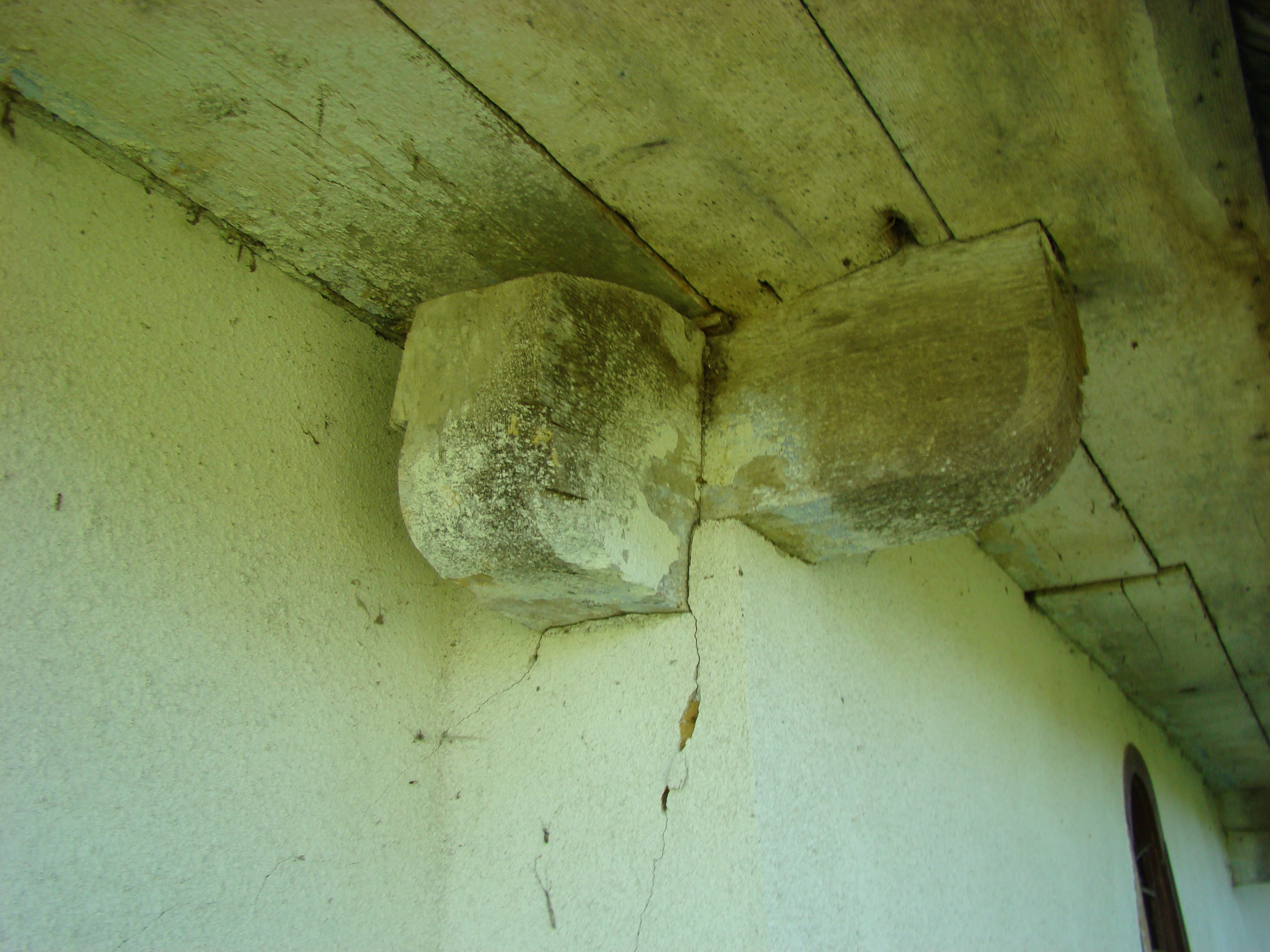
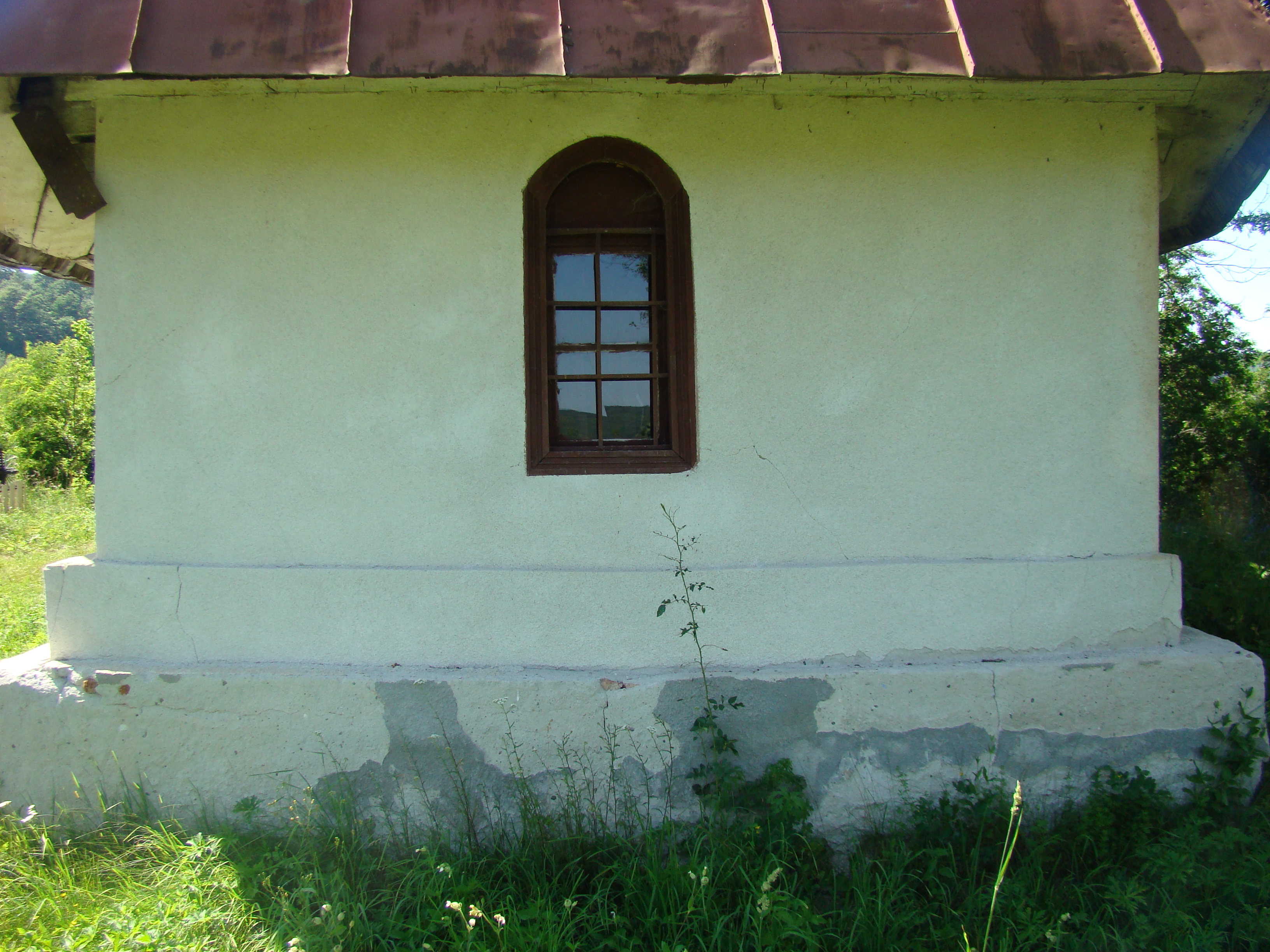
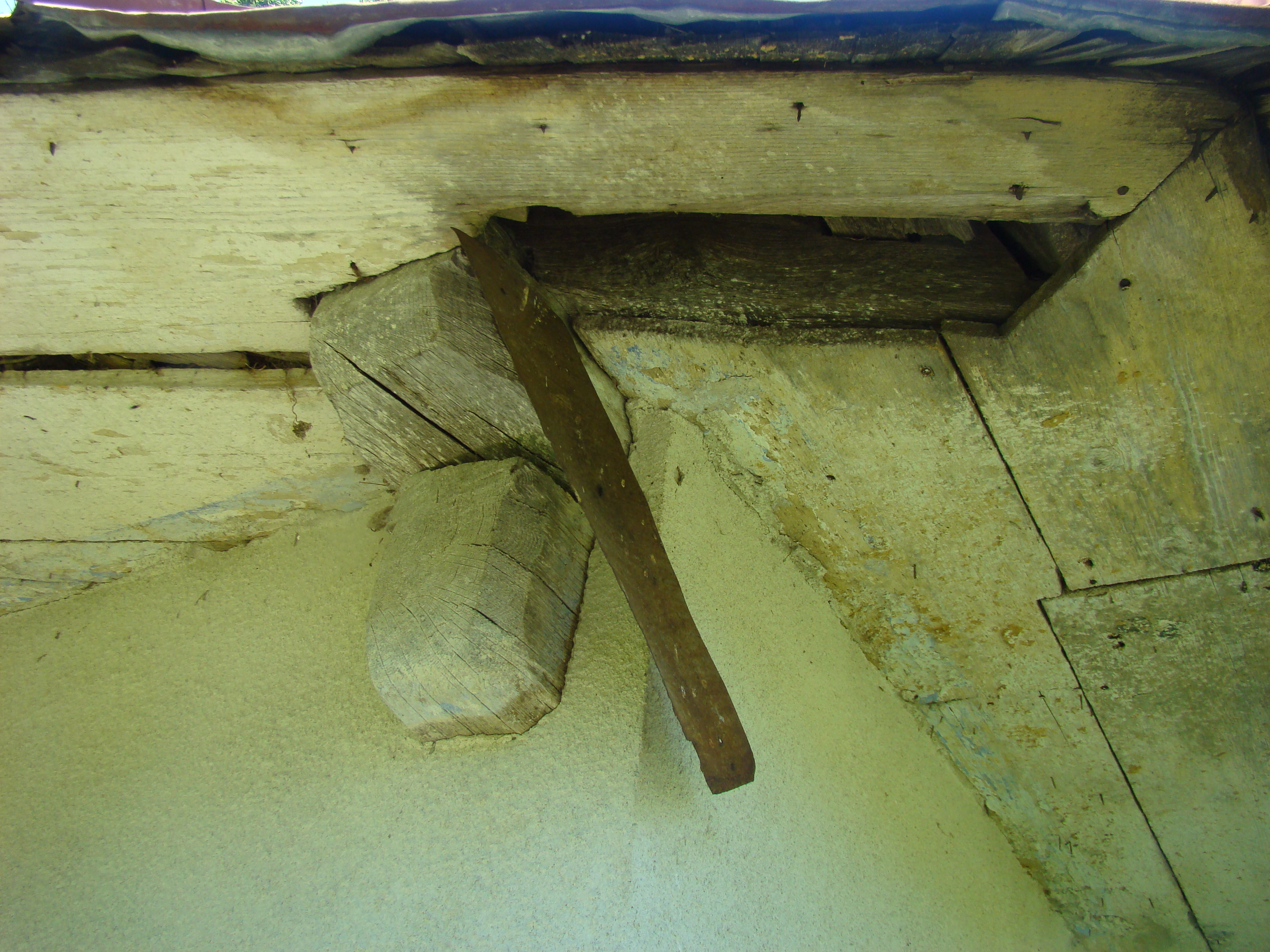
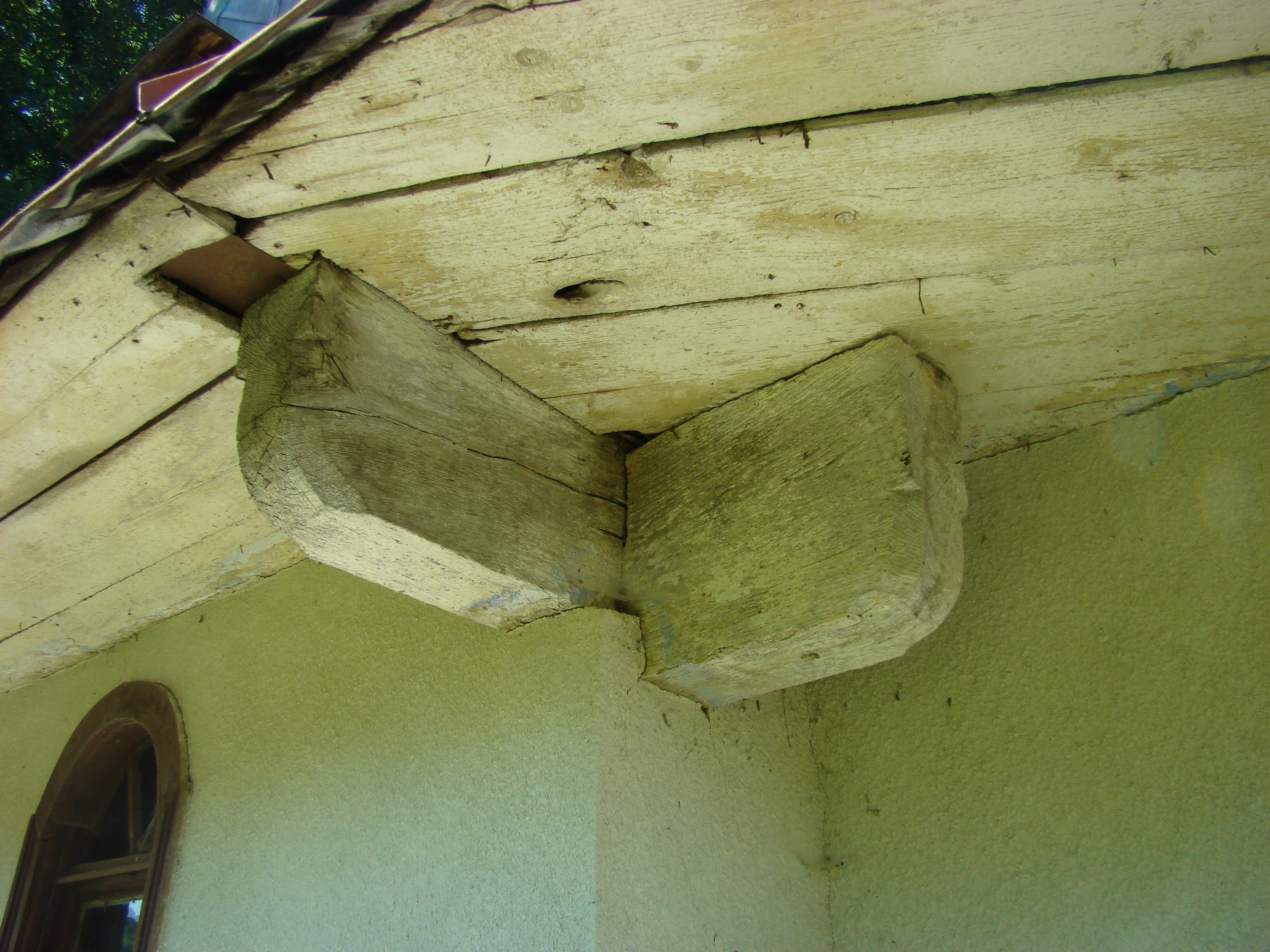
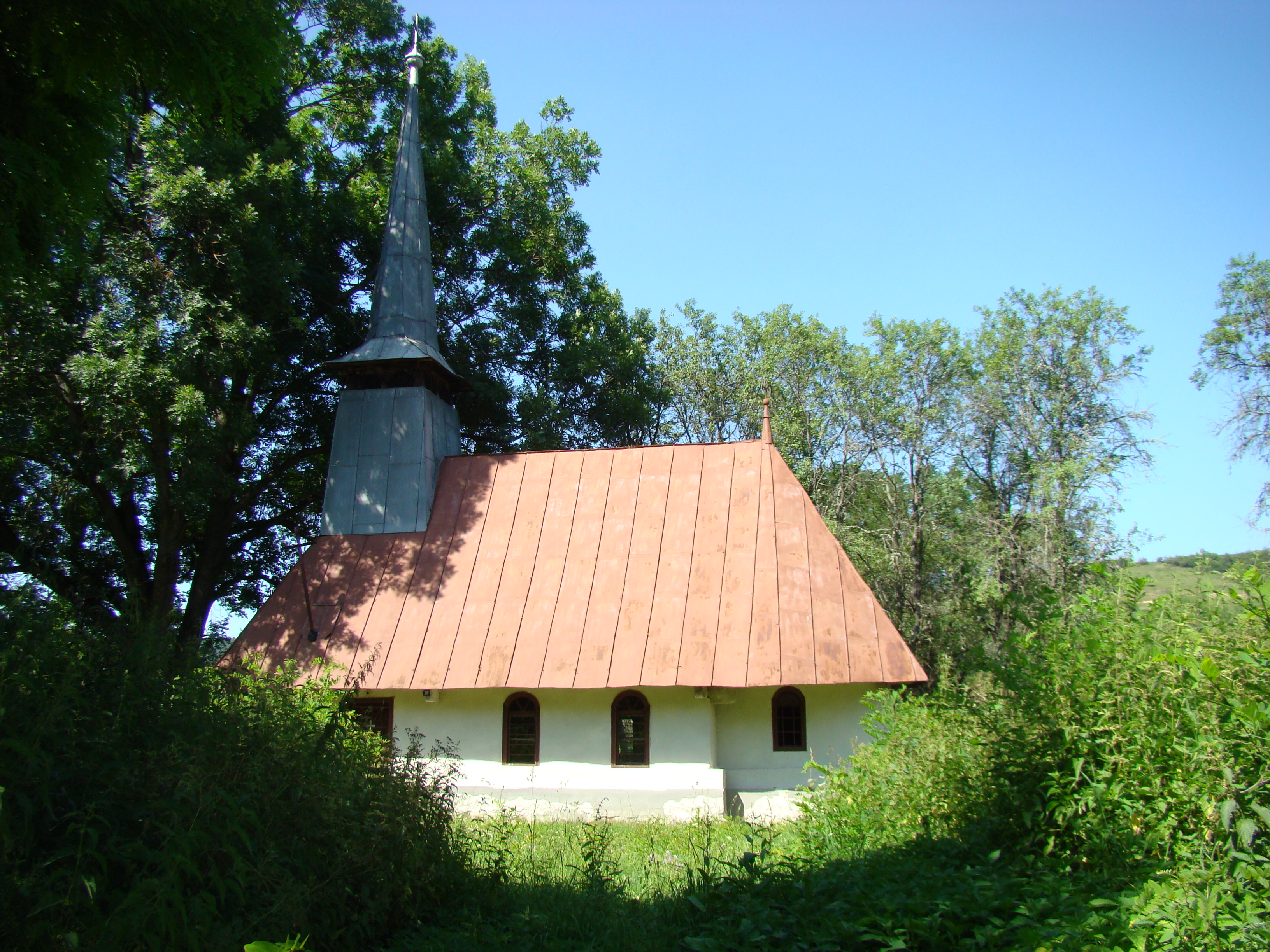
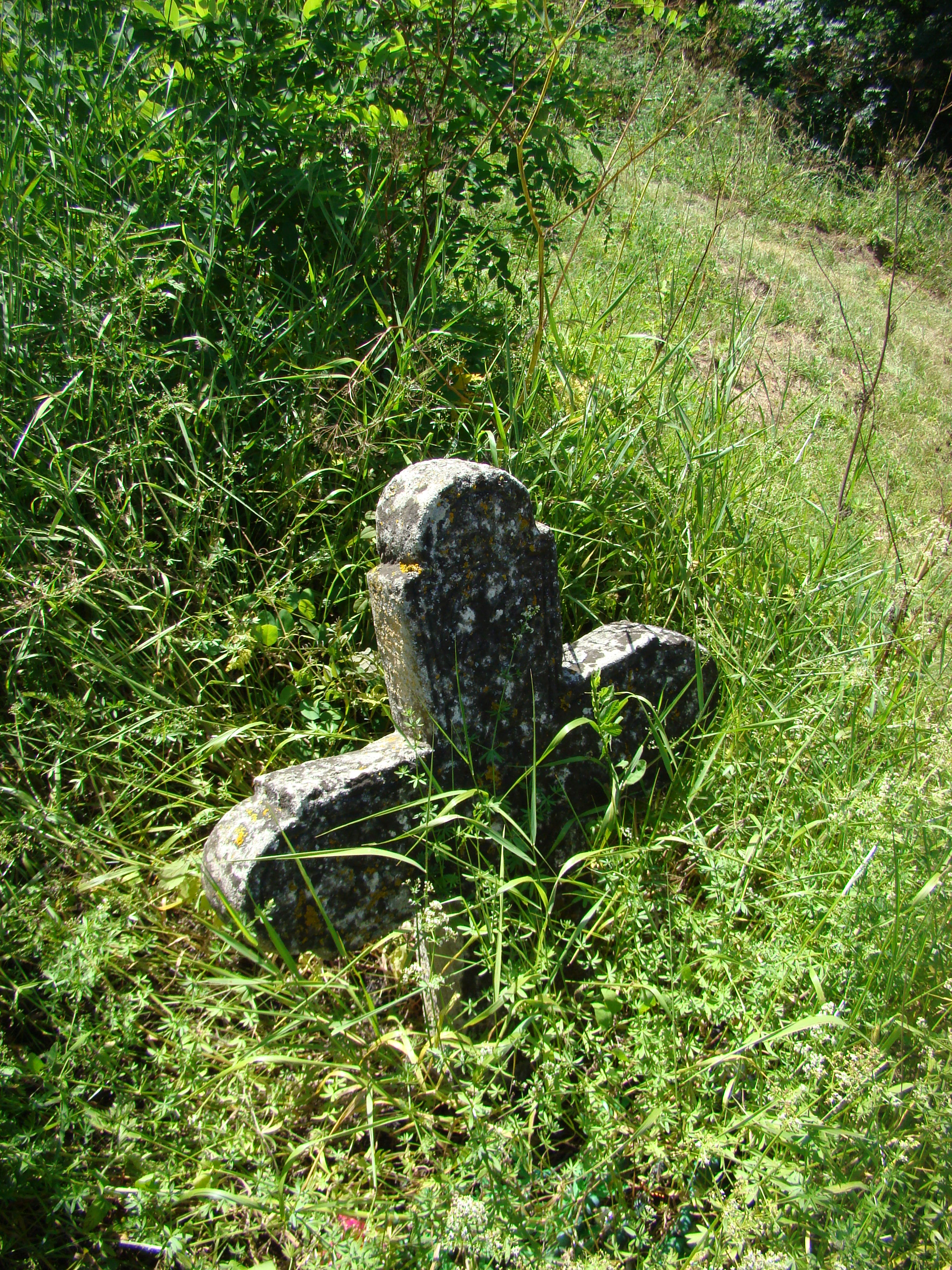
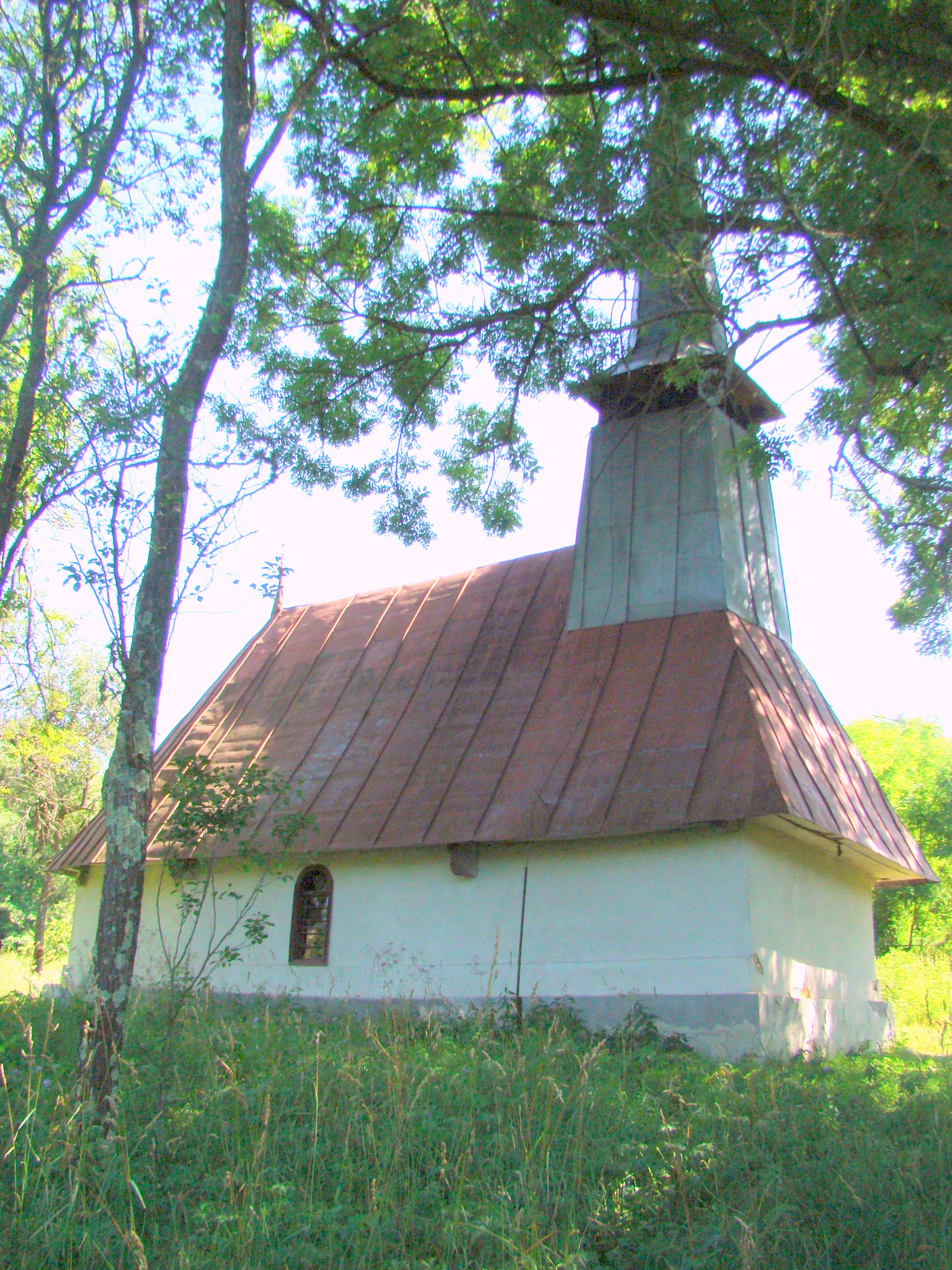
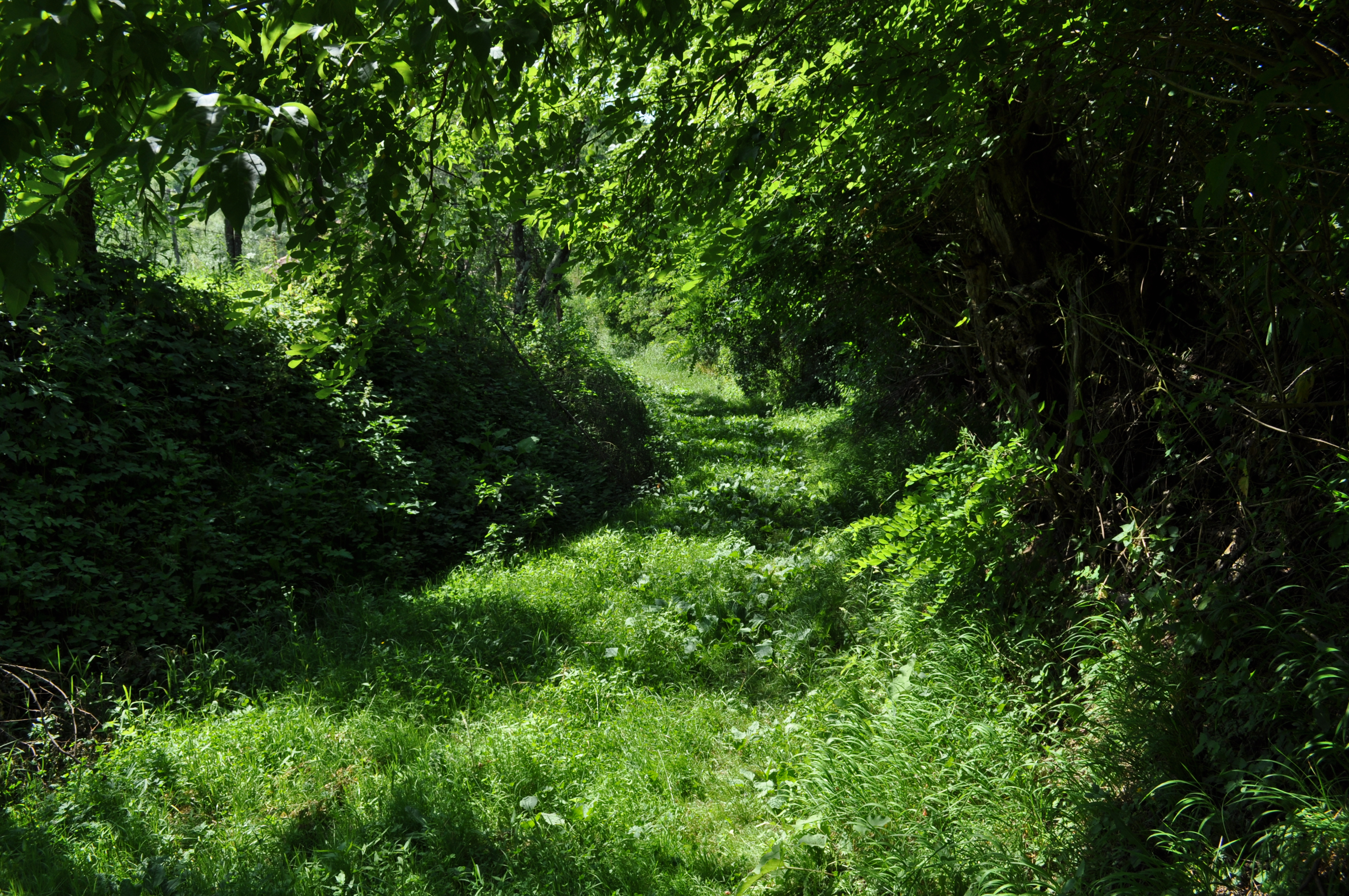

## Imagini din interior

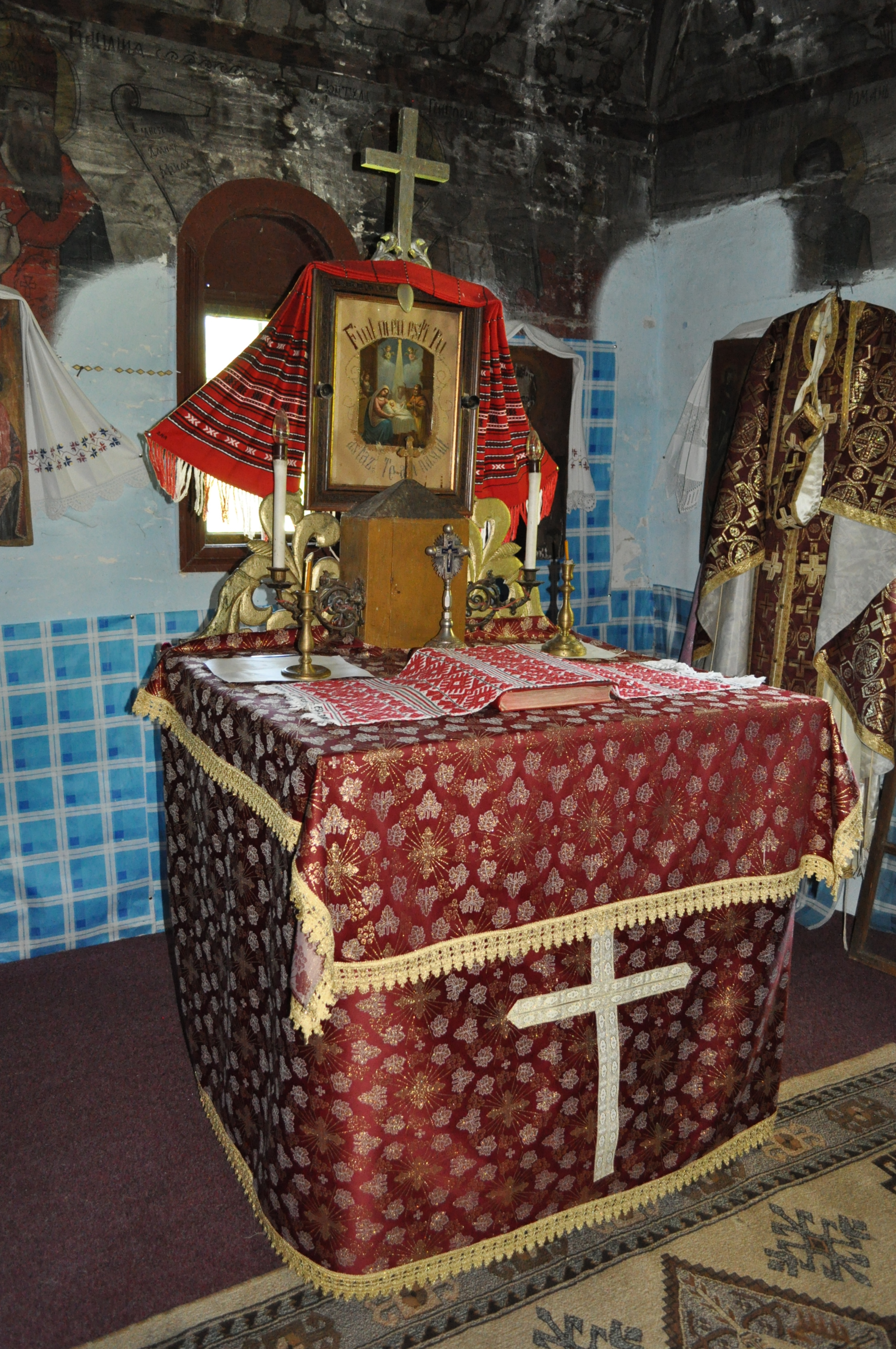
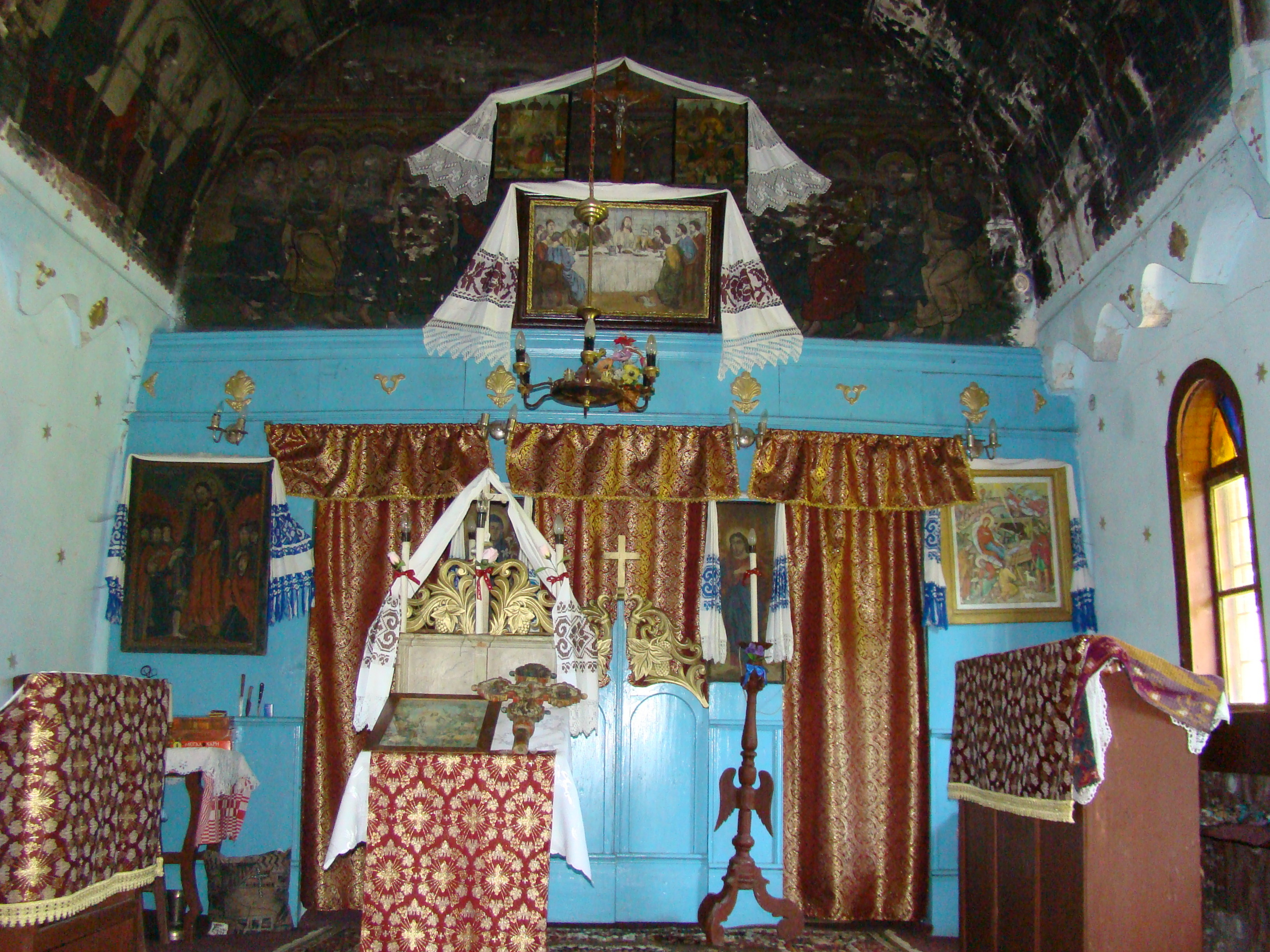
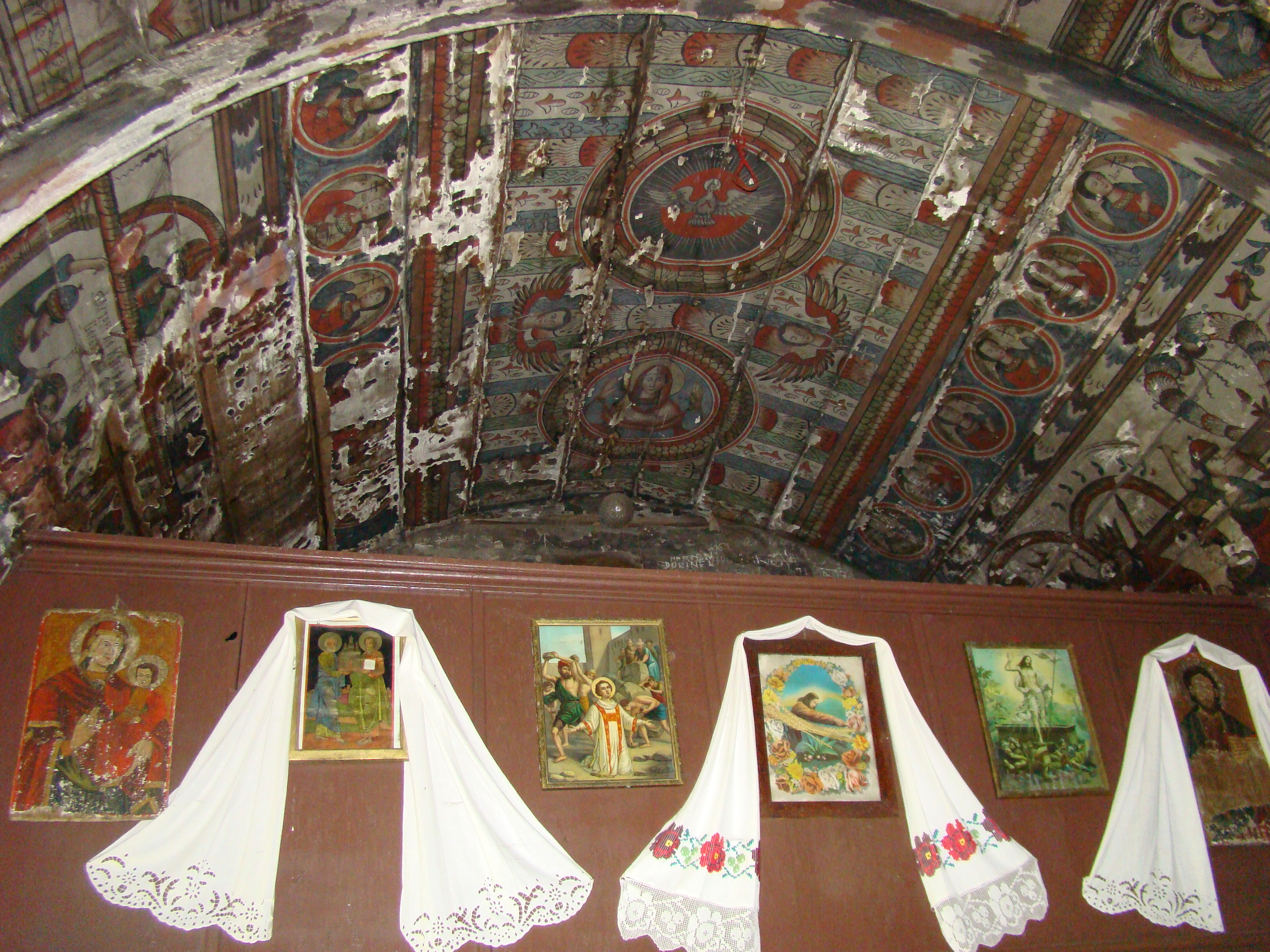
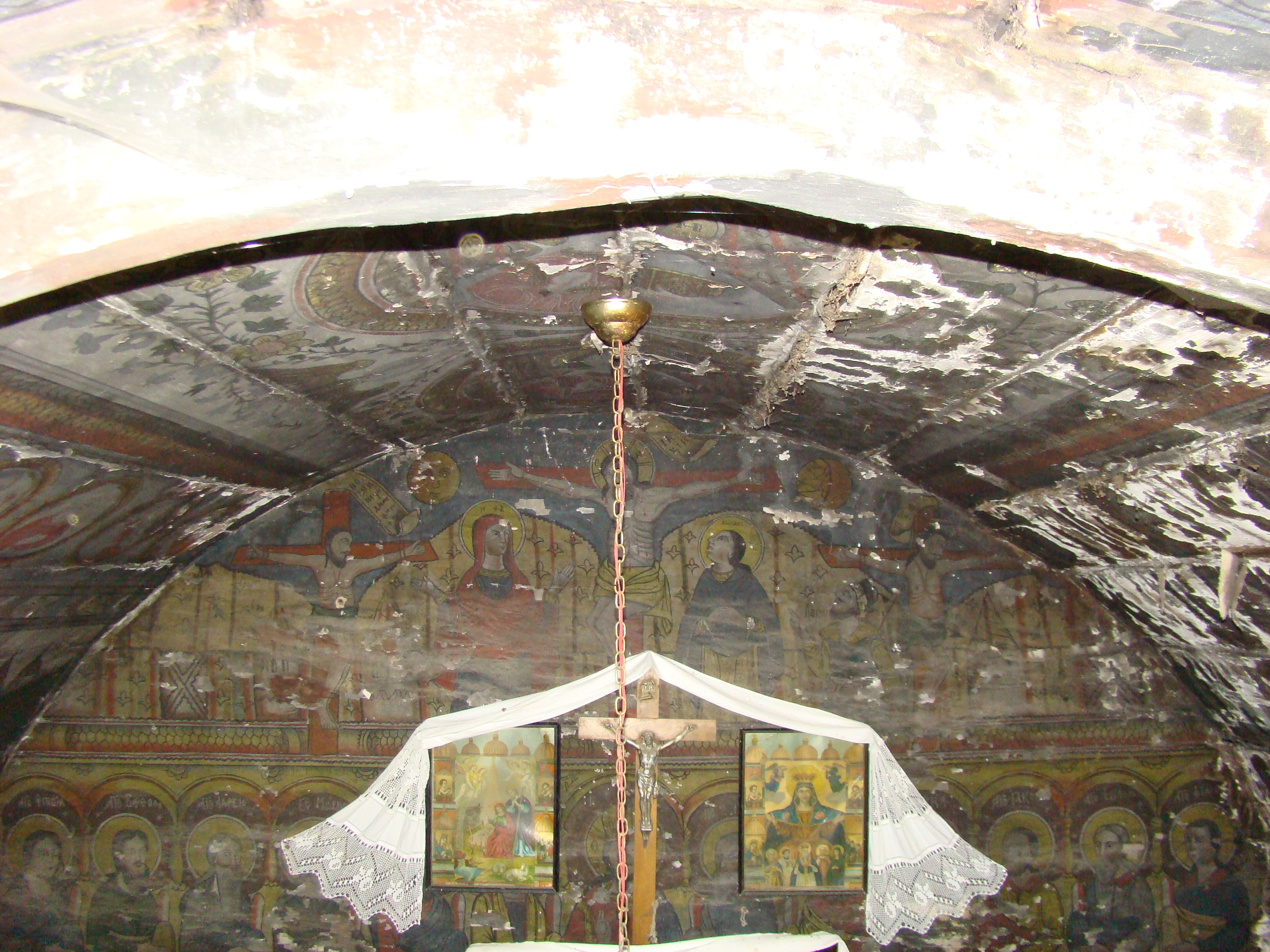
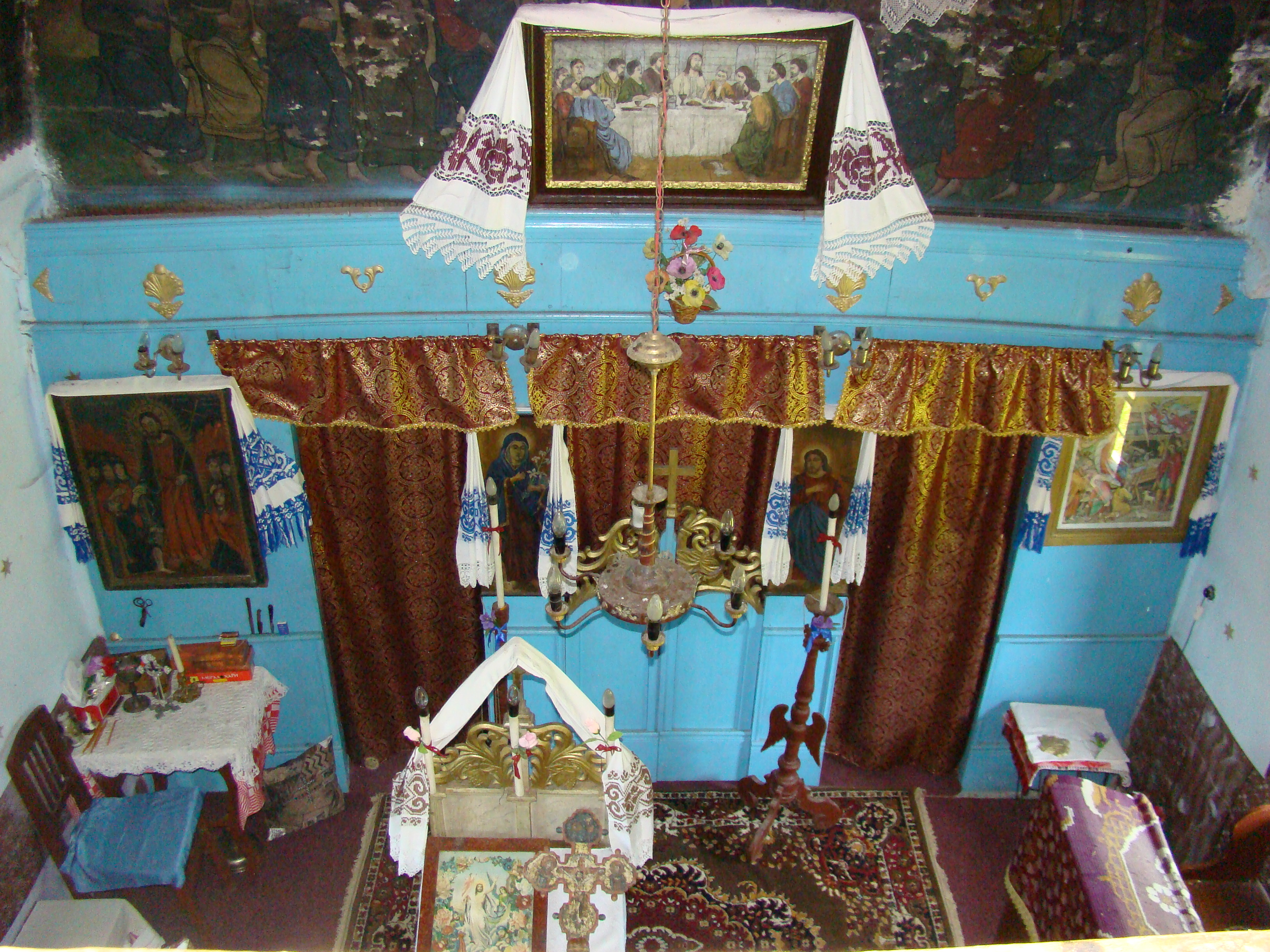
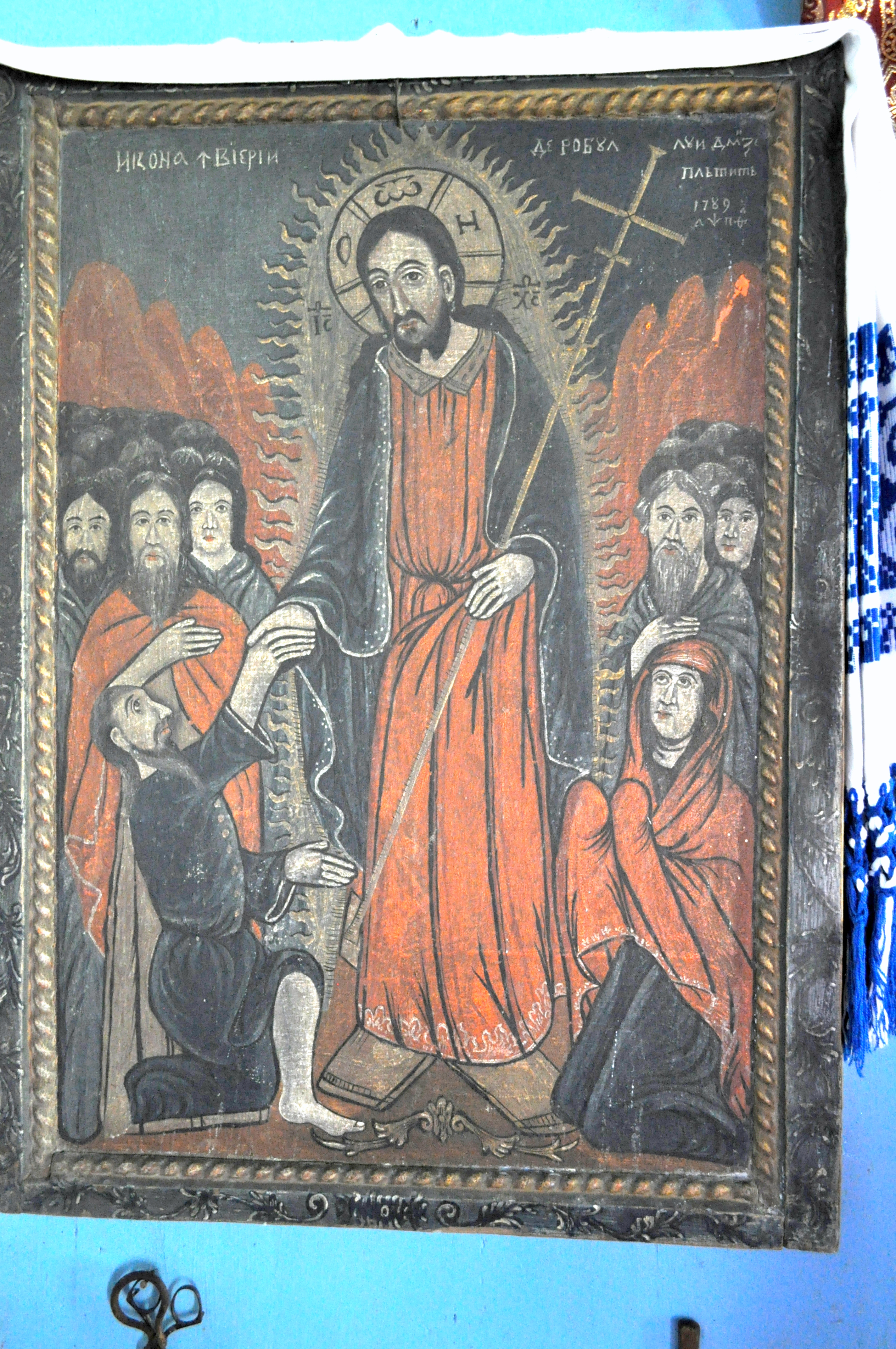
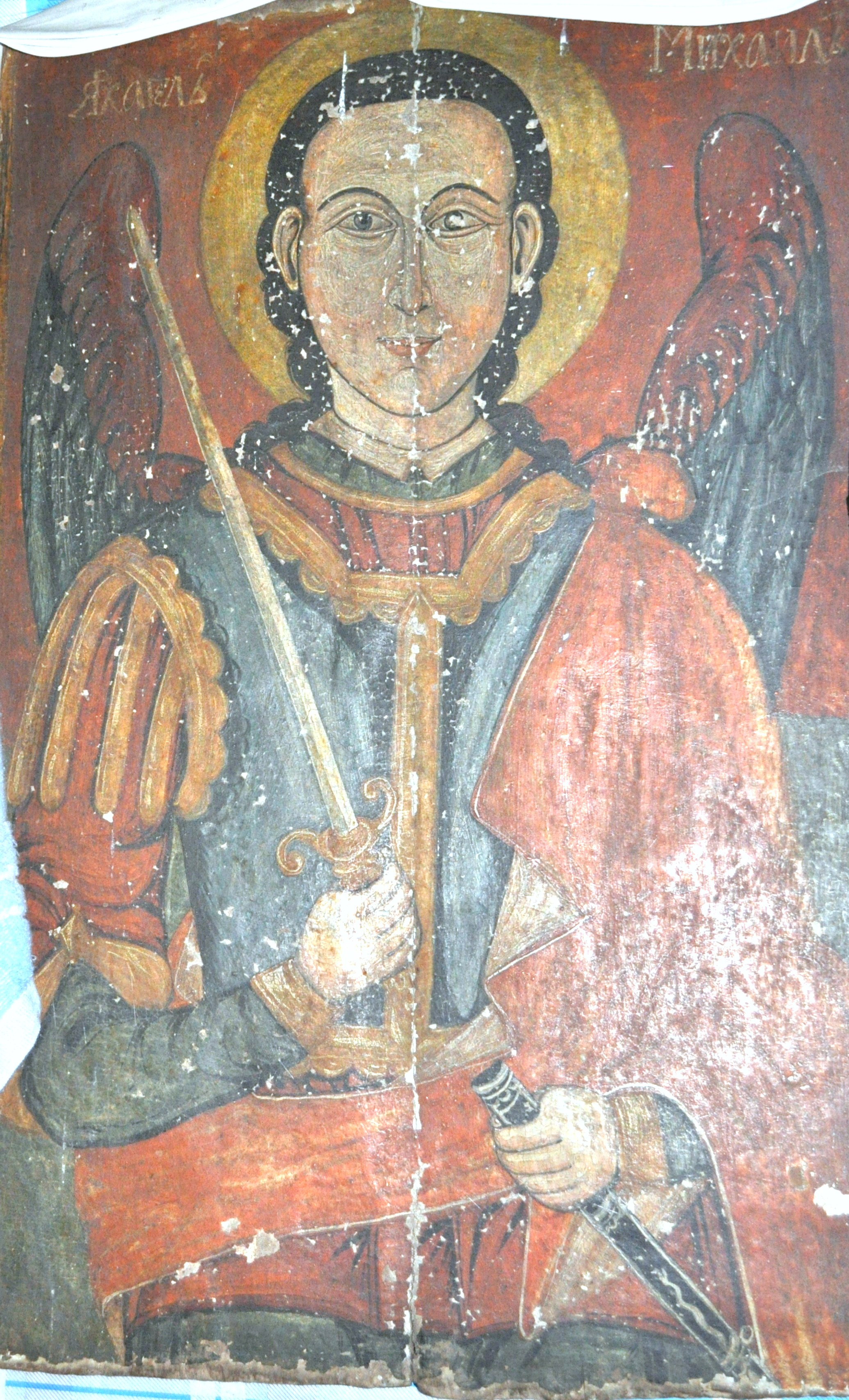
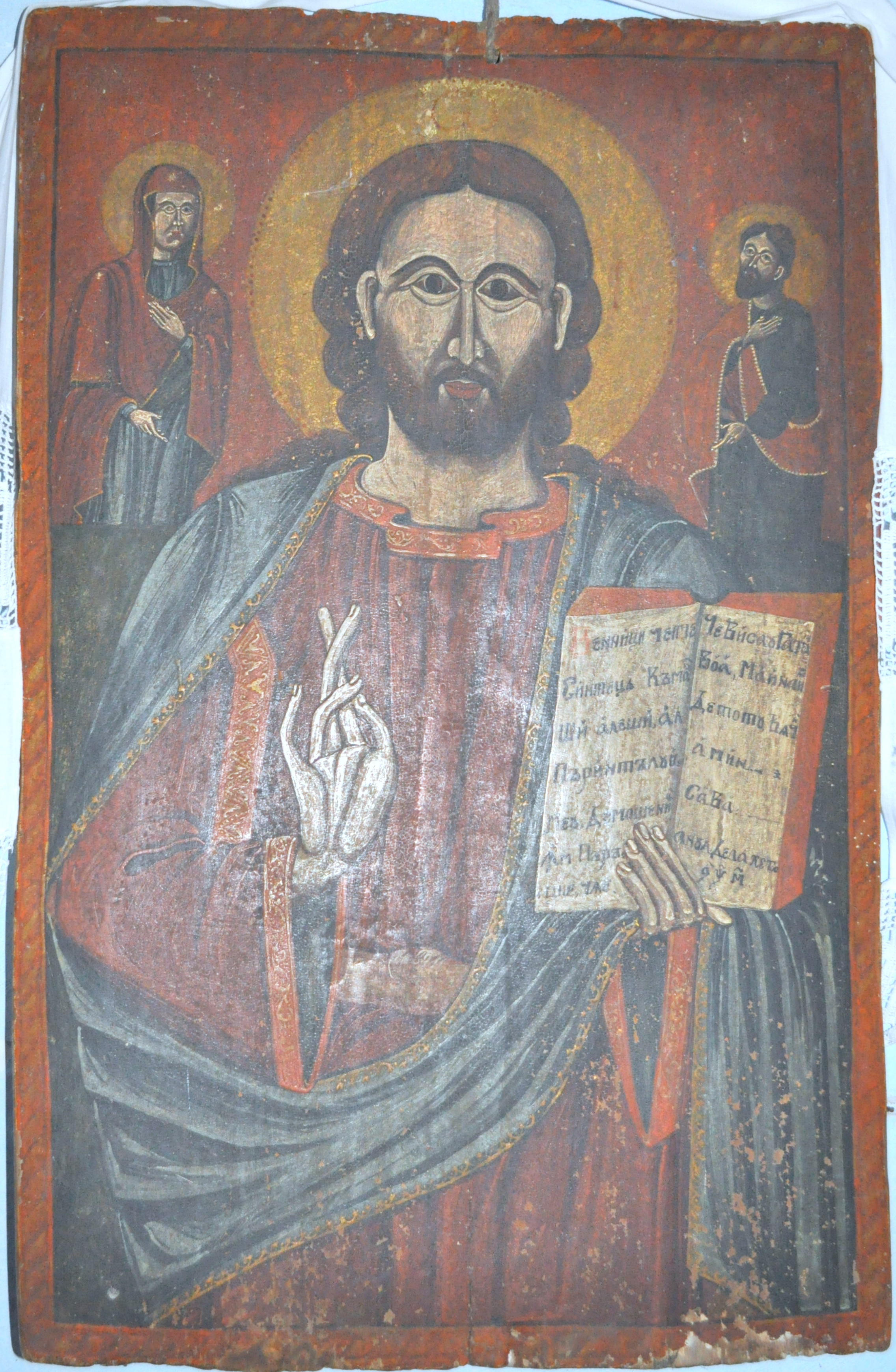
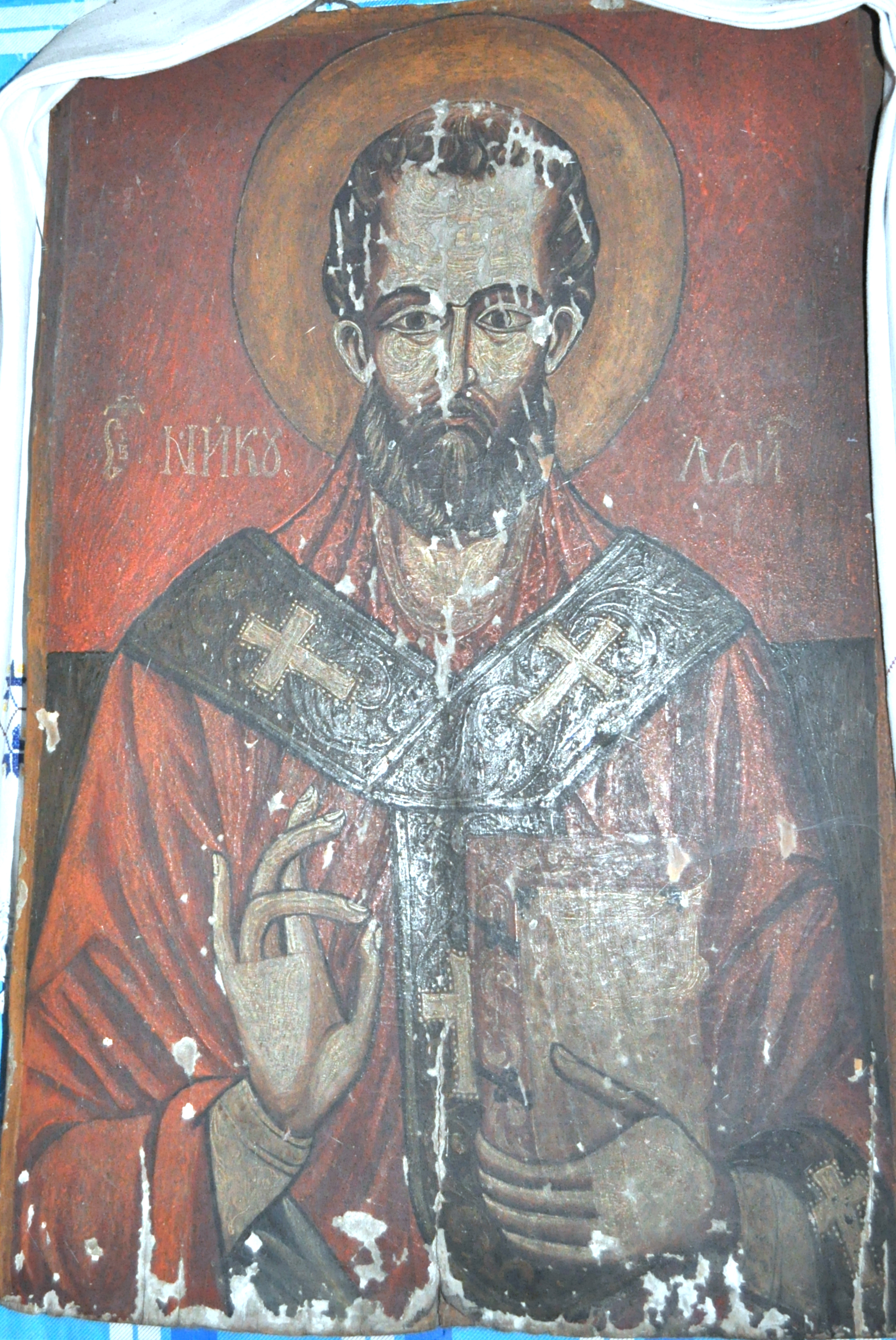
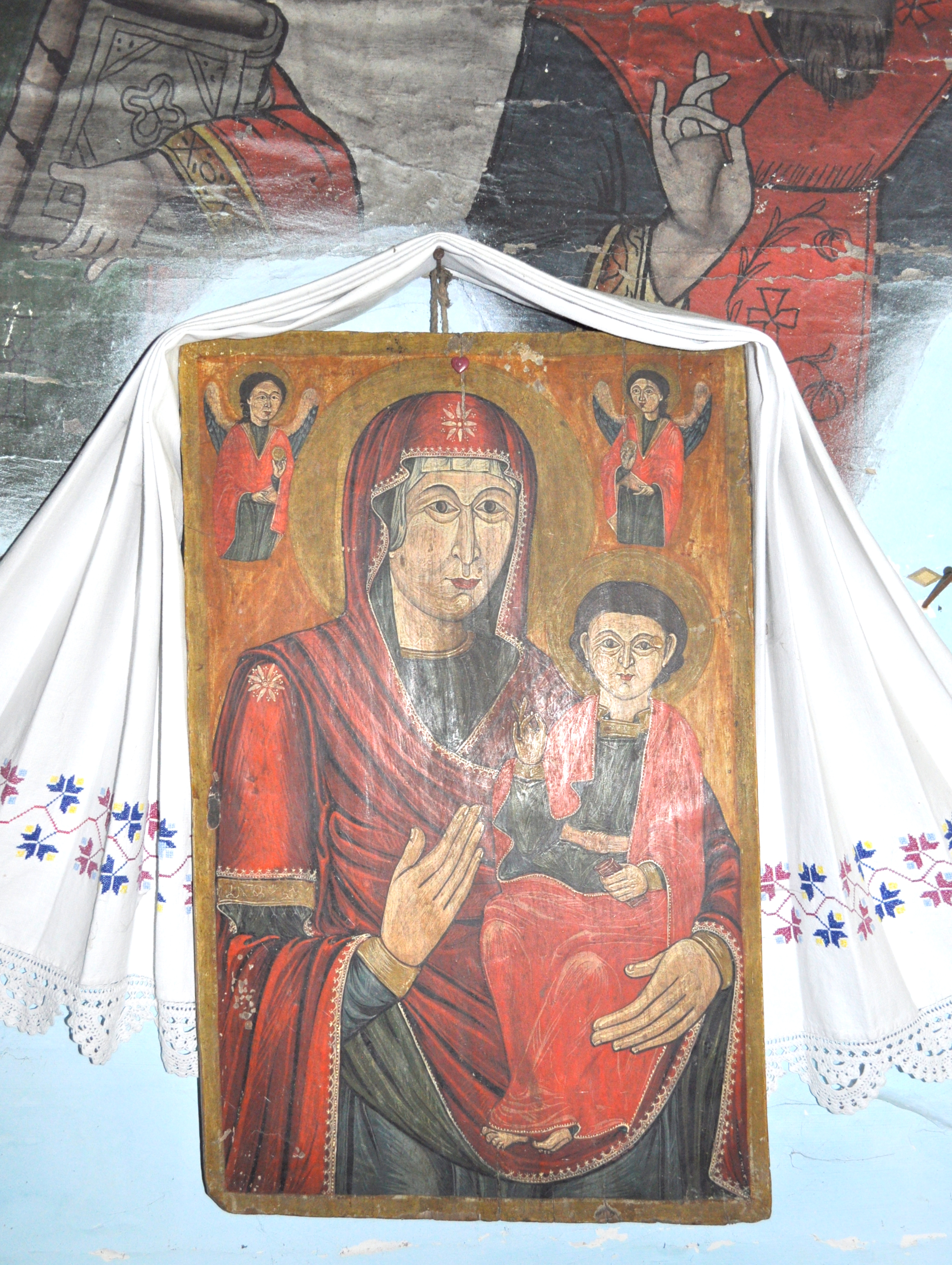
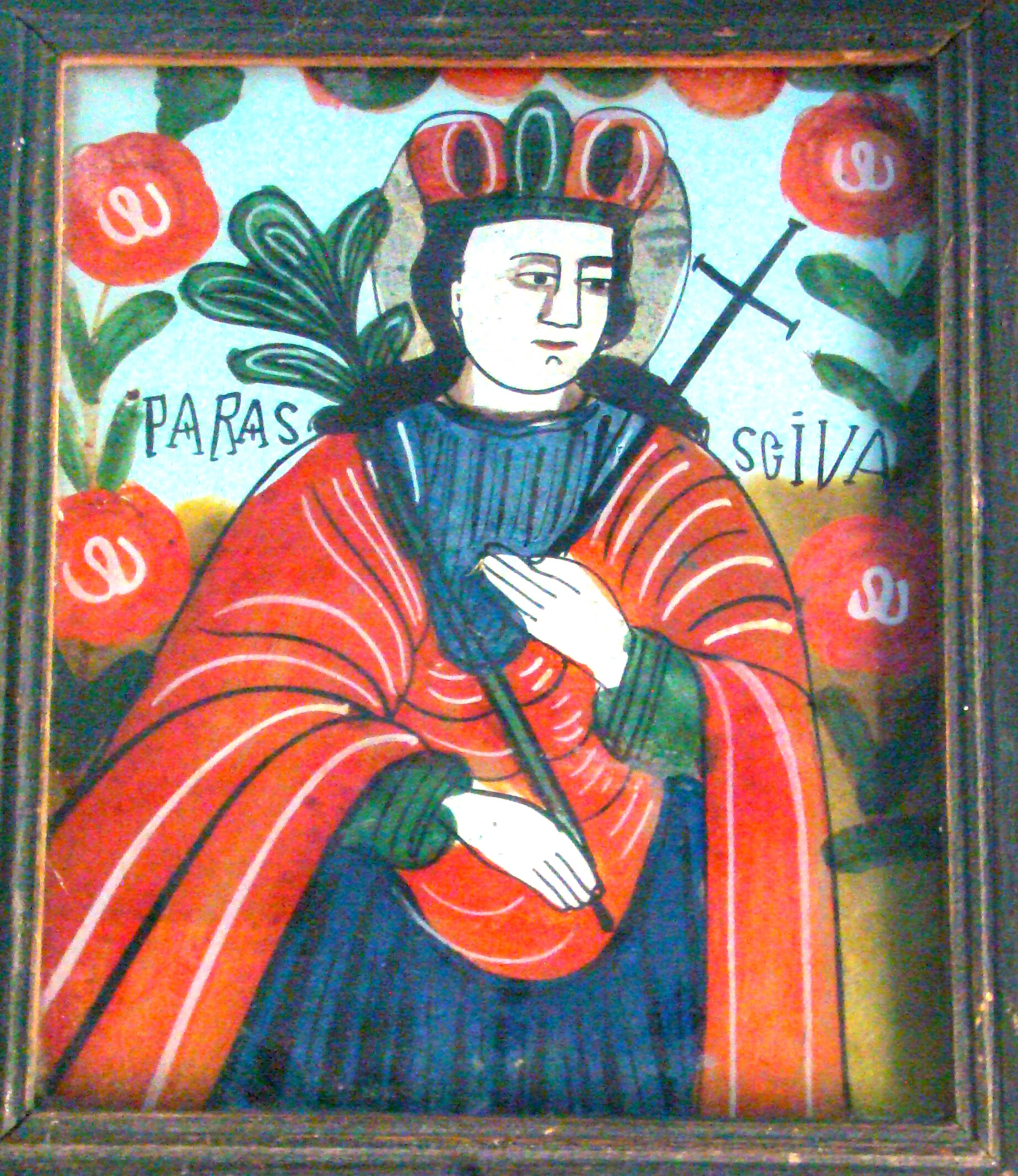
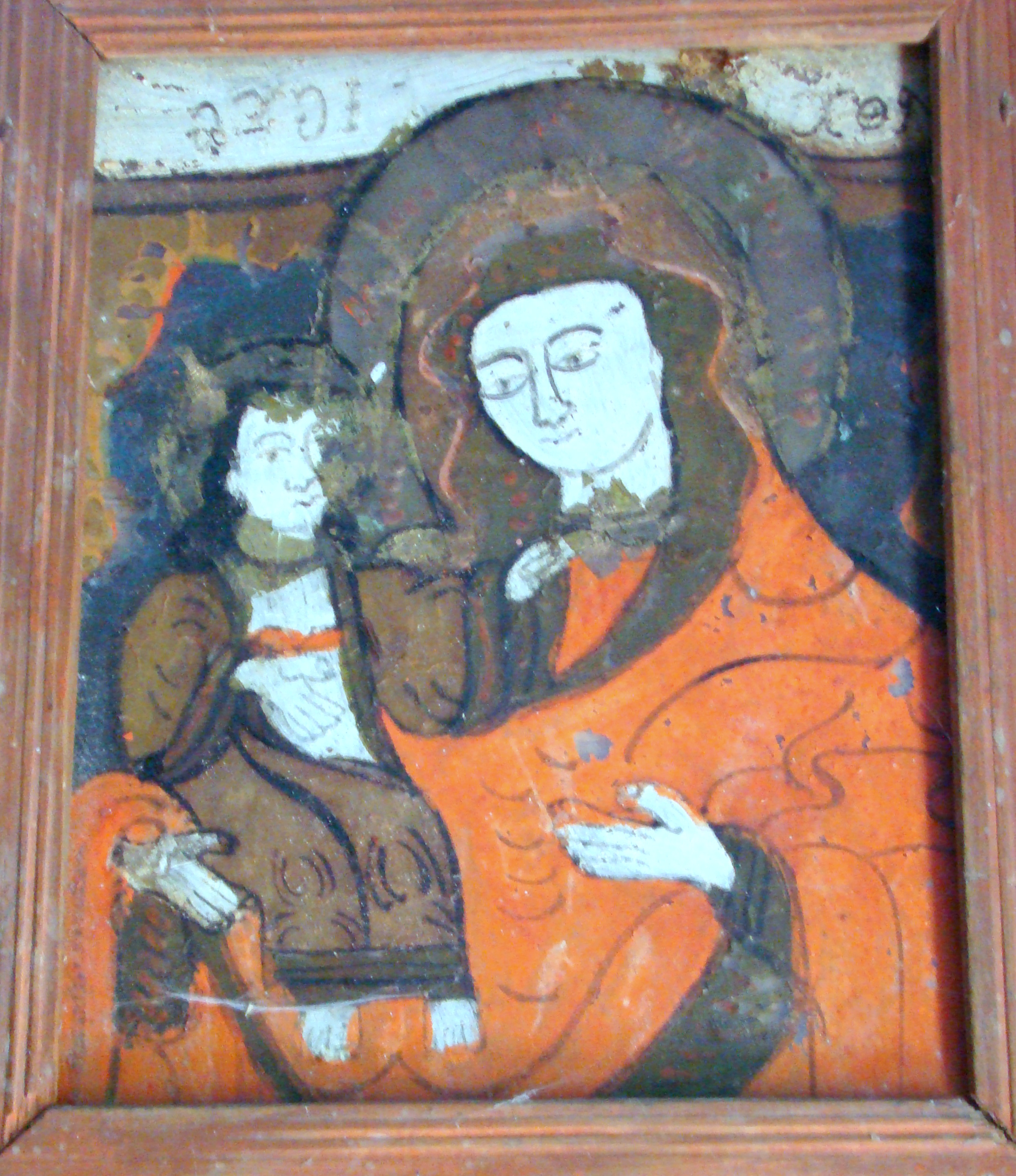
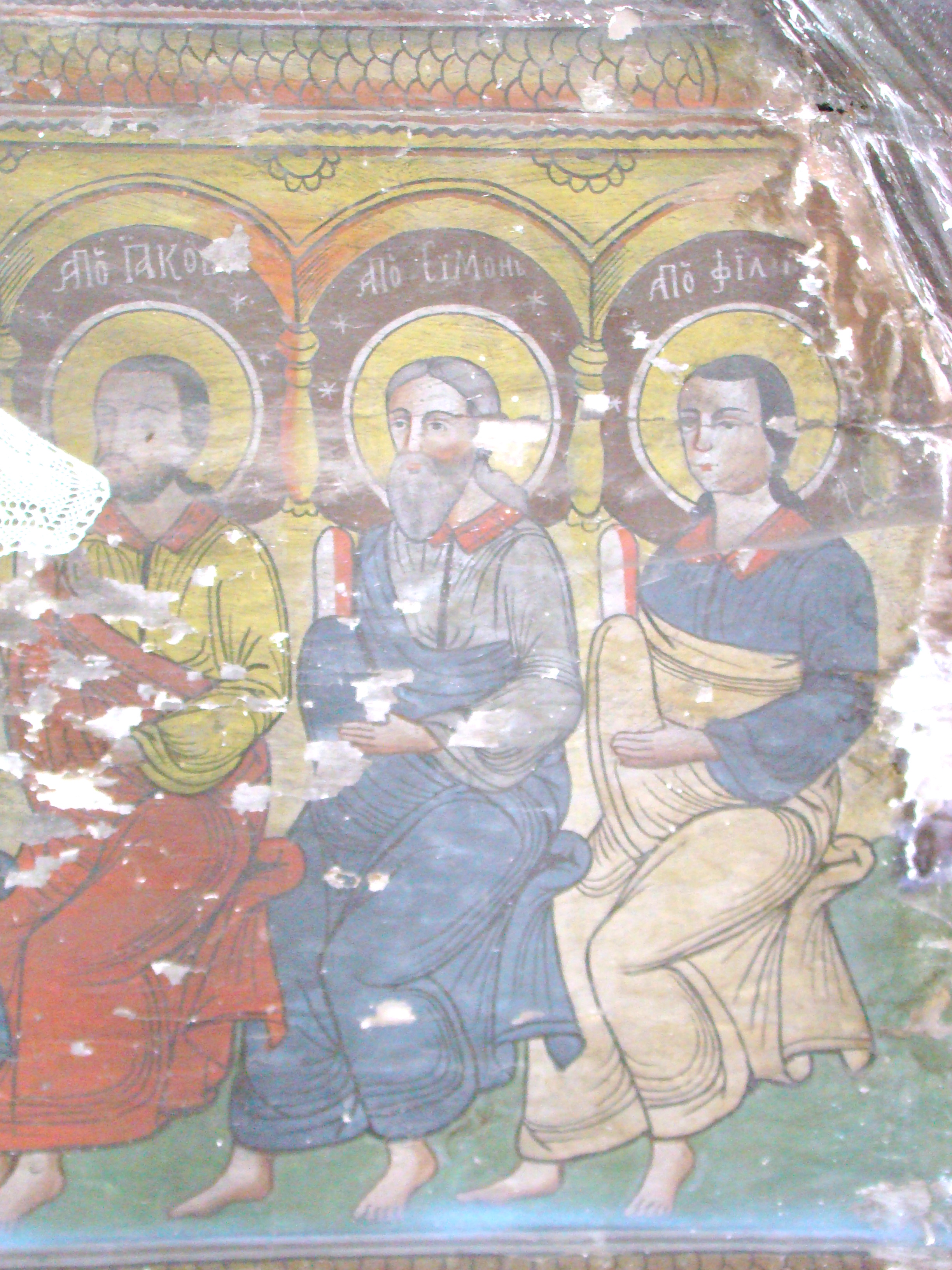
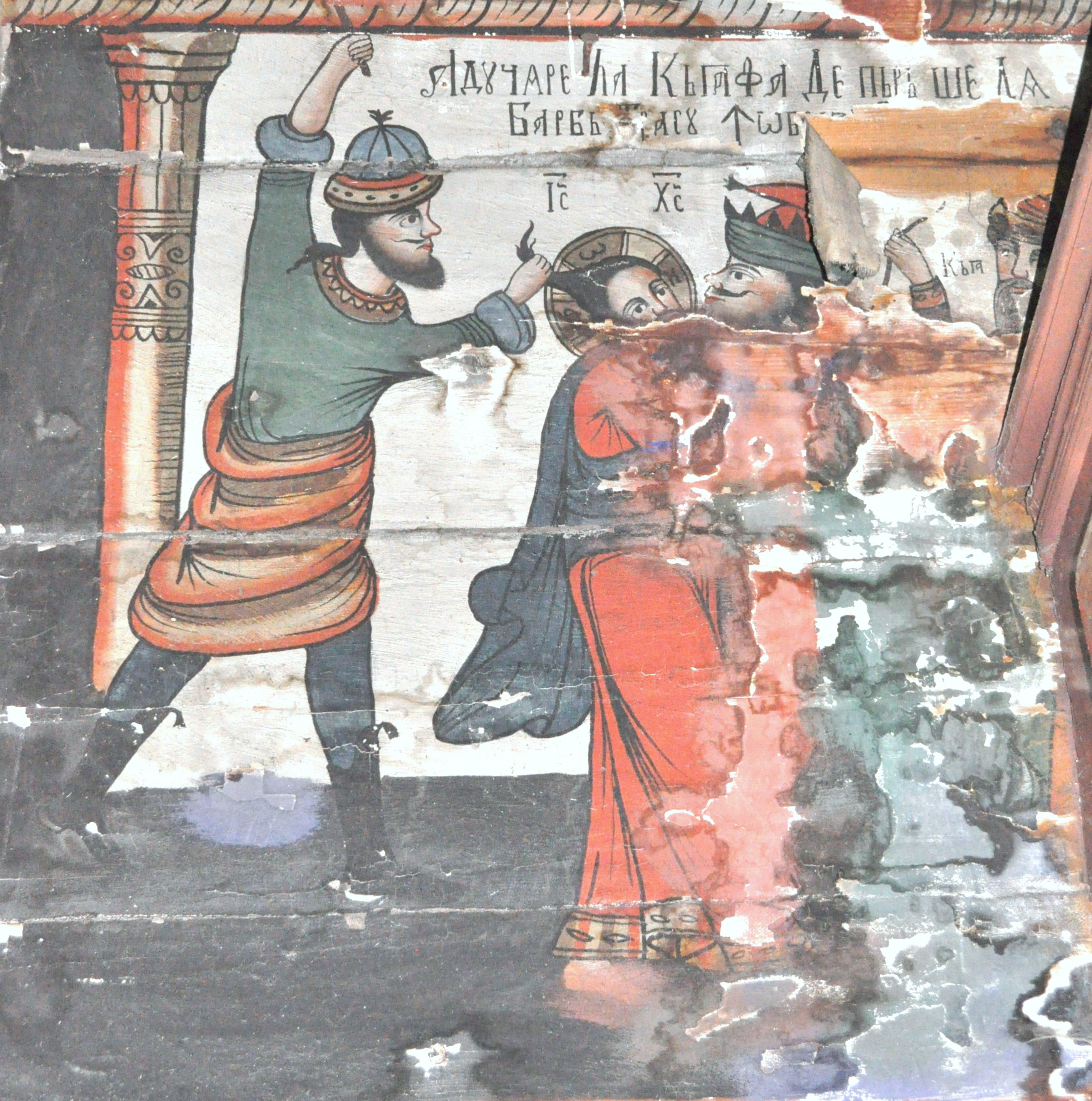
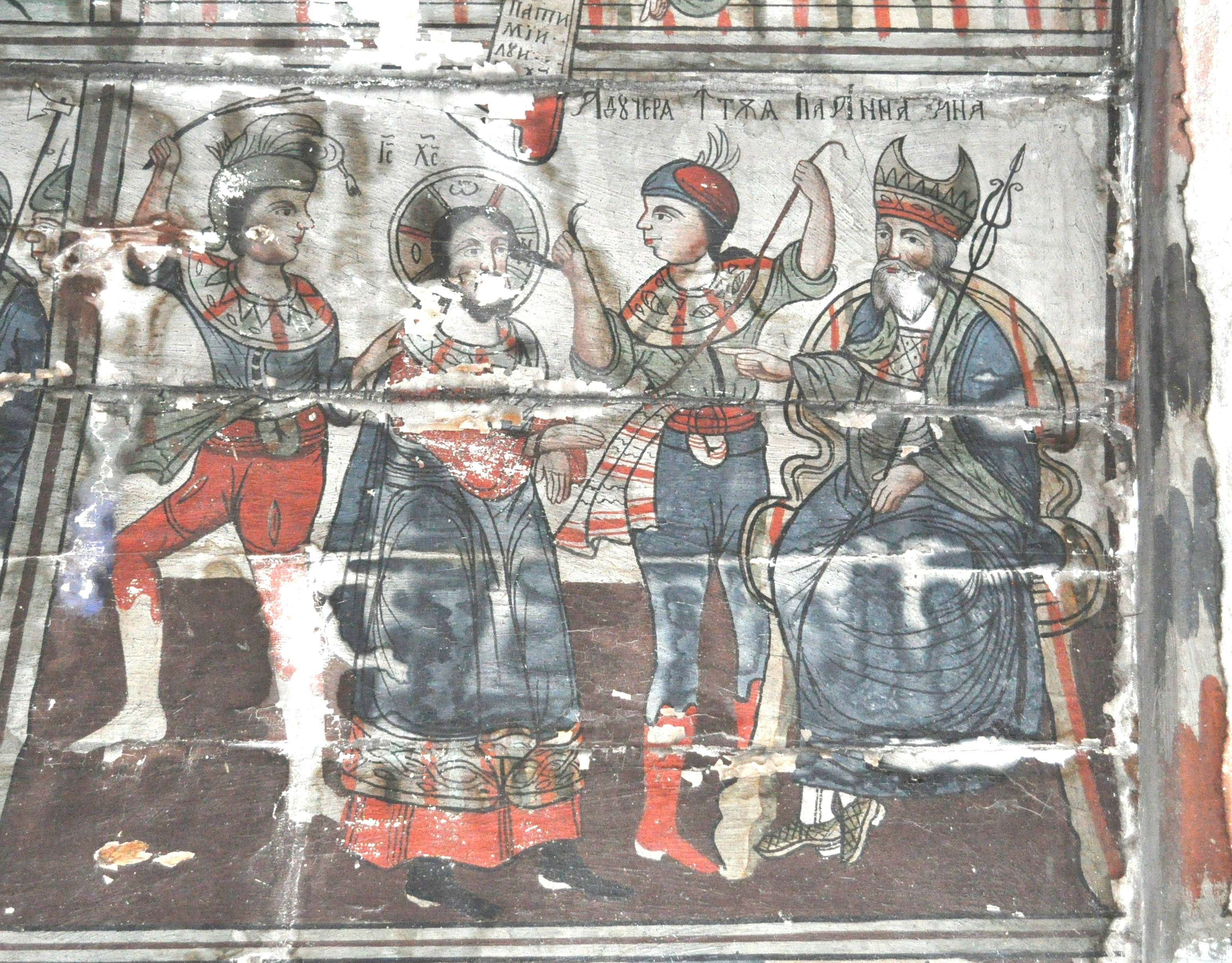
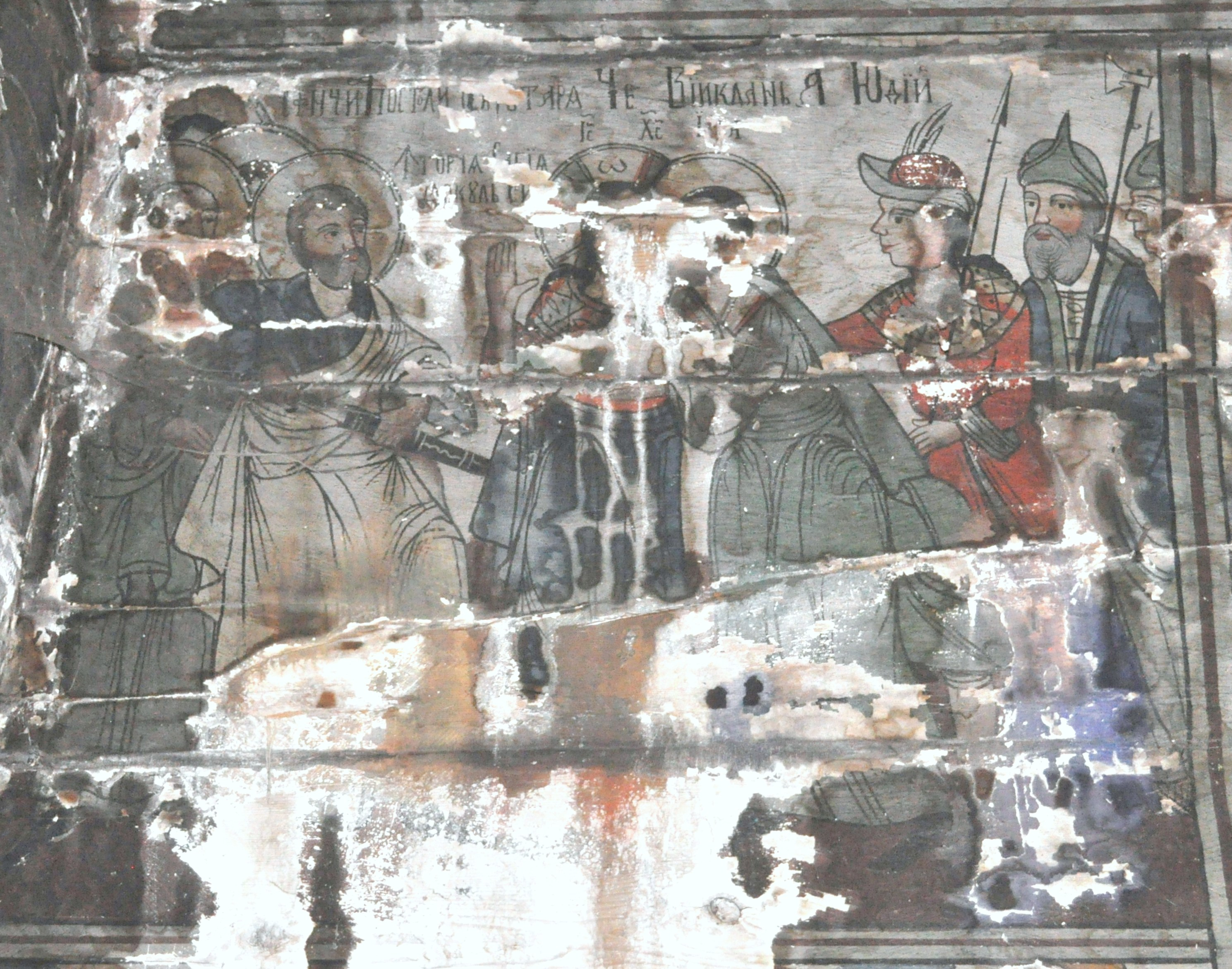
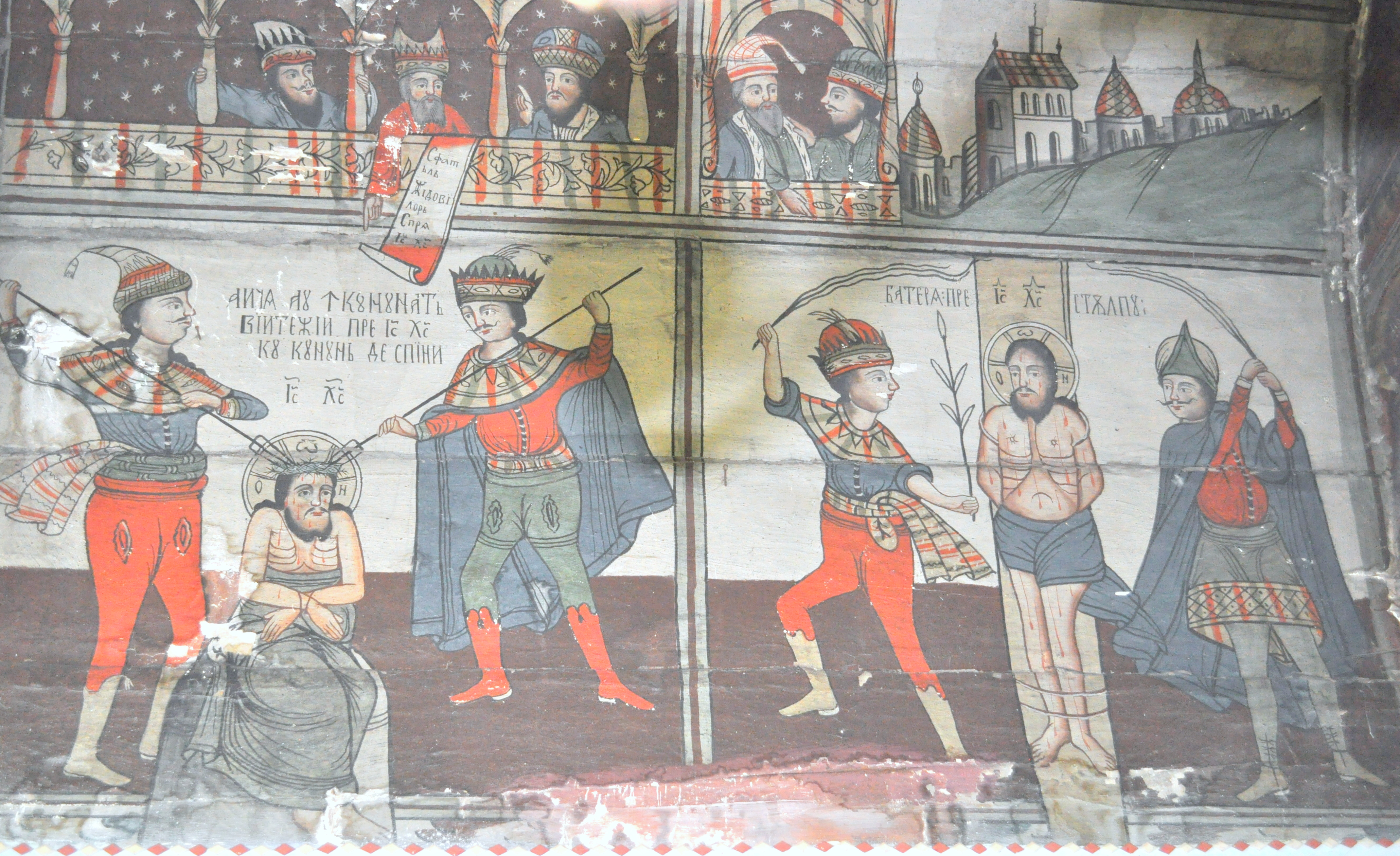
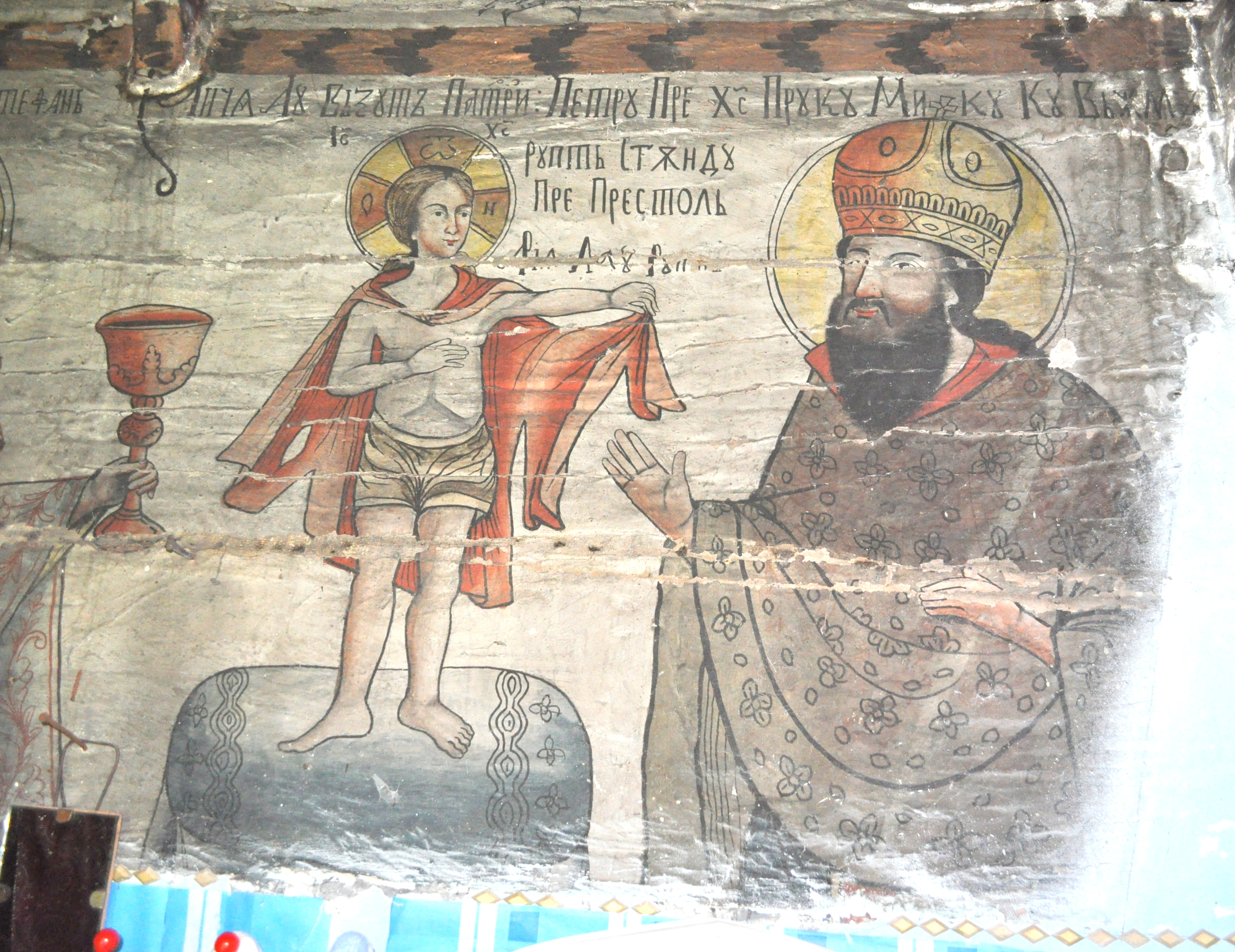
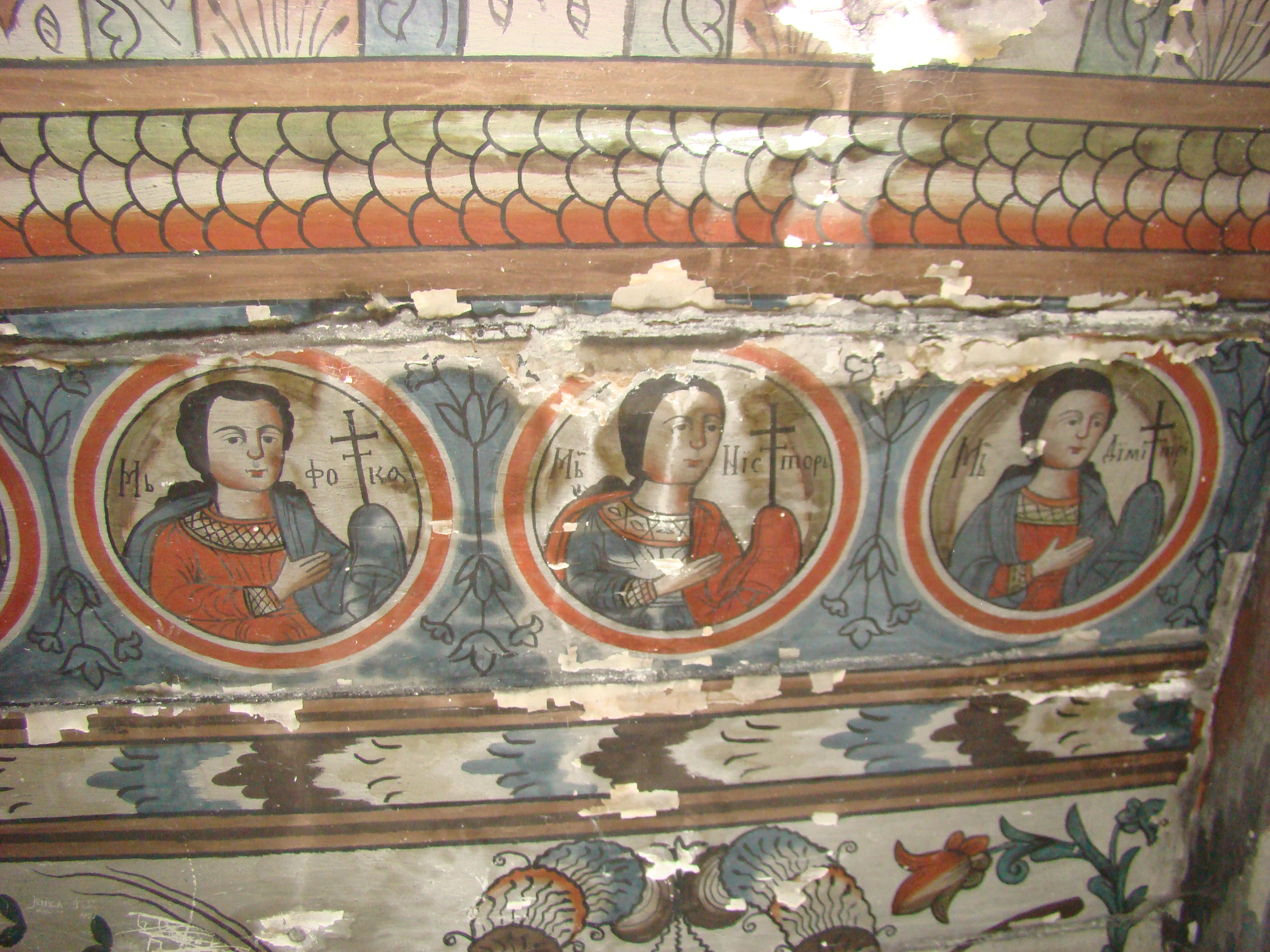
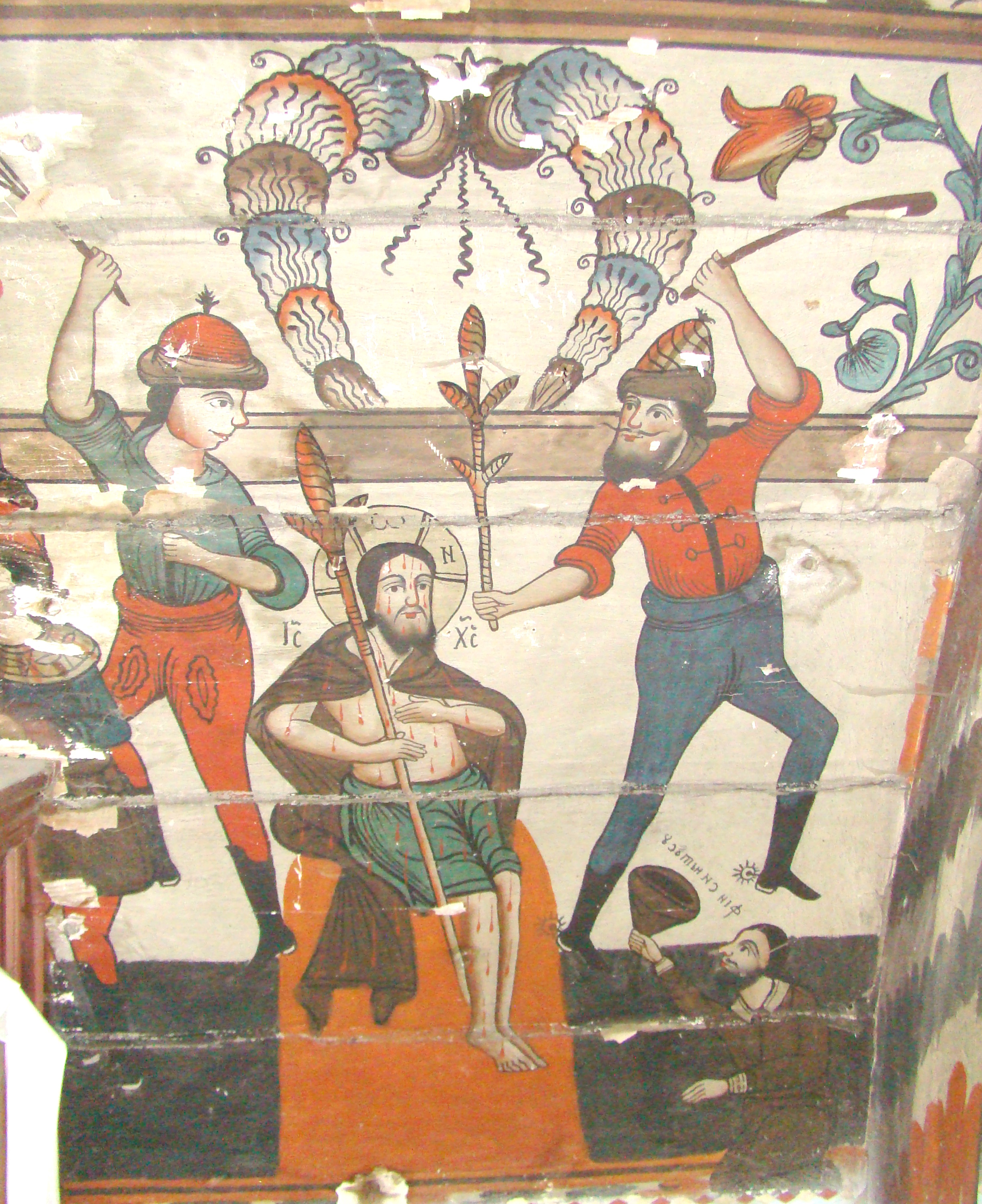
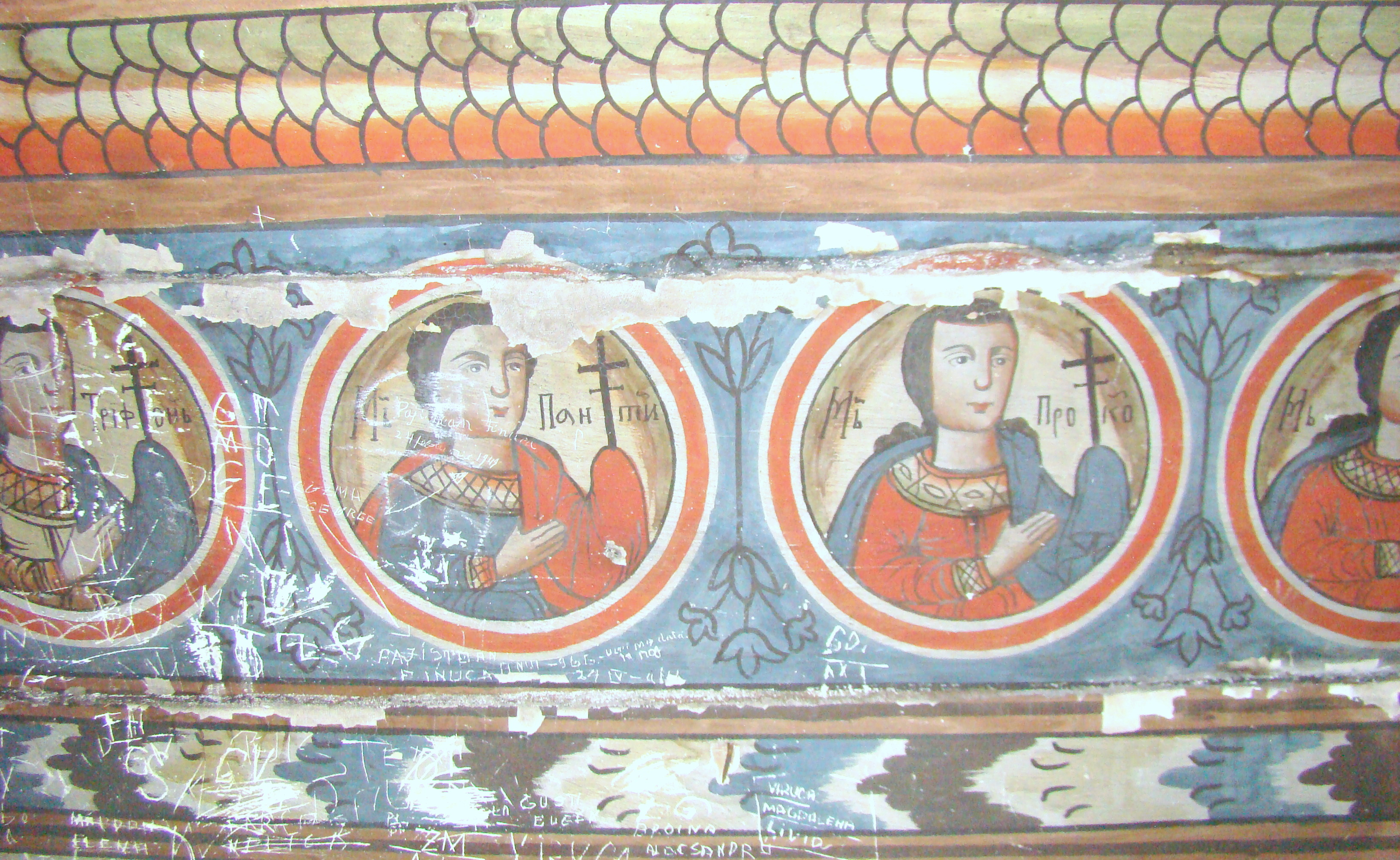
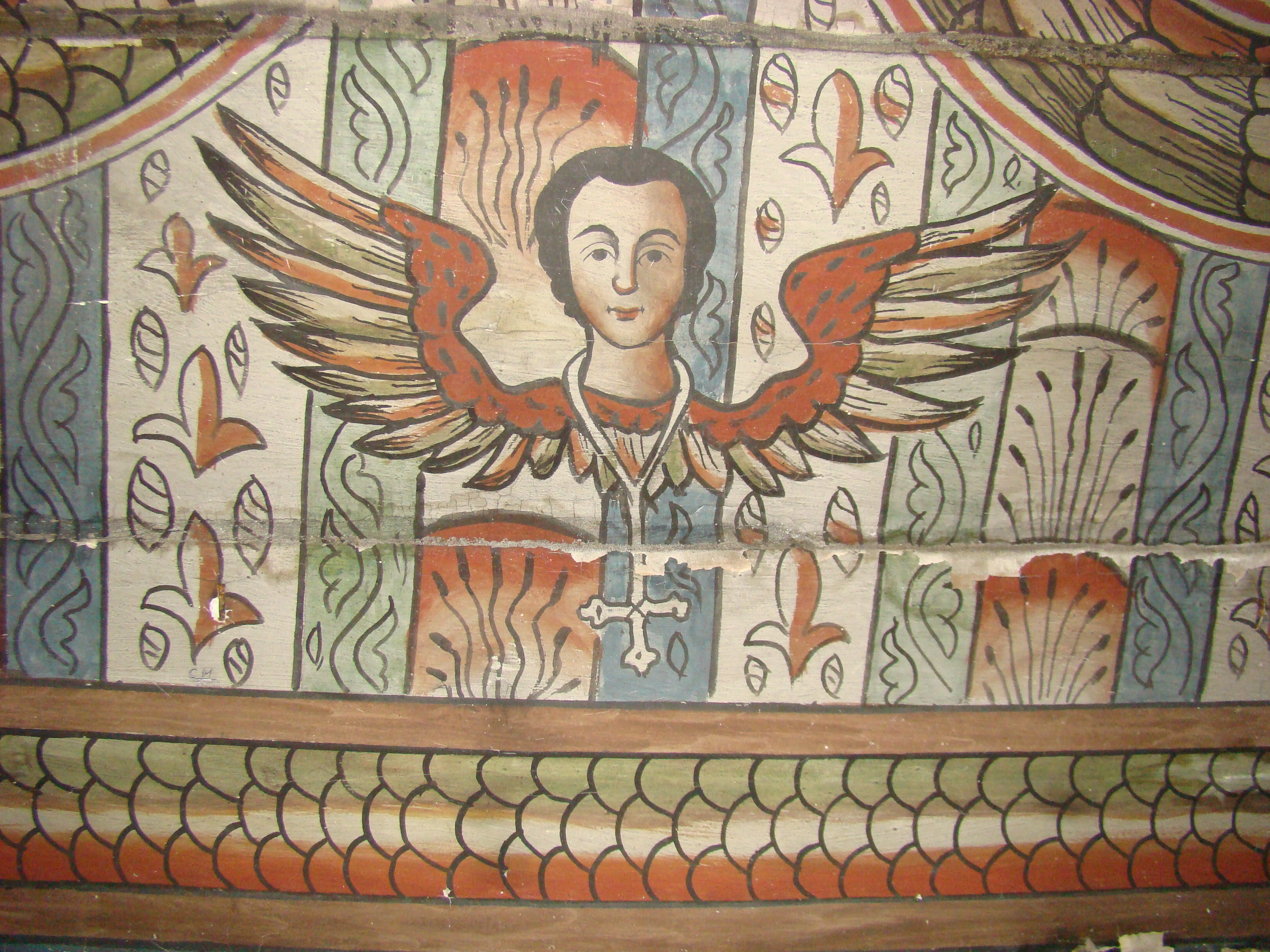
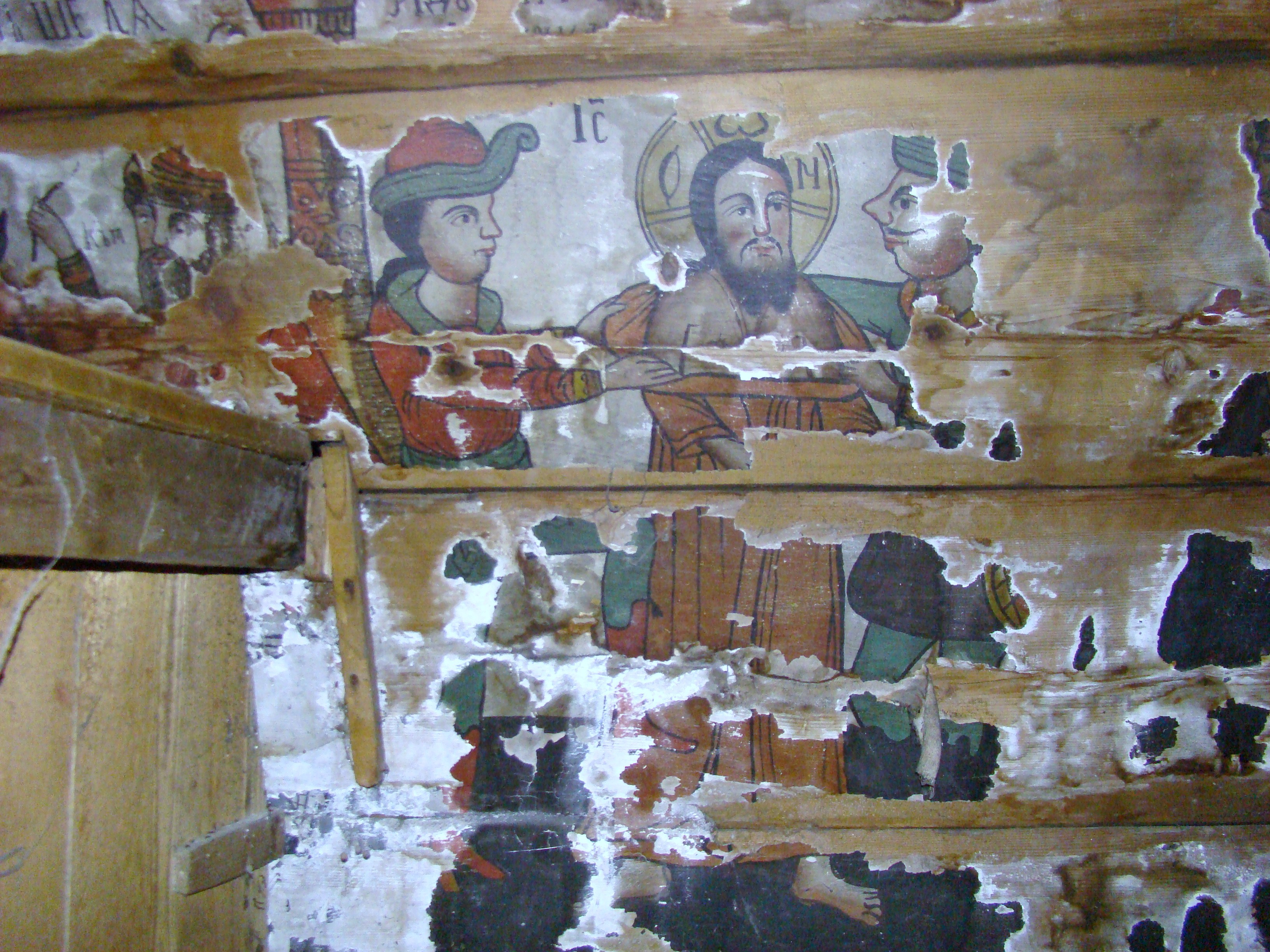
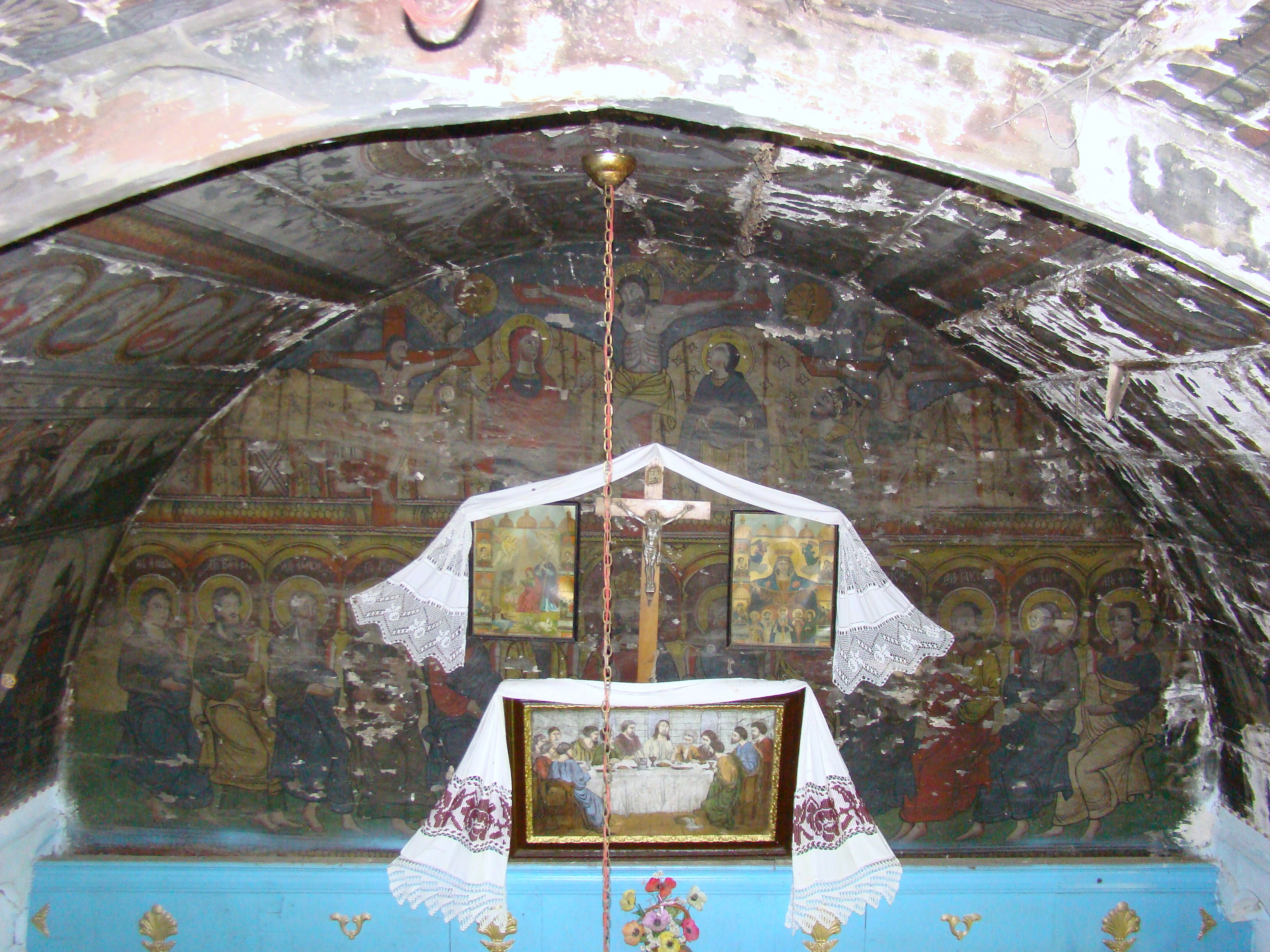
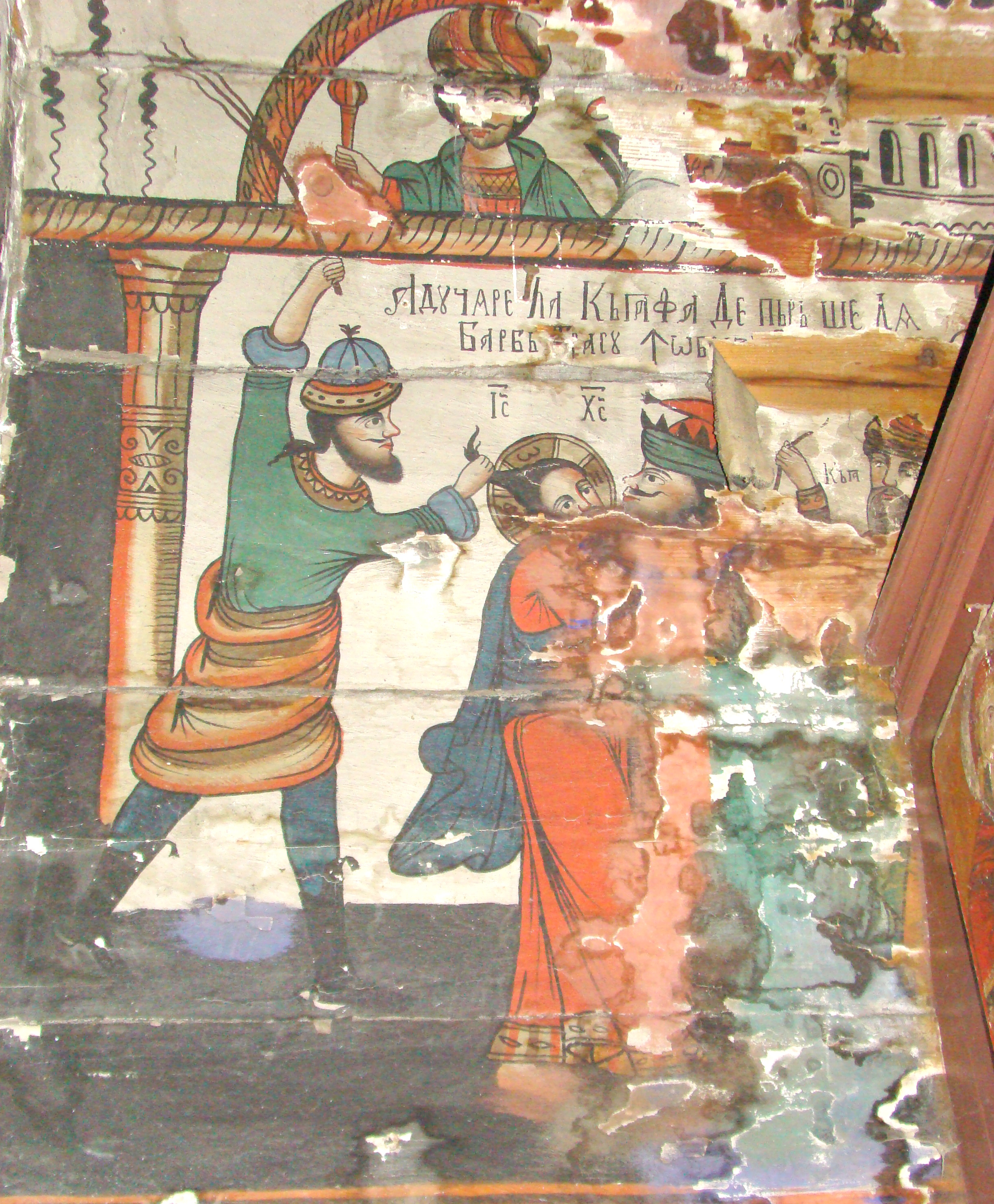
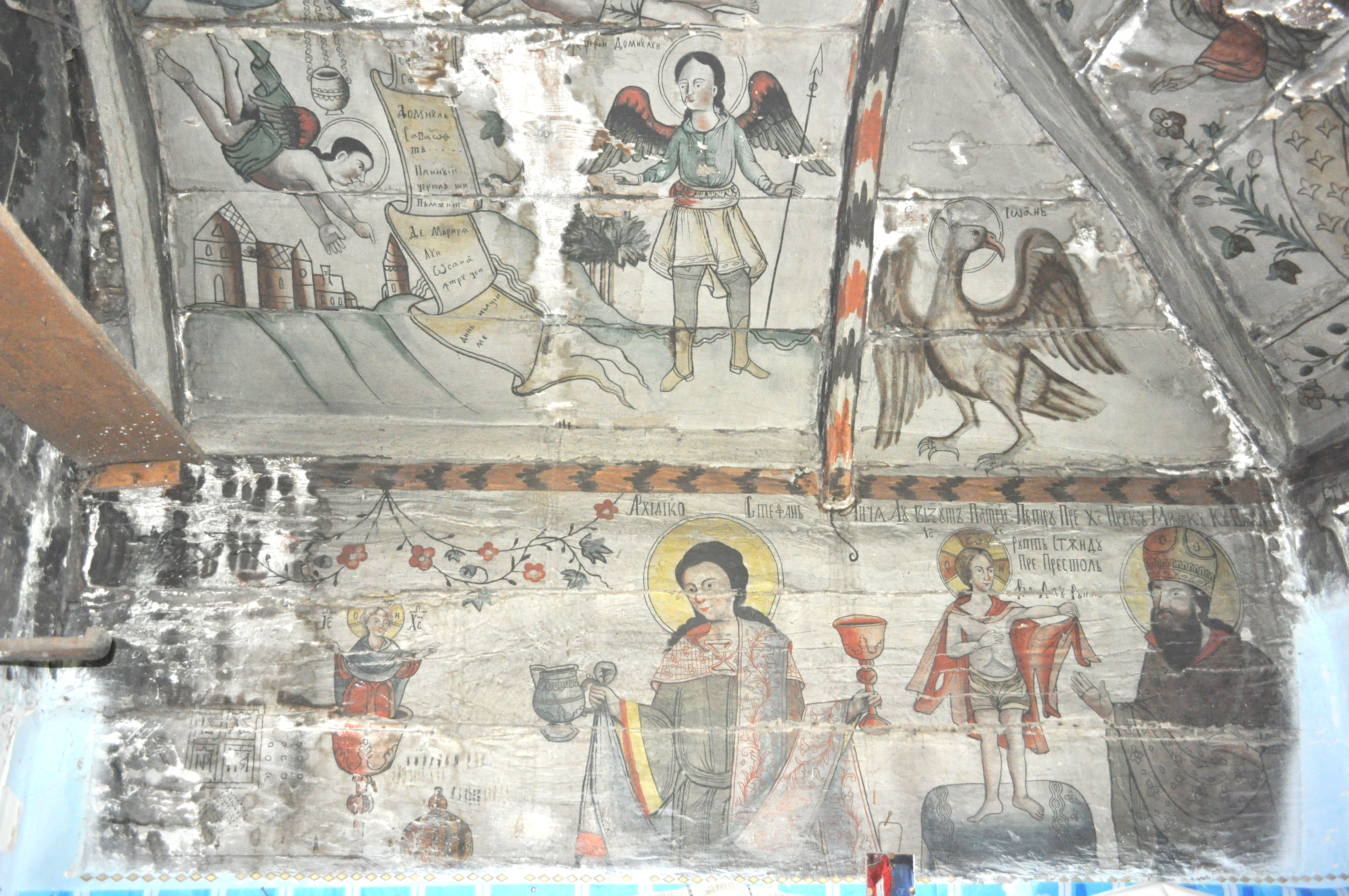
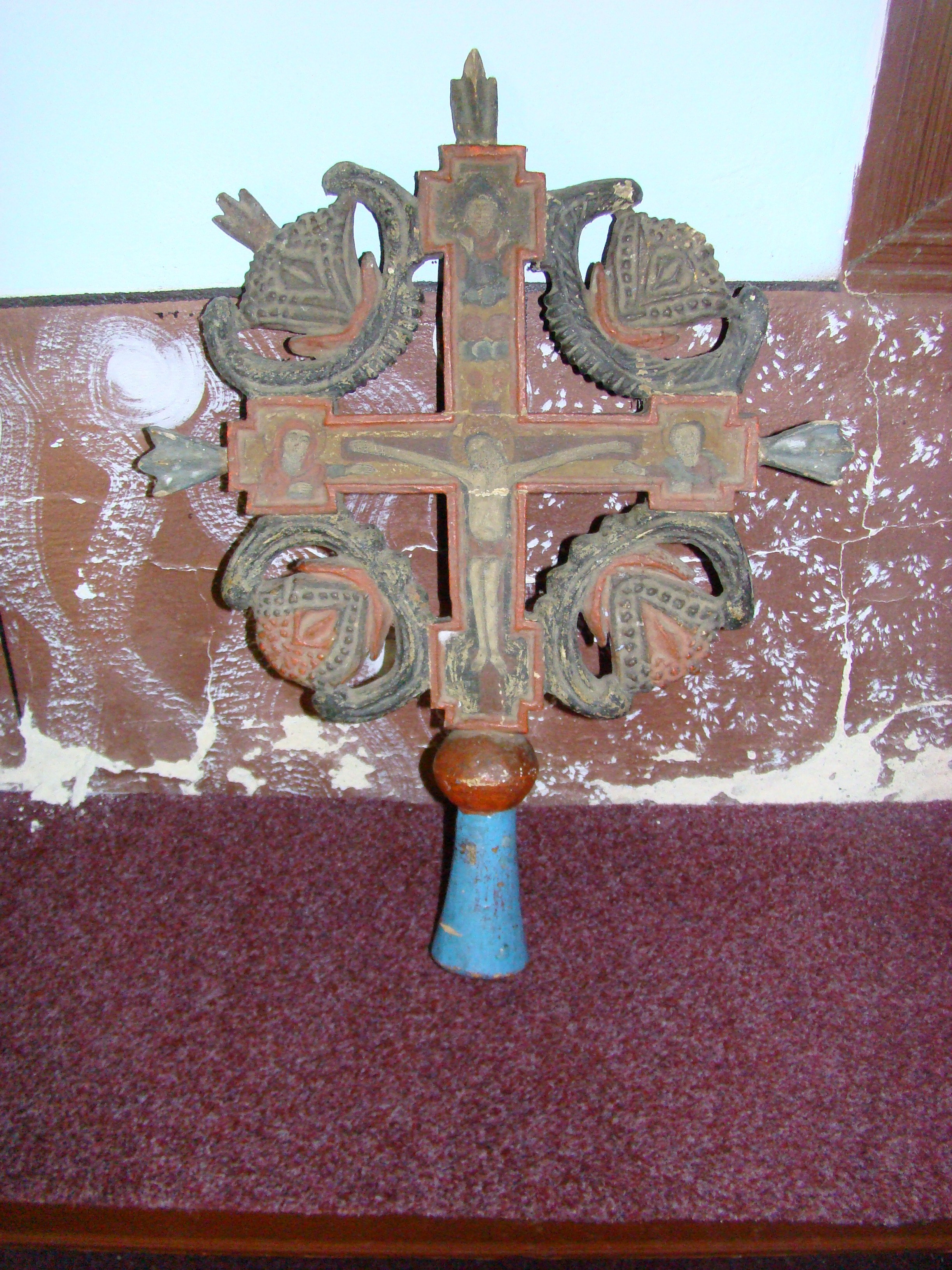
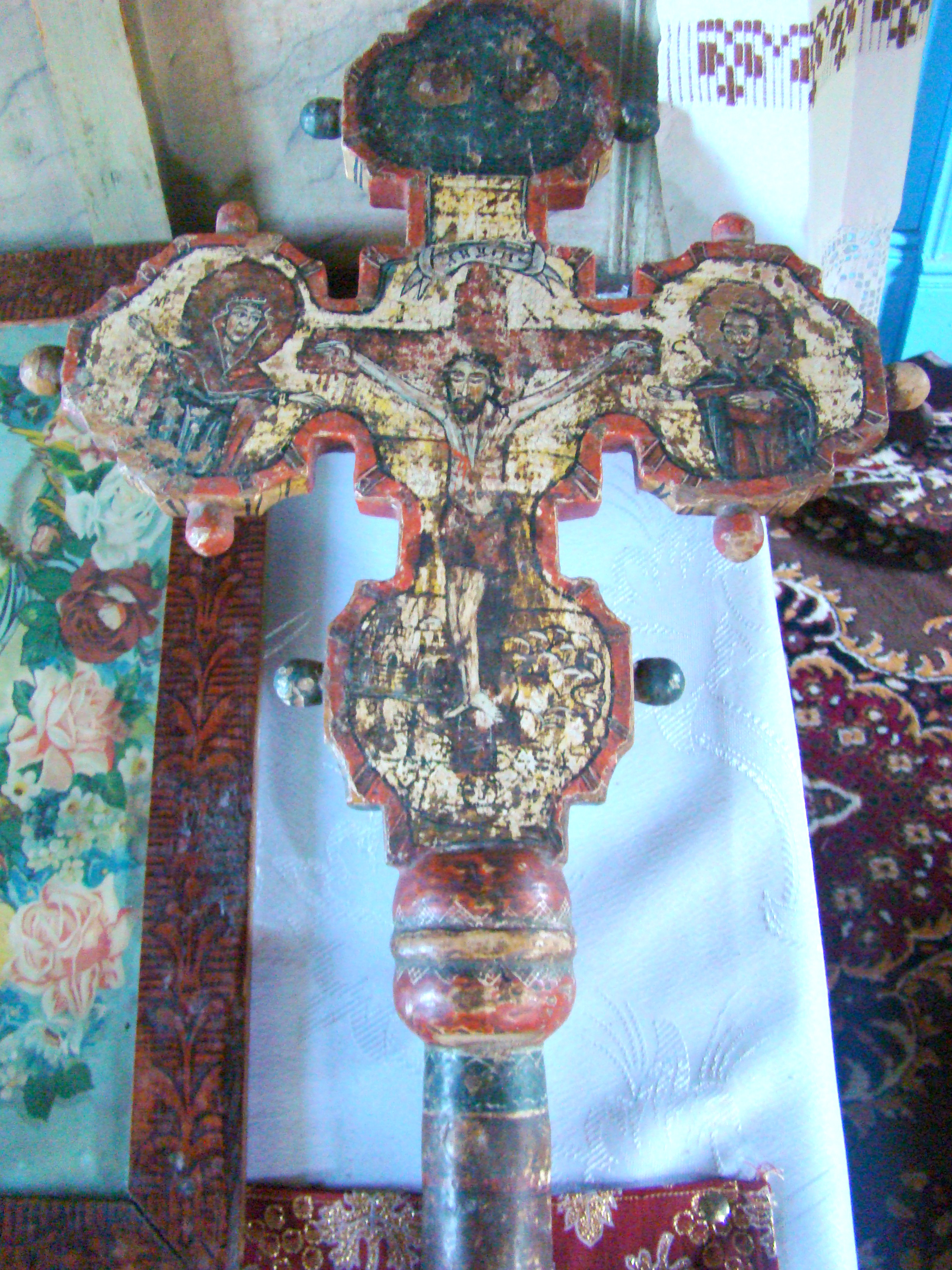
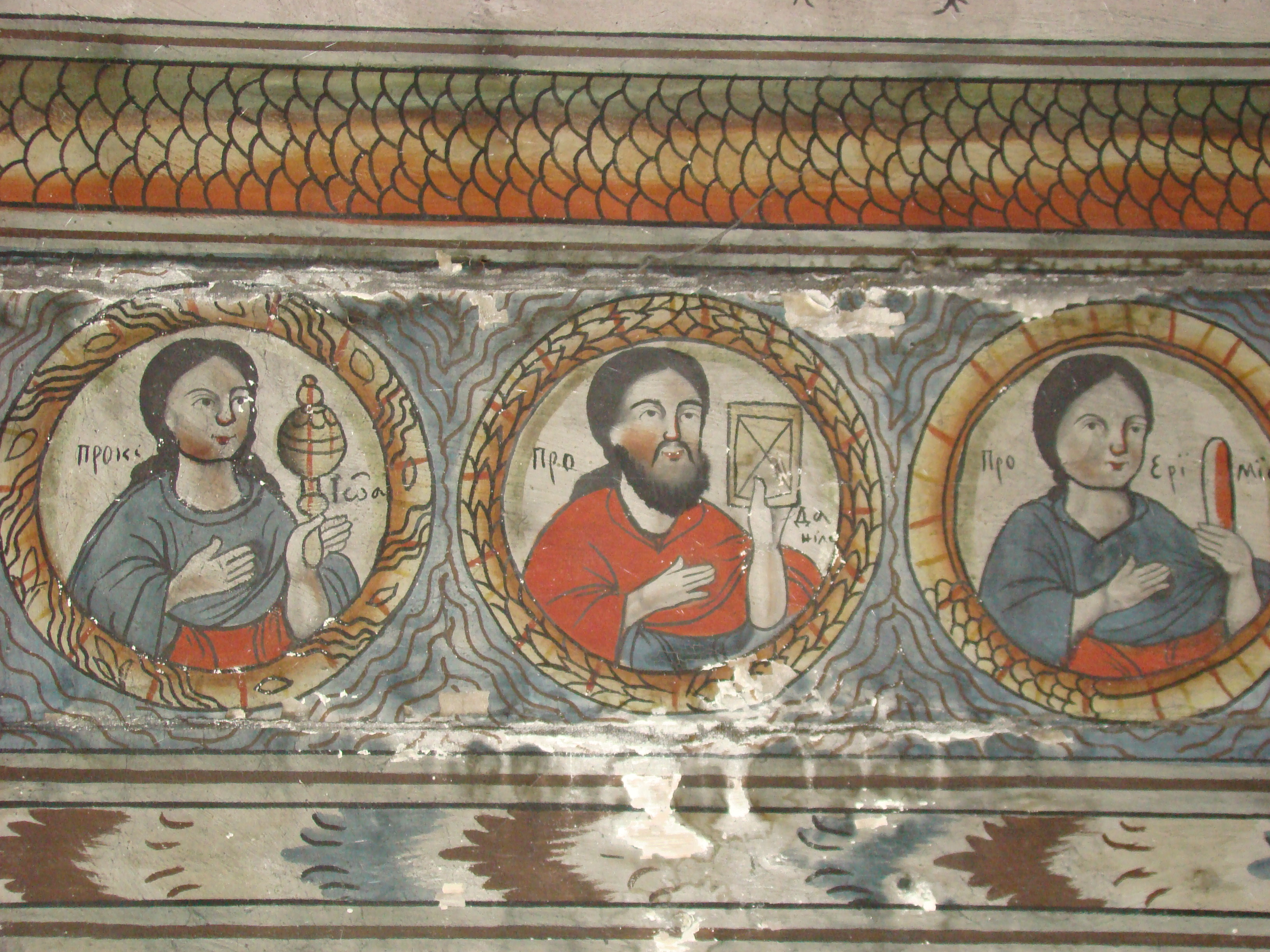
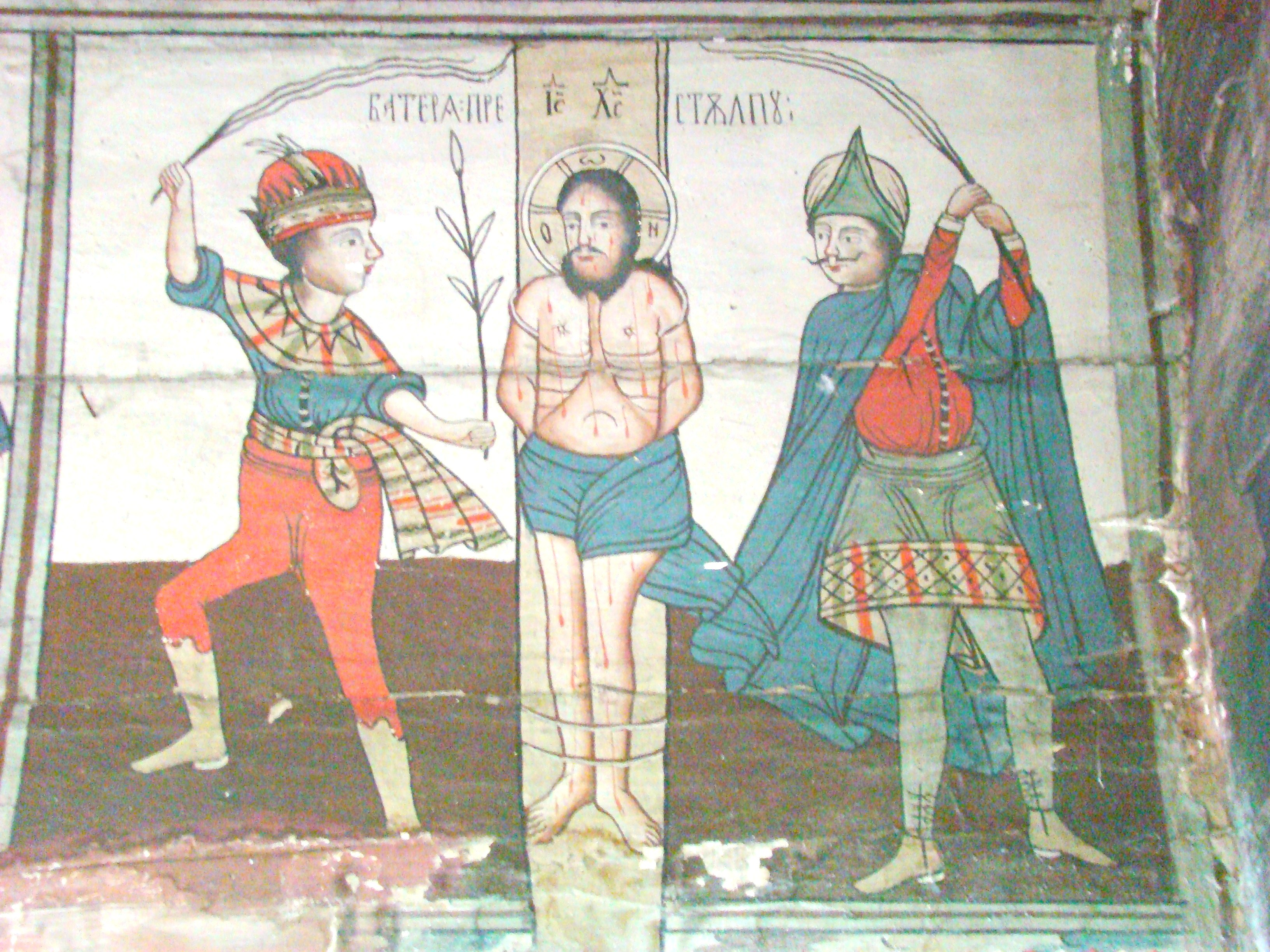
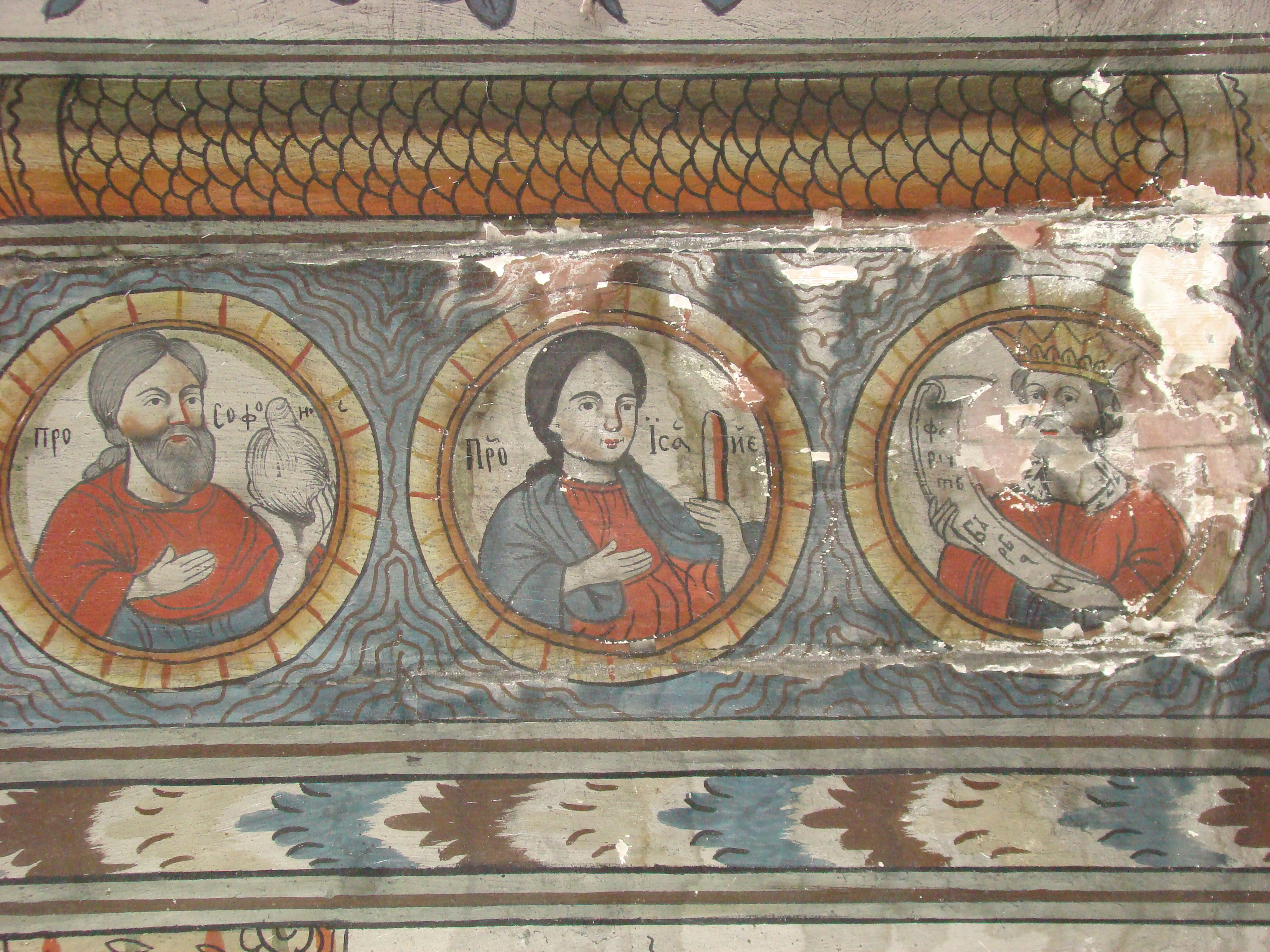
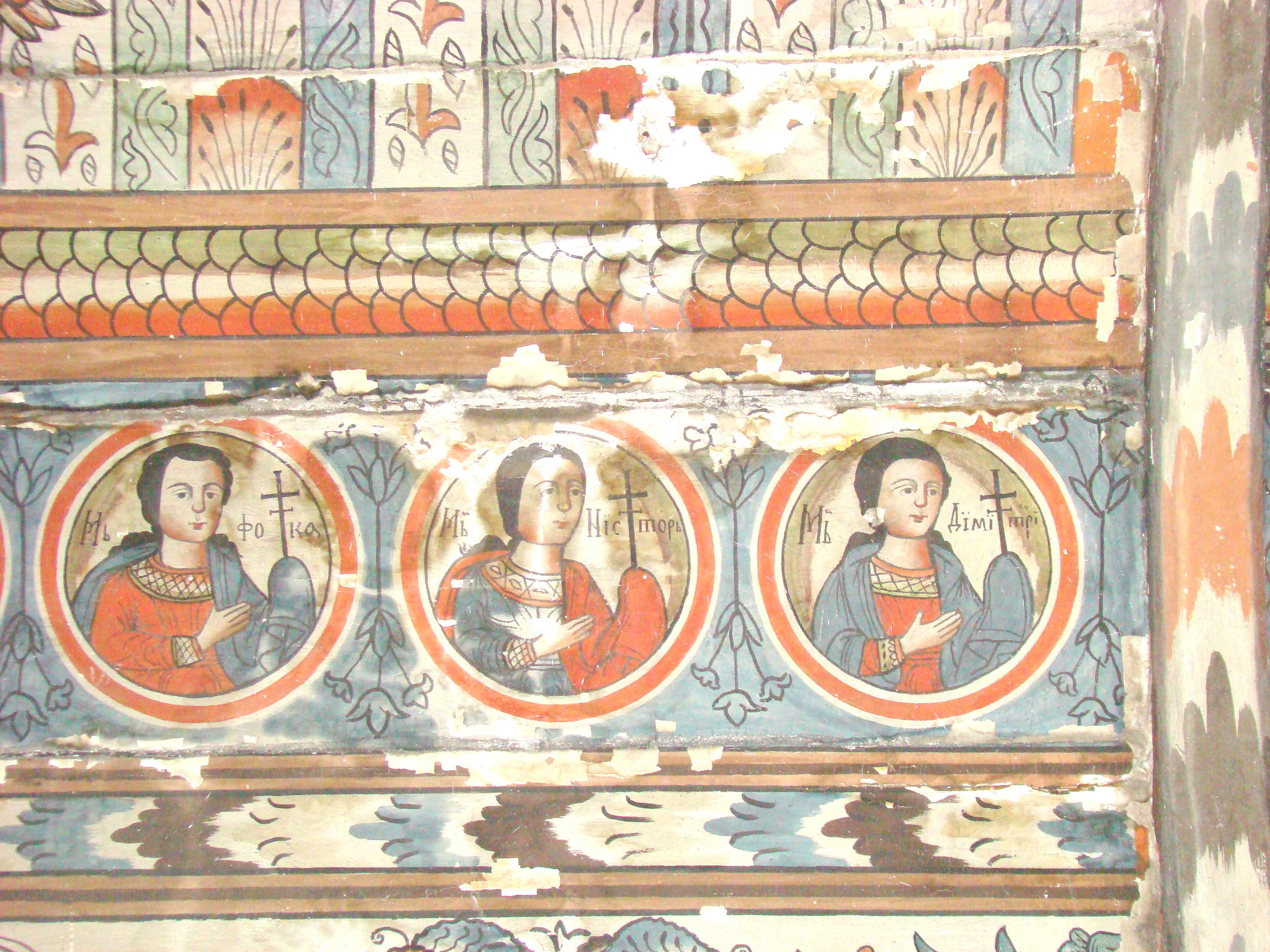
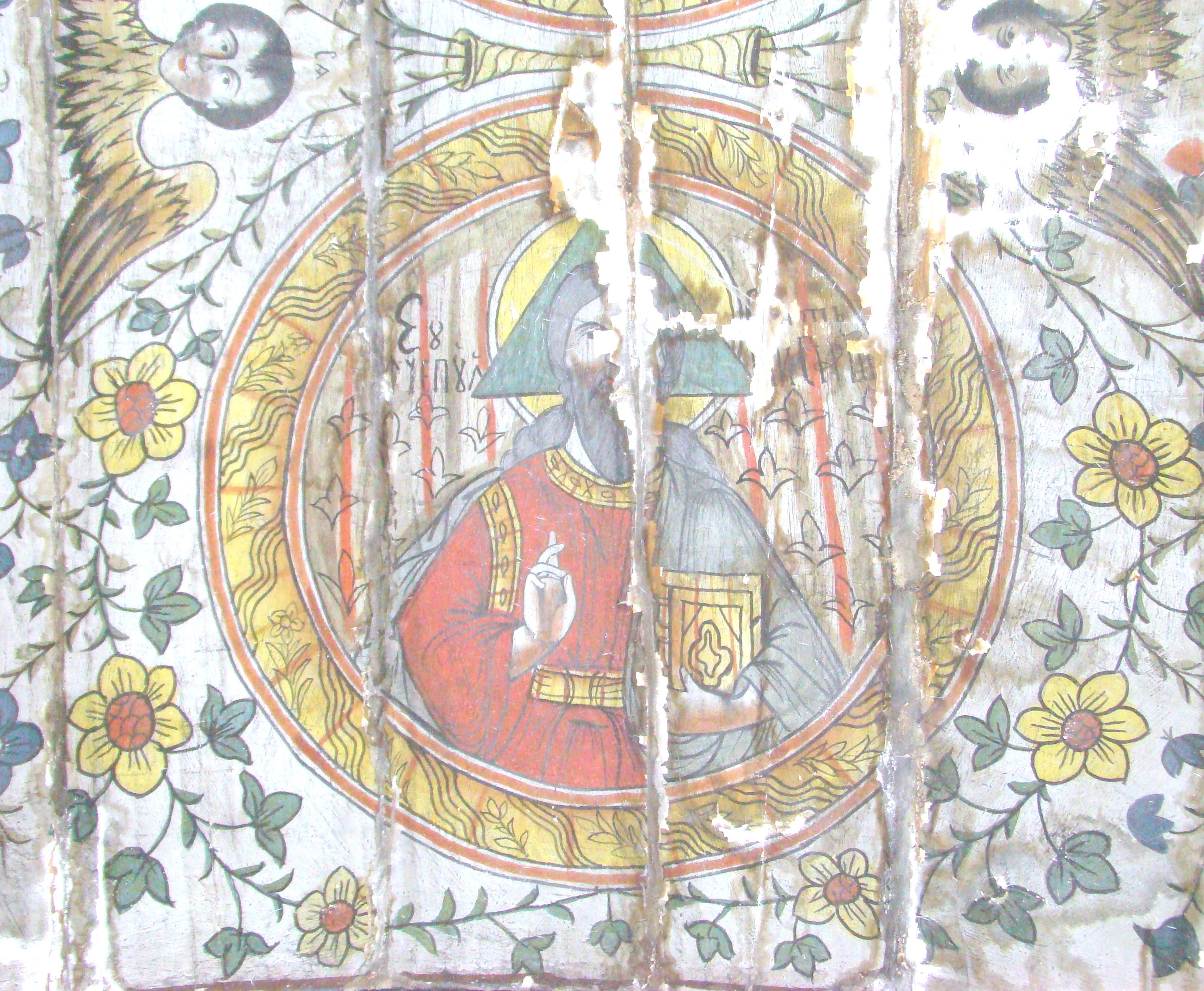
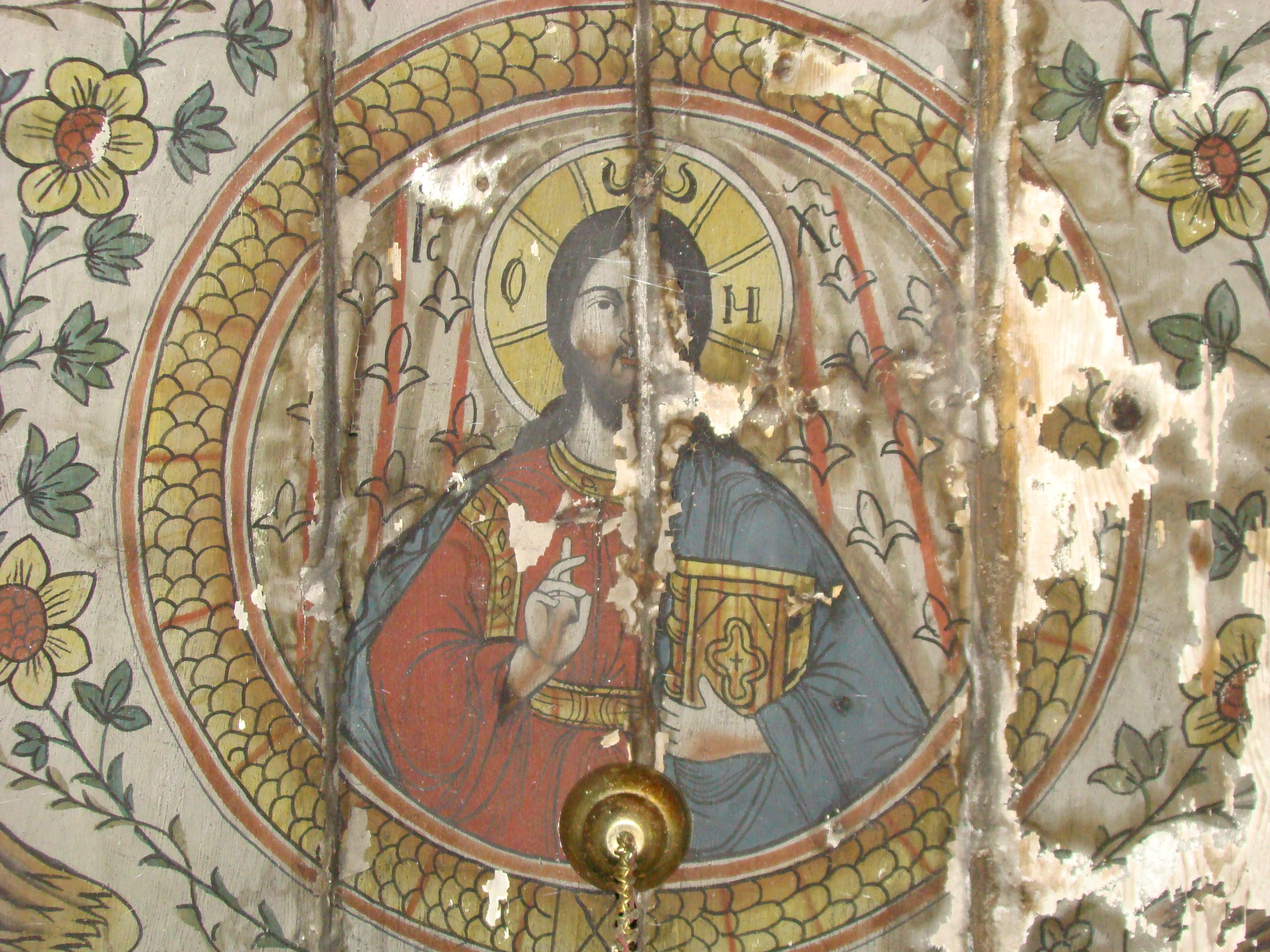
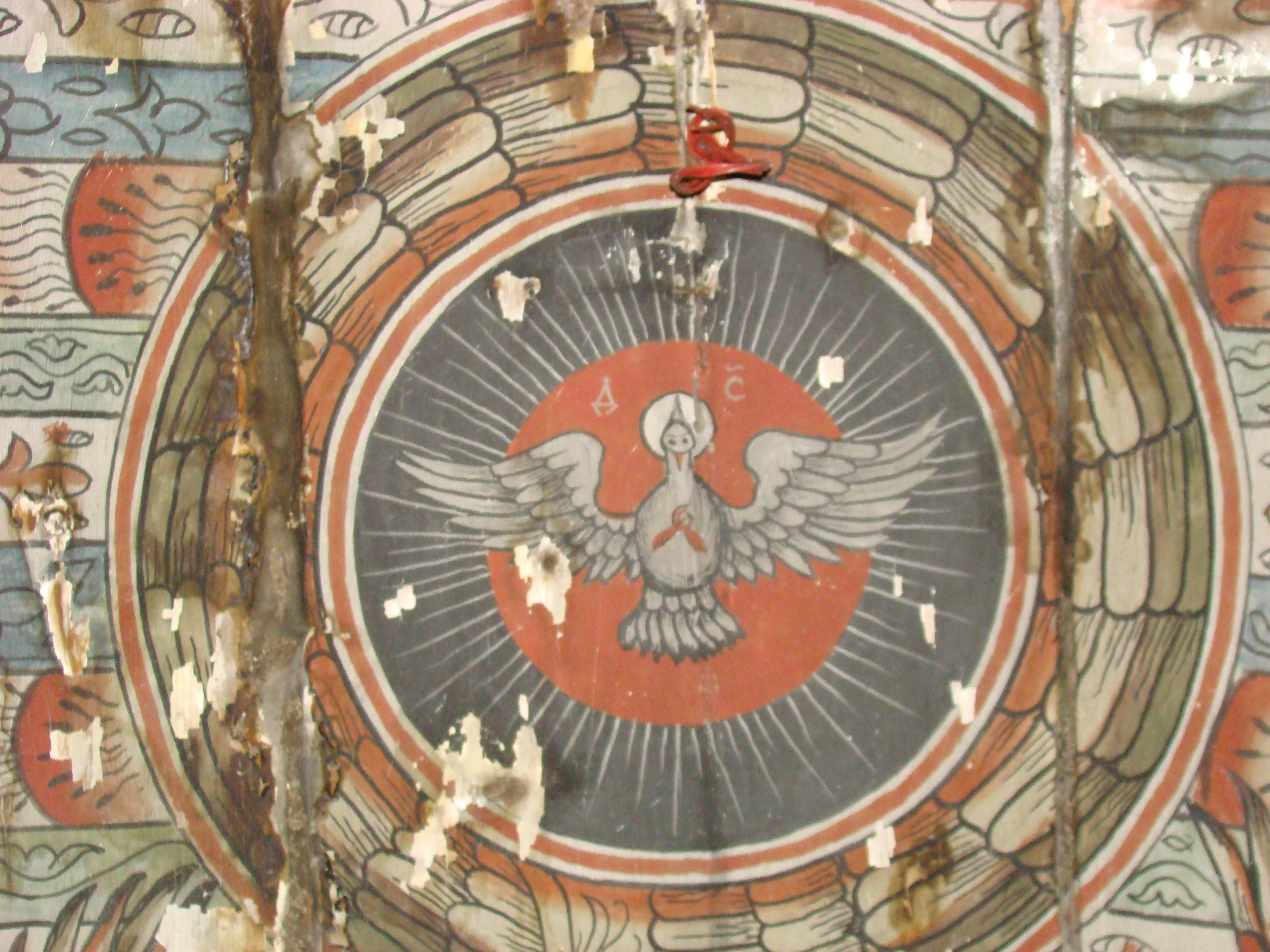
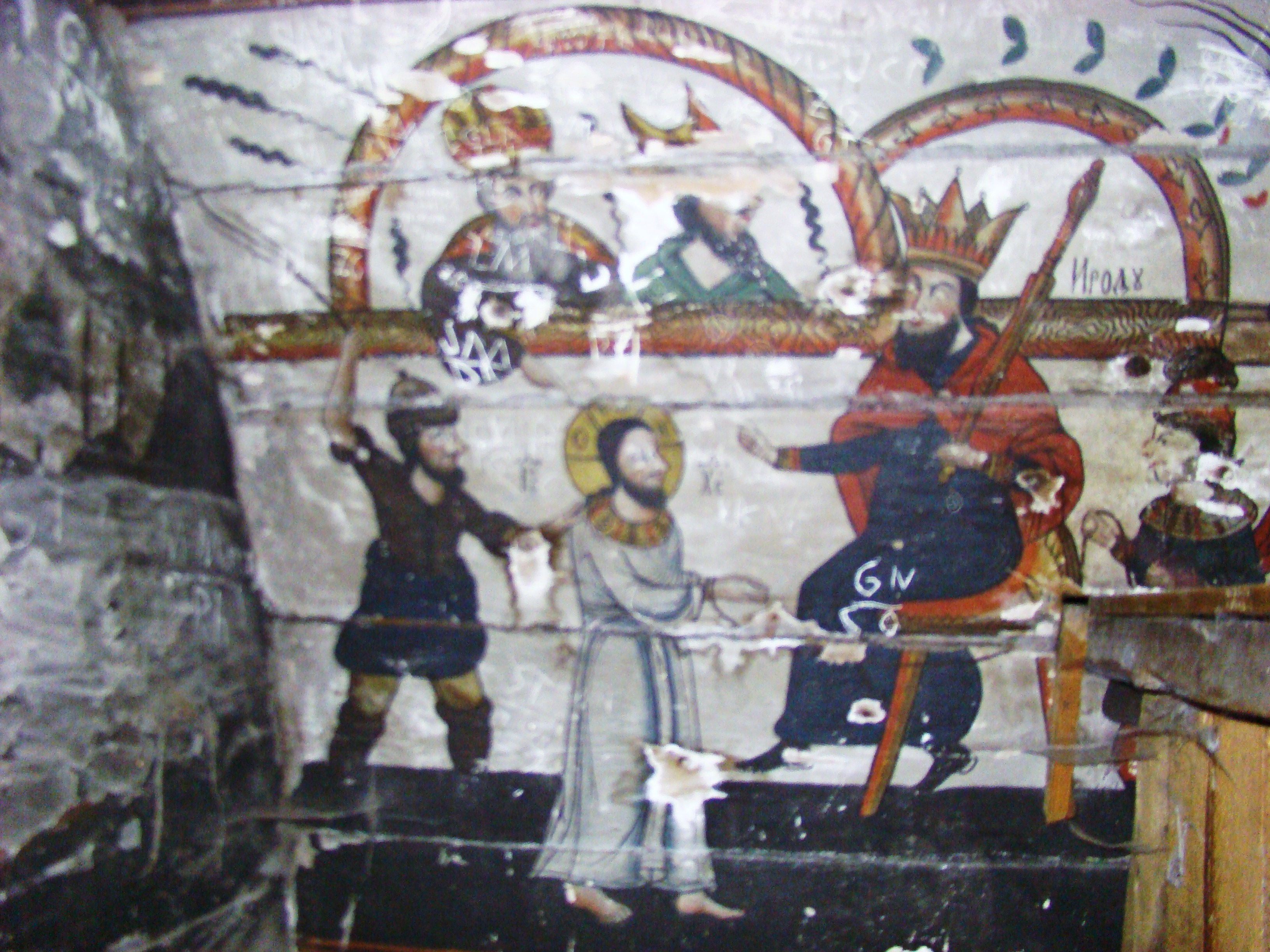
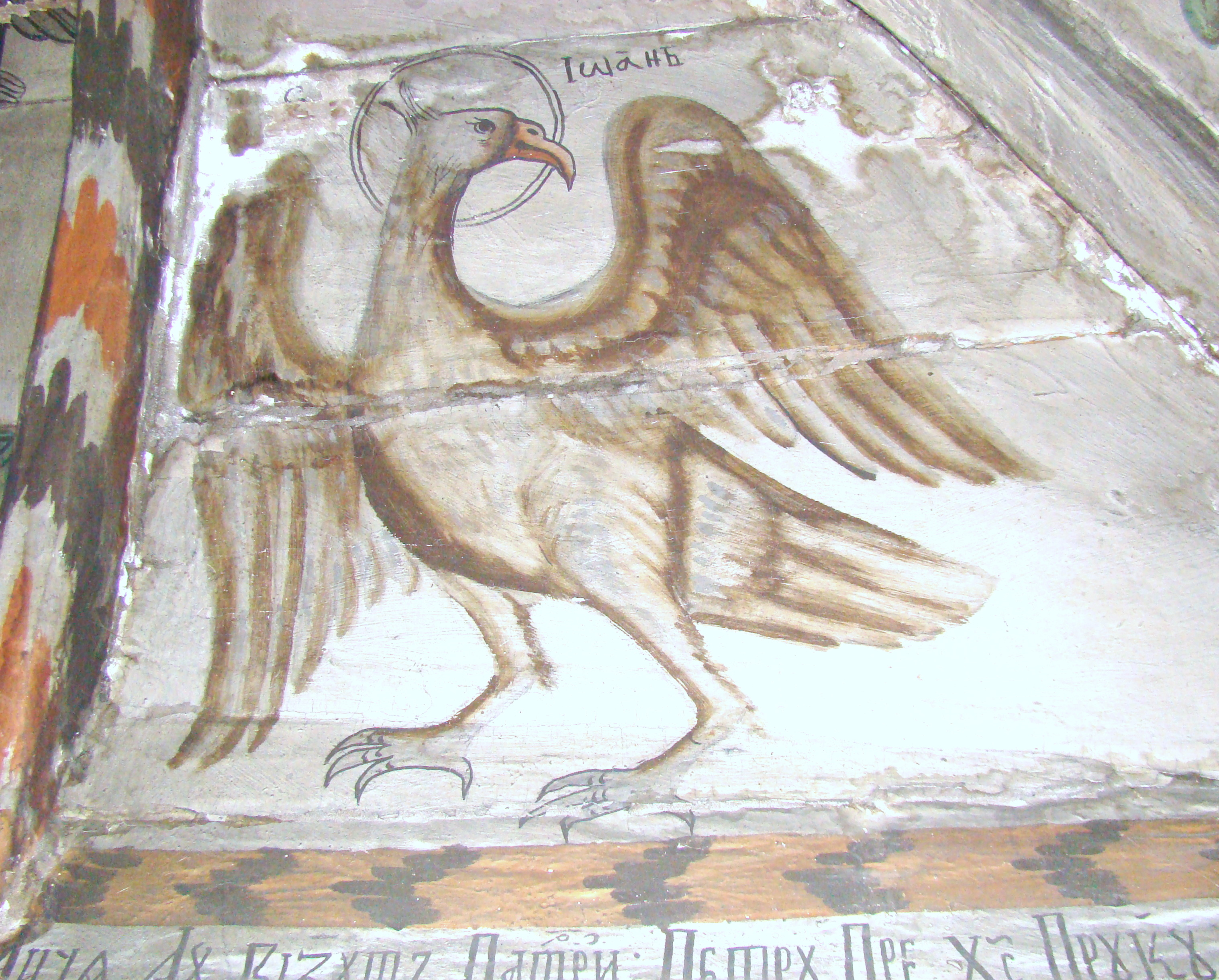
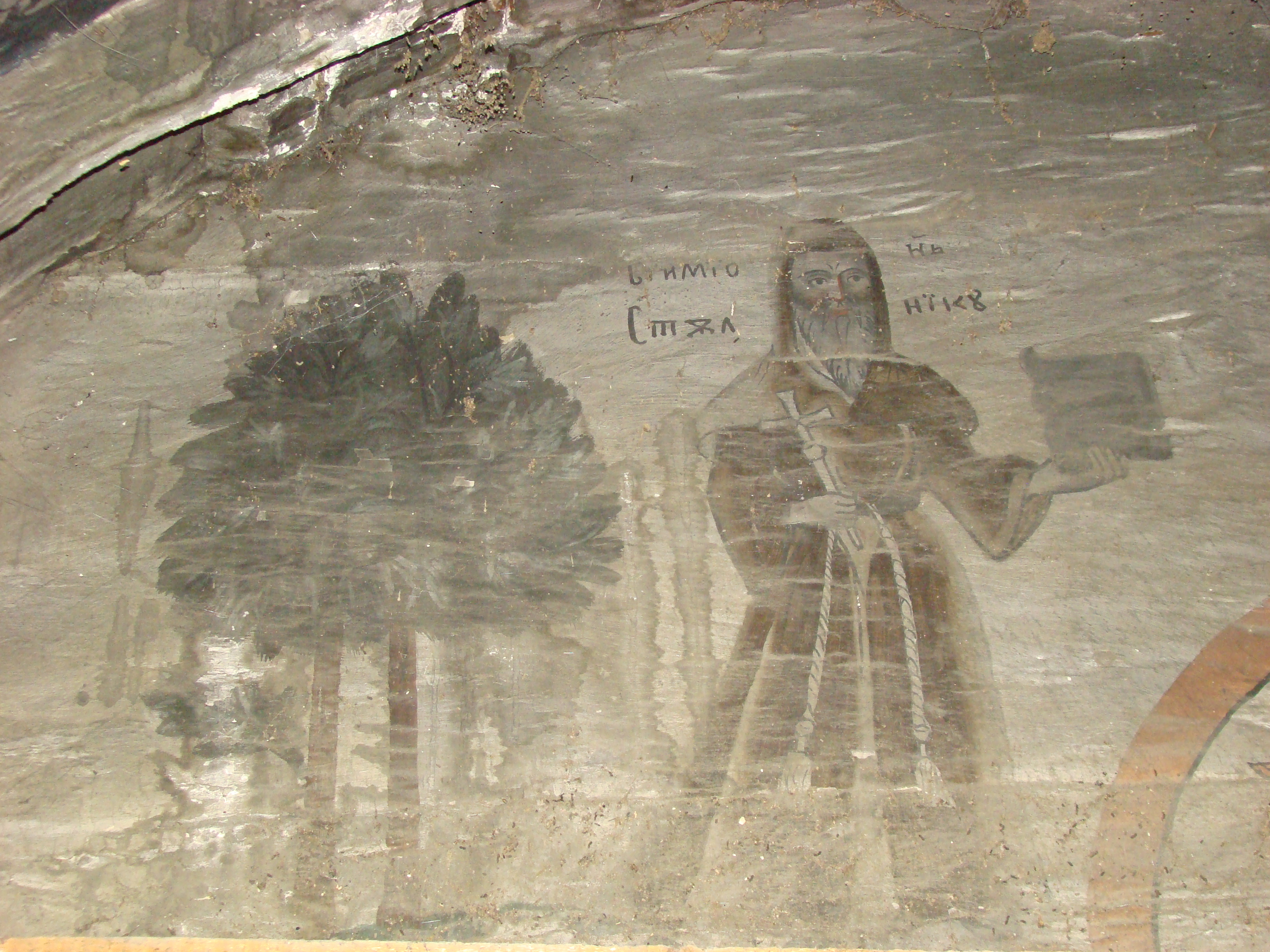
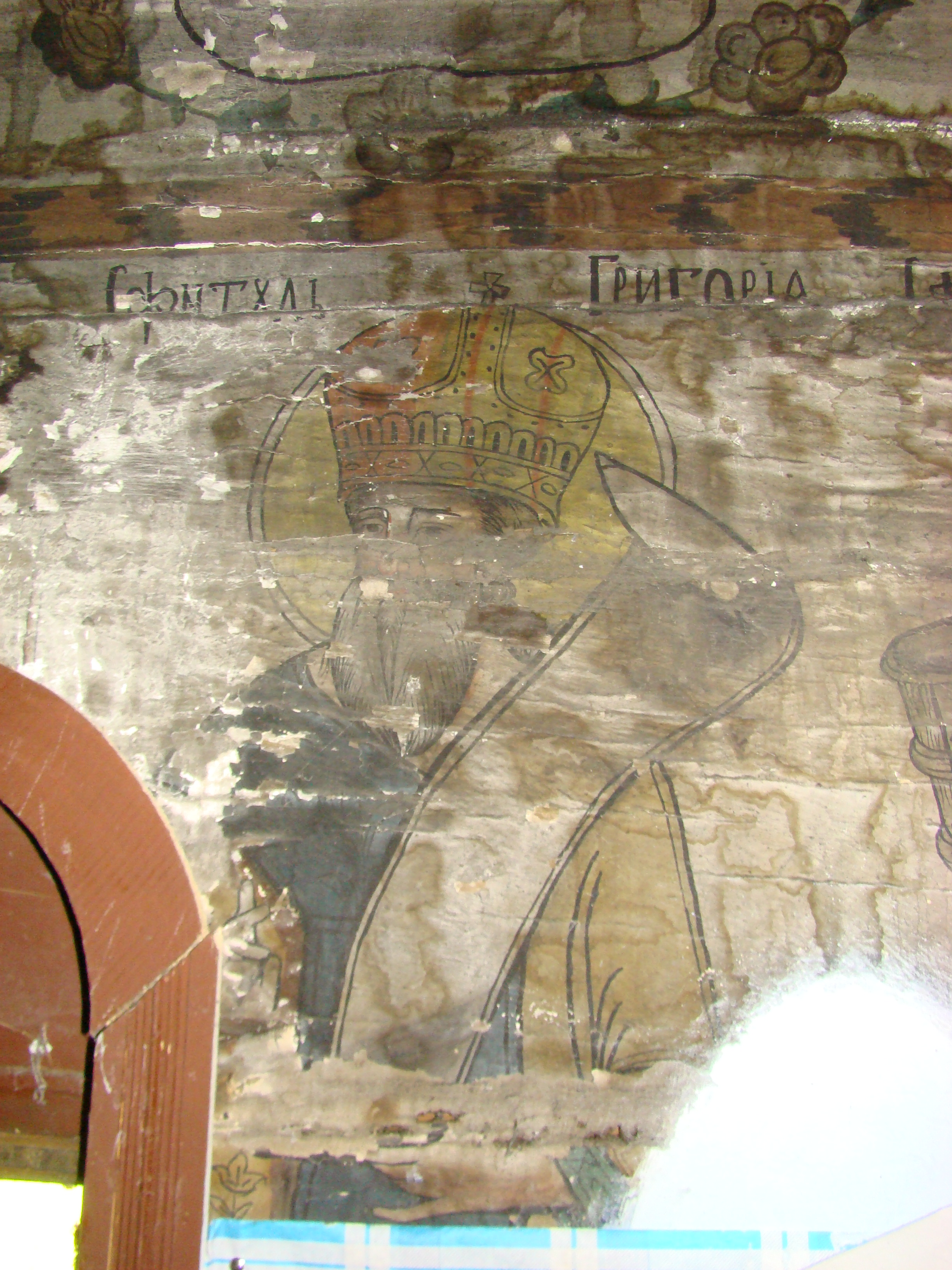
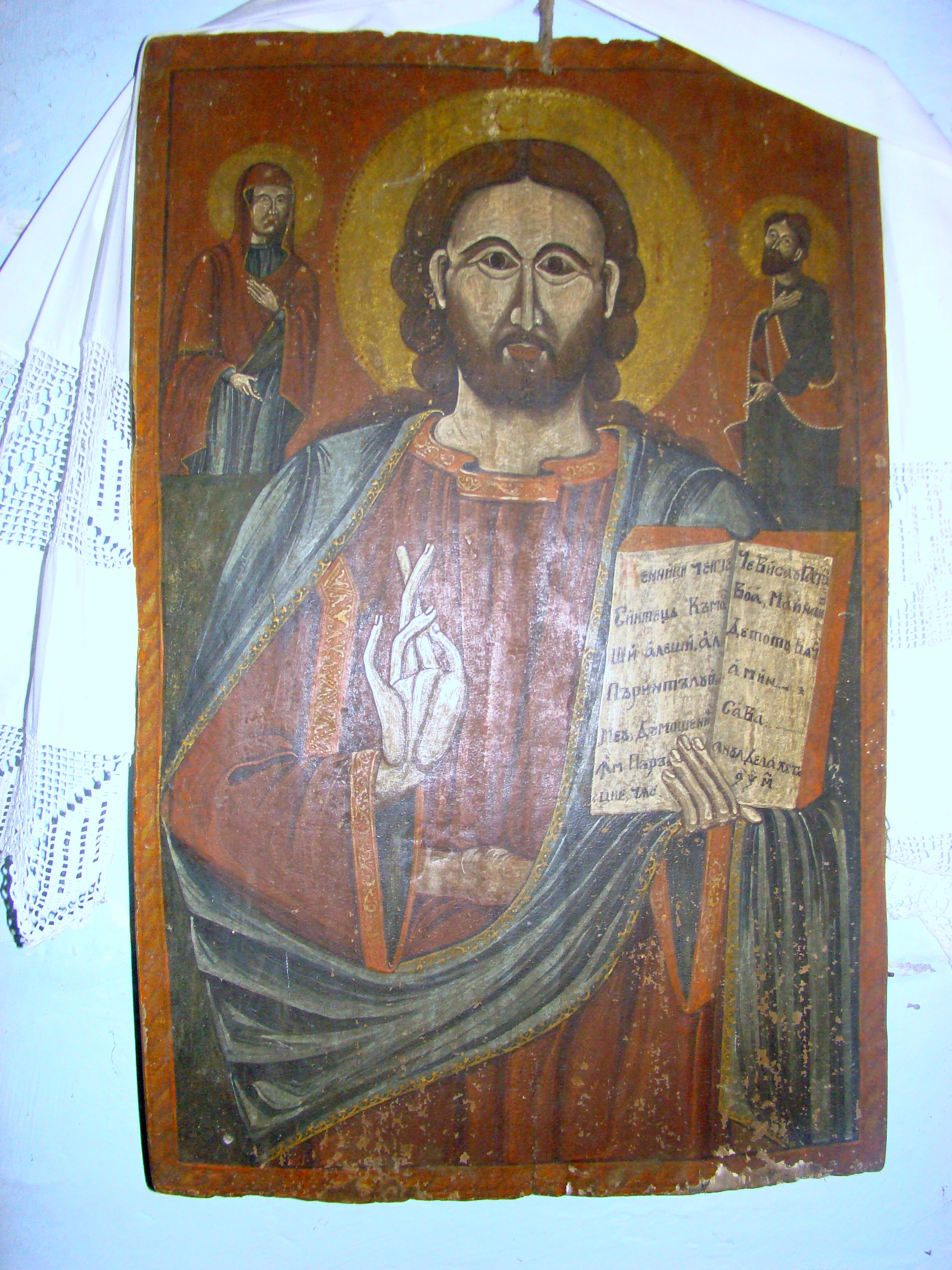
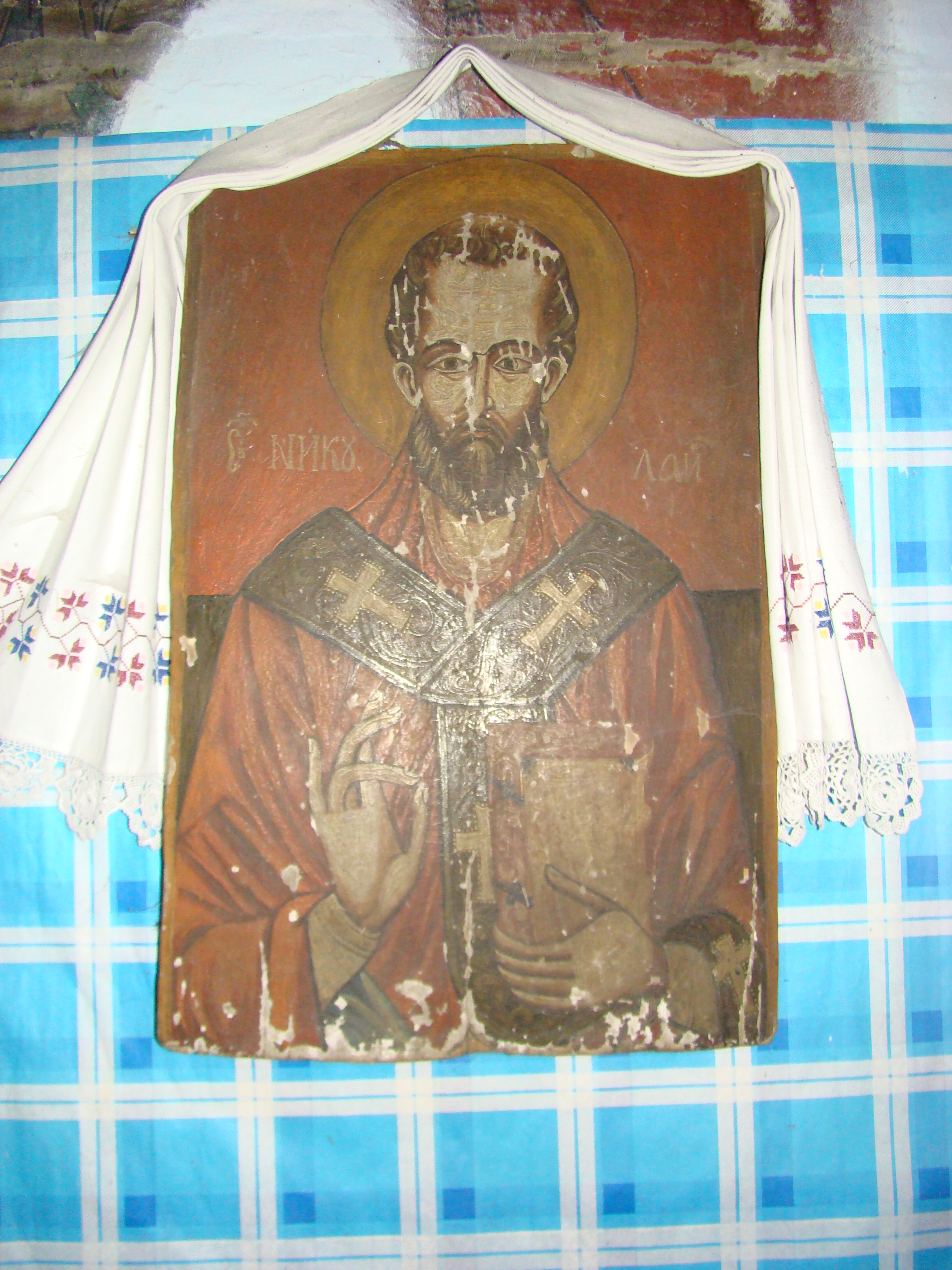
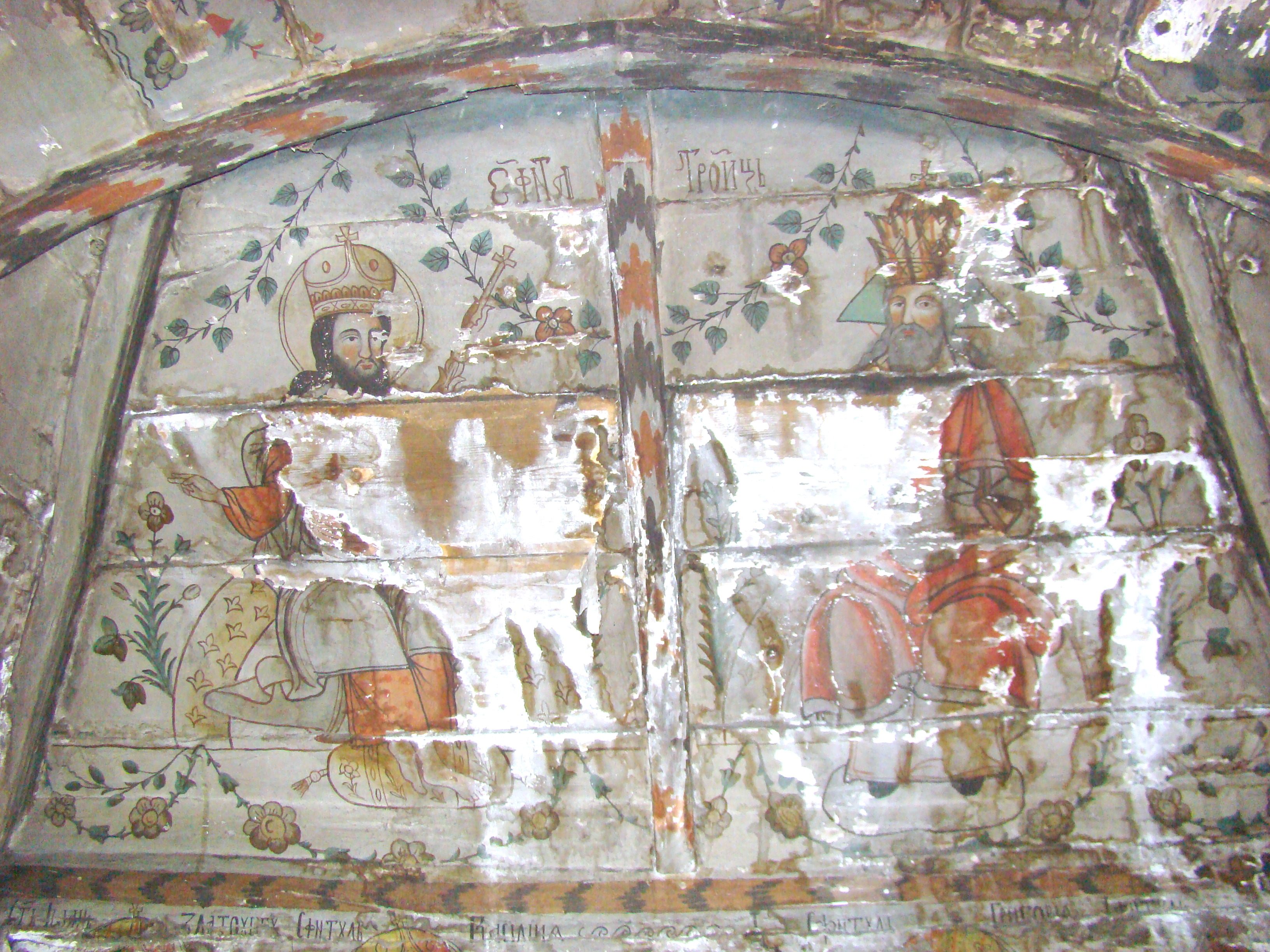
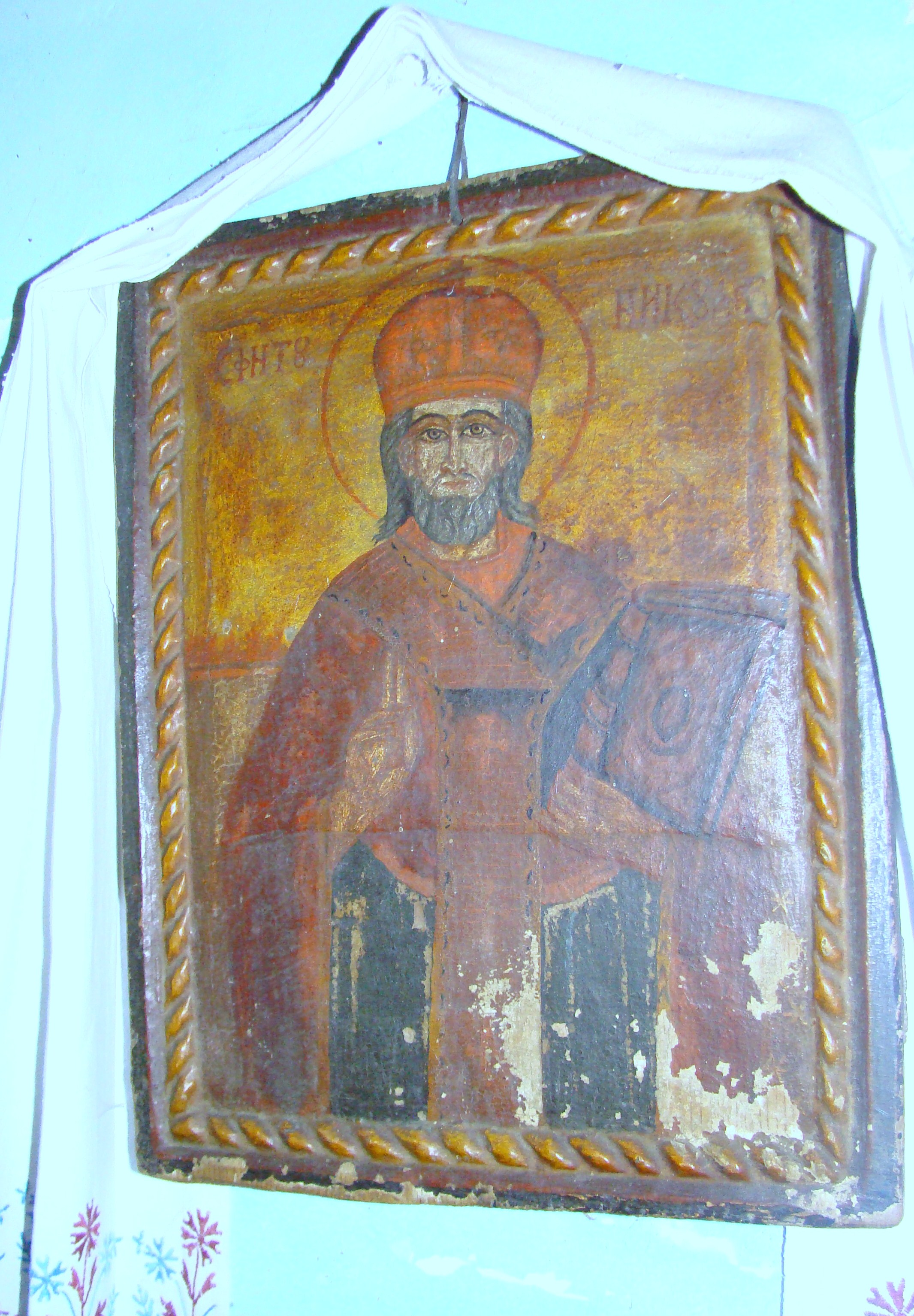
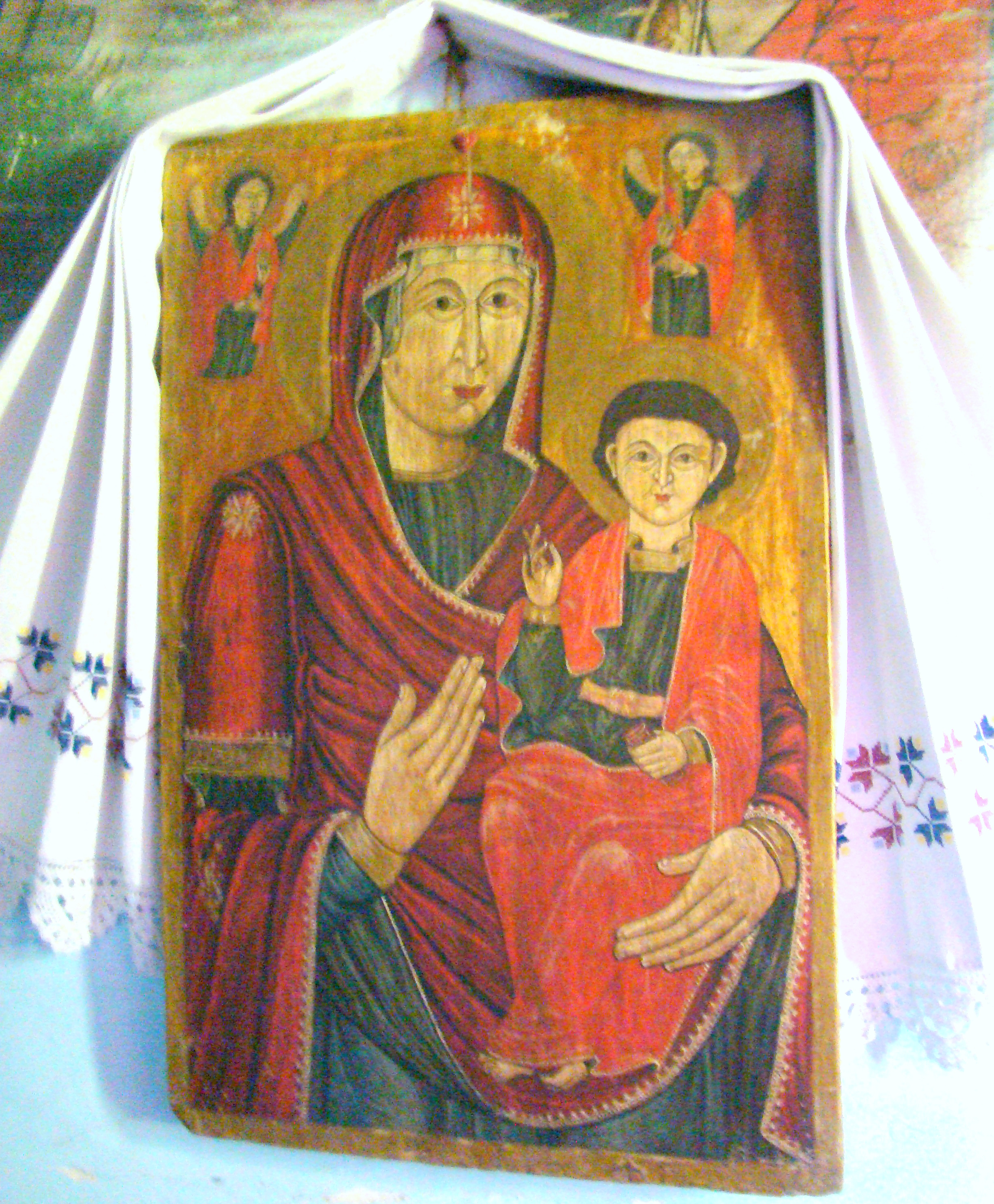
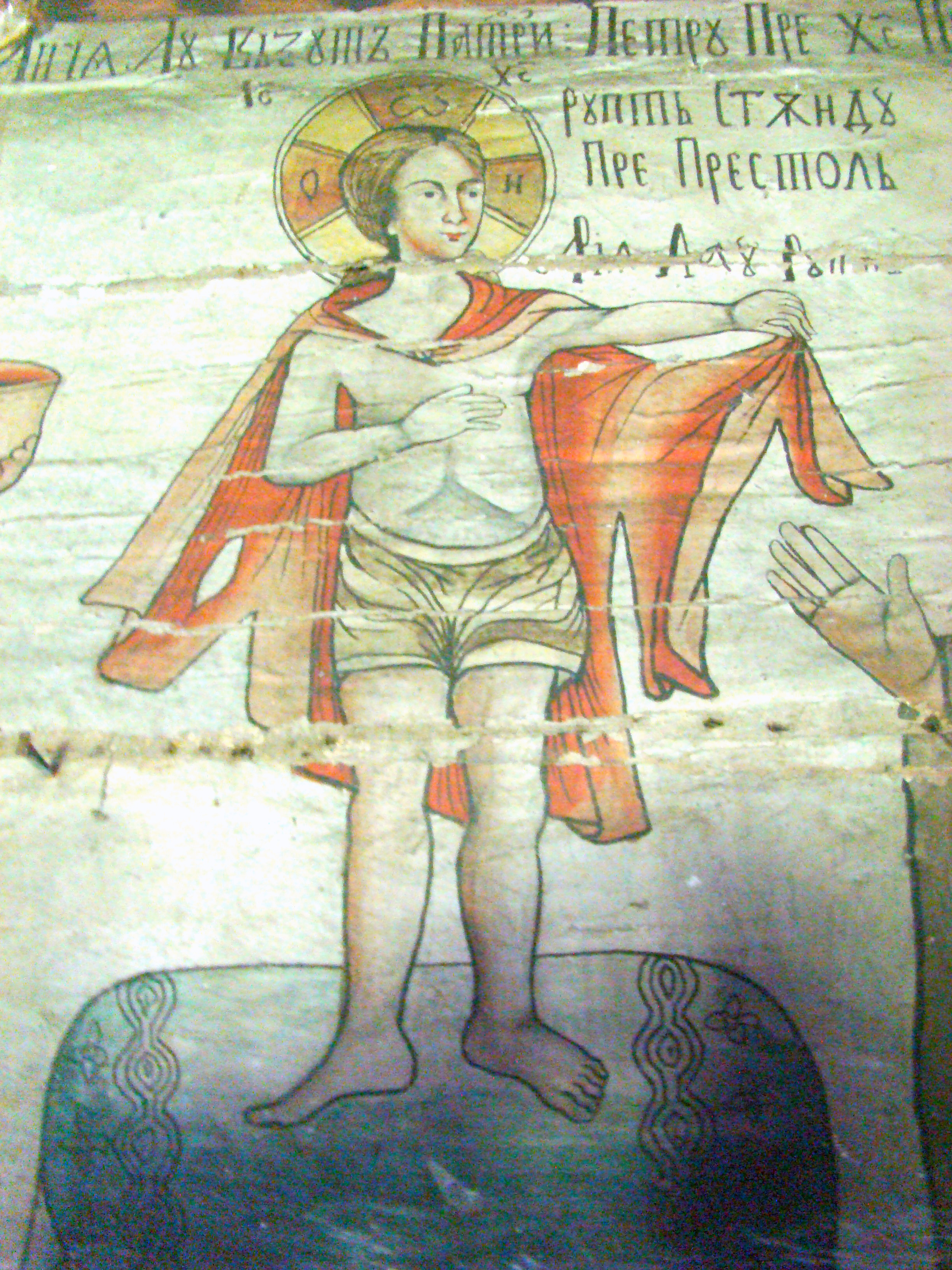
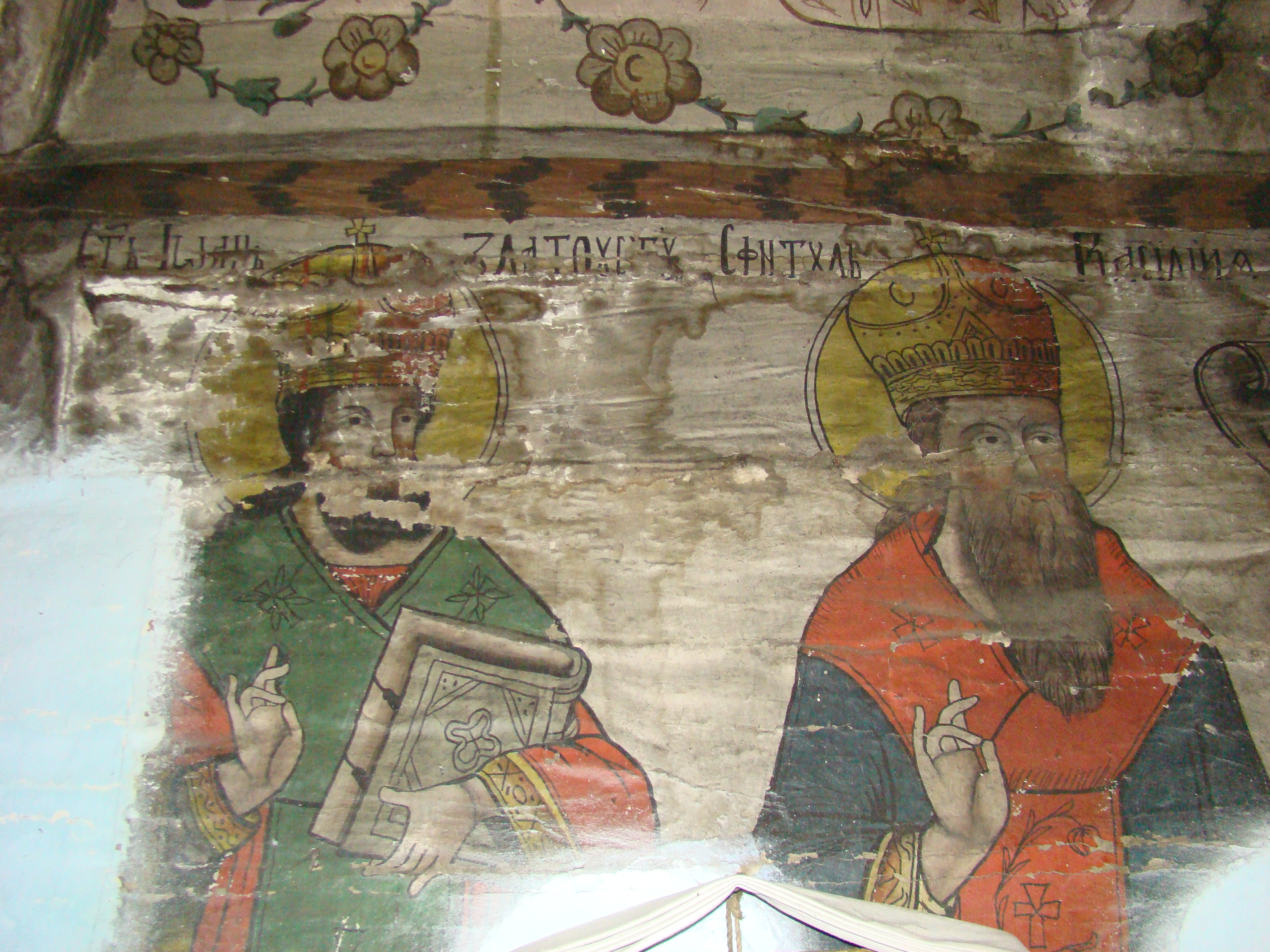
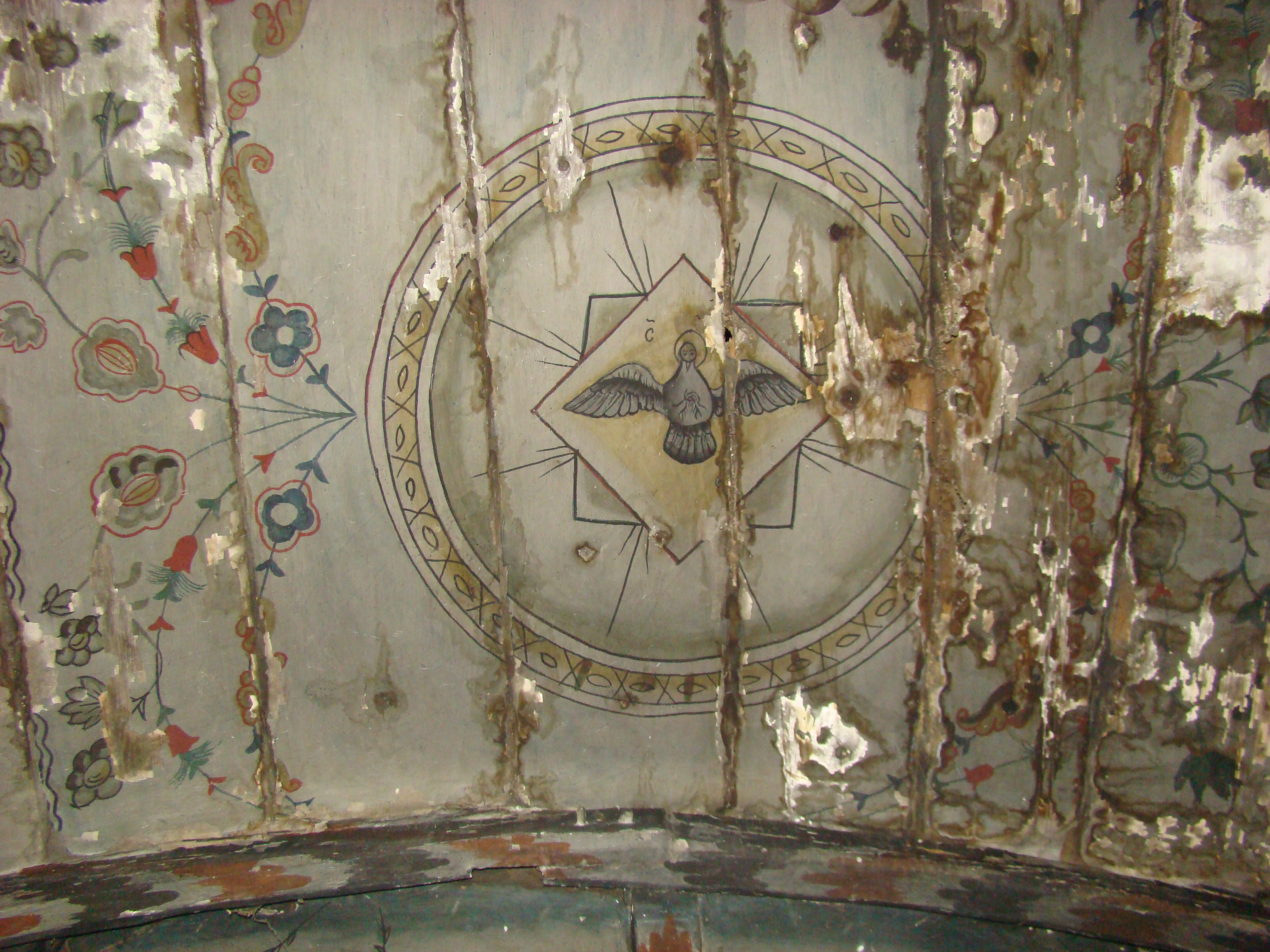
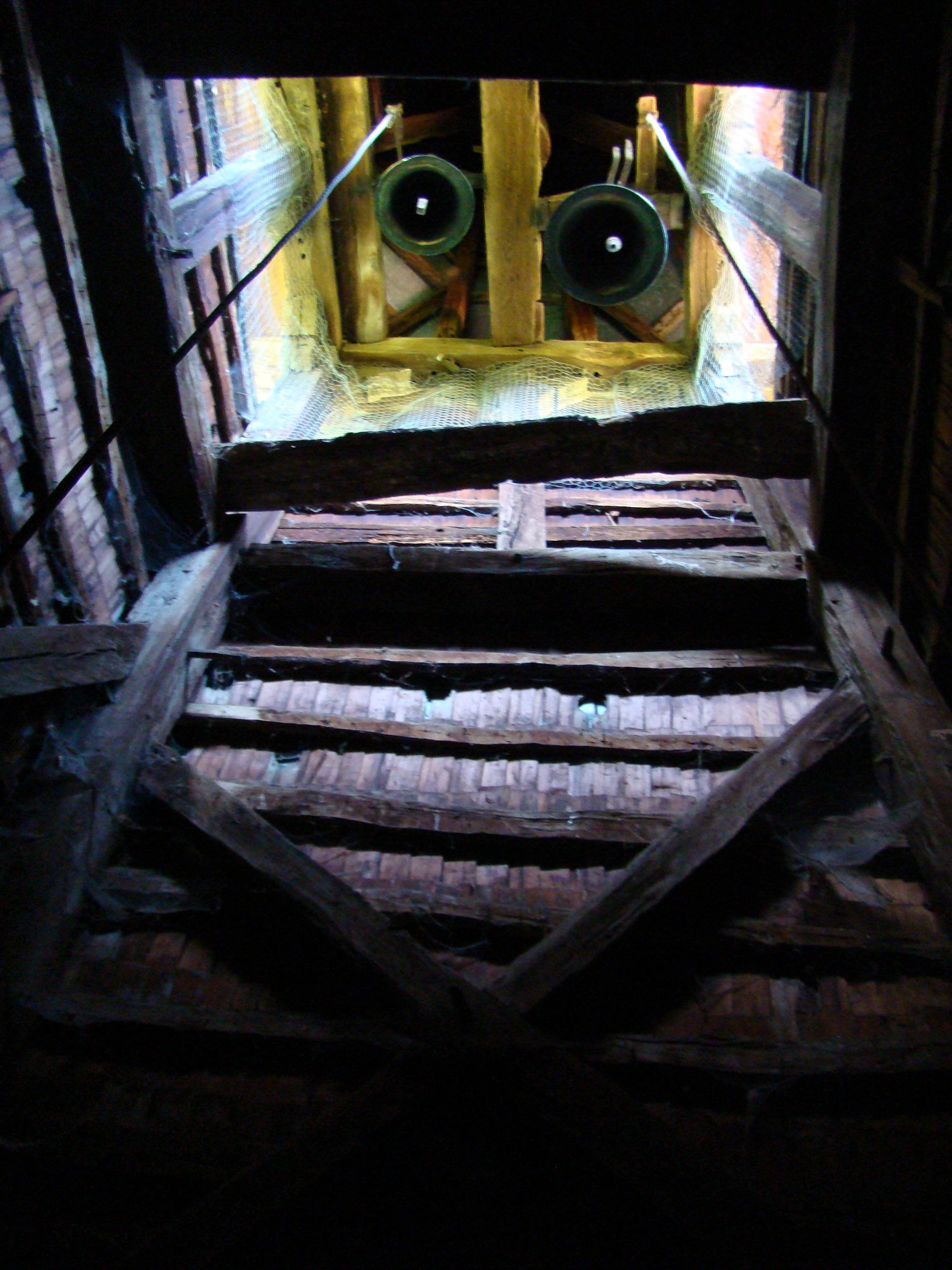
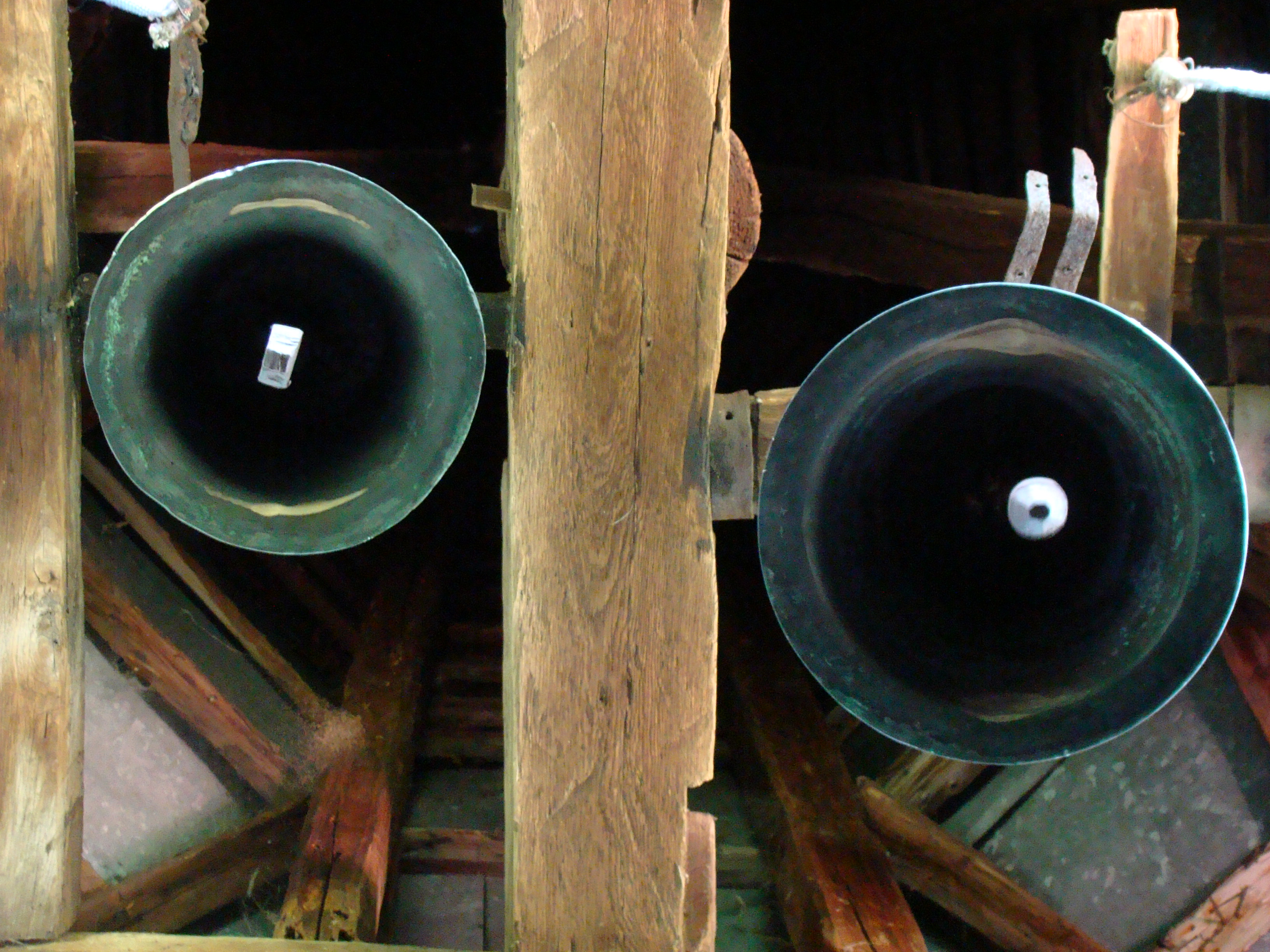
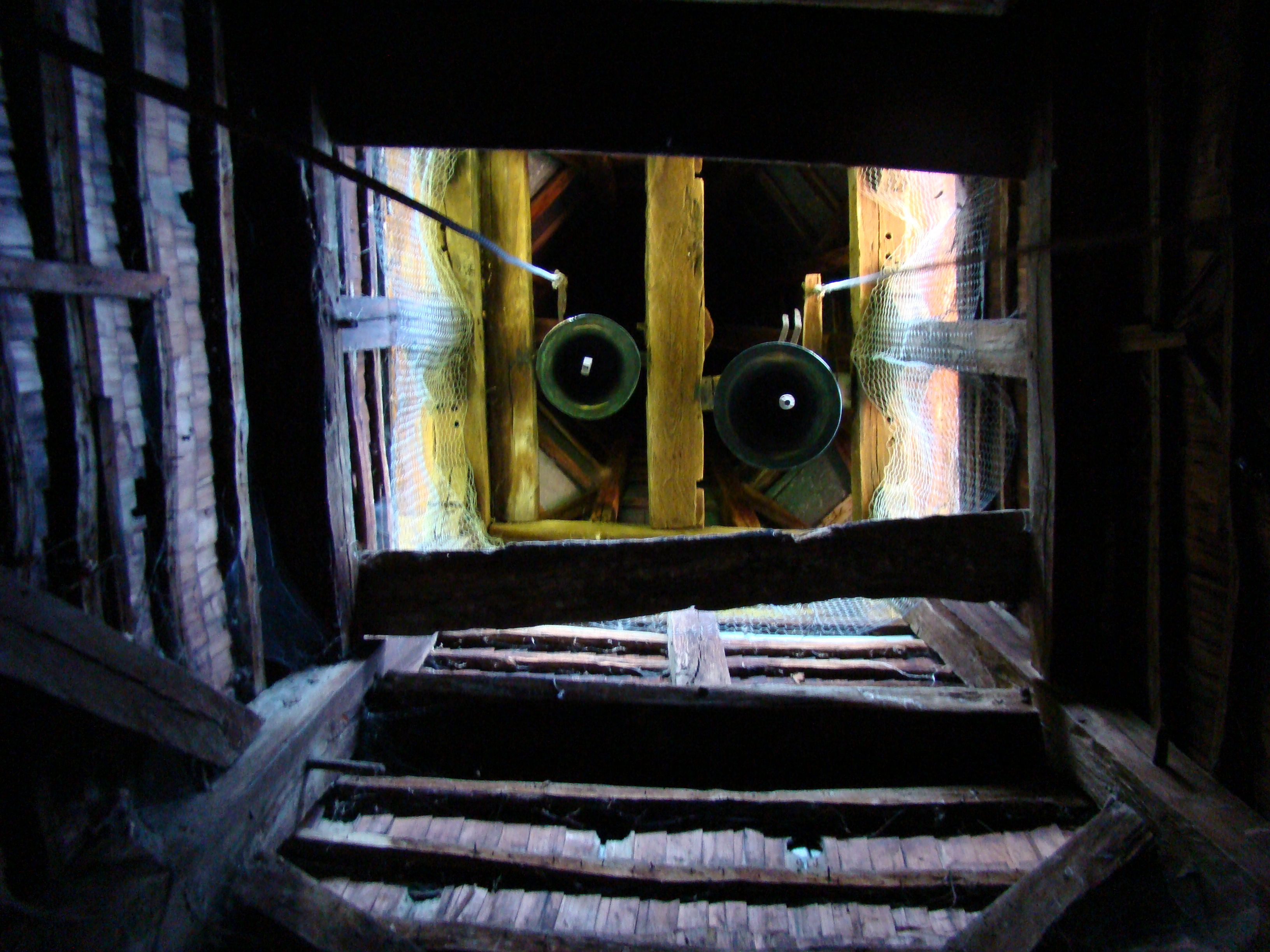
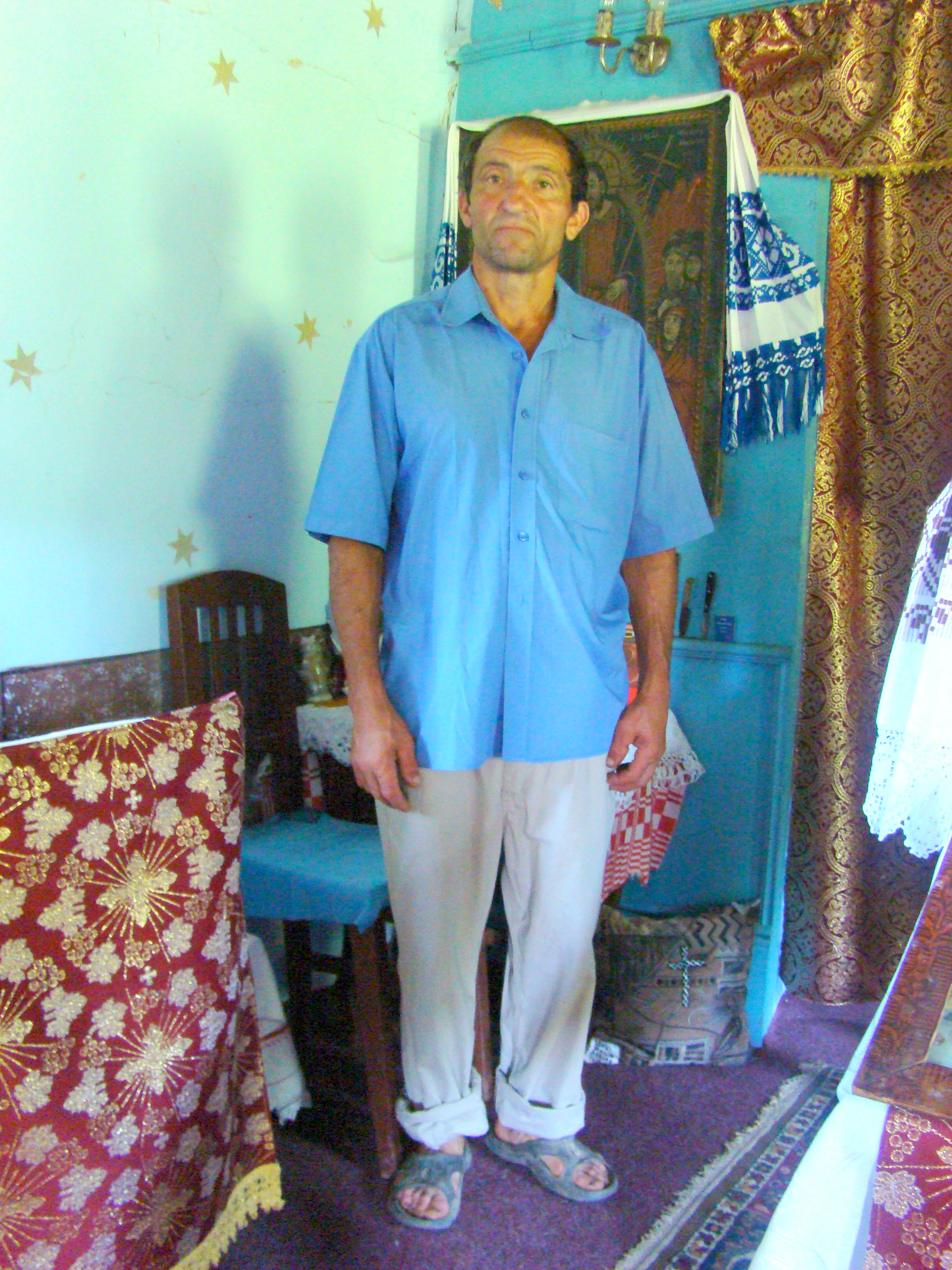
Sfătul Toader Danci